# Mauricio Macri
Mauricio Macri (Tandil, Buenos Aires, 8 de febrero de 1959) es un político, ingeniero civil, empresario y dirigente deportivo argentino, que ejerció como presidente de la Nación Argentina entre 2015 y 2019, jefe de Gobierno de la Ciudad de Buenos Aires entre 2007 y 2015, y presidente del Club Atlético Boca Juniors entre 1995 y 2007. Desde 2020 se desempeña como presidente ejecutivo de la Fundación FIFA.
Graduado de ingeniería civil por la Universidad Católica Argentina en 1984, comenzó sus actividades en el ámbito privado en el holding de su padre Franco Macri, el Grupo Socma, una serie de empresas dedicadas a la construcción, los bienes raíces y la explotación de servicios públicos, llegando a ser presidente de la automotriz Sevel Argentina, una sociedad conjunta con Fiat y Peugeot. En 1991 permaneció dos semanas secuestrado en el sótano de una casona del barrio de San Cristóbal, hasta el pago del rescate por un total de 6 millones de dólares. En 1995 ganó las elecciones para presidente del Club Atlético Boca Juniors. Durante su presidencia, el primer equipo obtuvo diecisiete títulos, entre los que se destacan cuatro copas Libertadores y dos copas Intercontinental, siendo el mandatario con más títulos en la historia del club.
En 2001 anunció su incursión en la política, siendo mencionado como candidato presidencial para las elecciones de 2003 por el partido Justicialista. Dos años después se presentó como candidato para la jefatura de Gobierno porteño por el Frente Compromiso para el Cambio, perdiendo en segunda vuelta ante Aníbal Ibarra. En 2005 fundó el partido Propuesta Republicana y fue electo diputado Nacional por la ciudad de Buenos Aires. En 2007 fue electo en segunda vuelta como jefe de Gobierno porteño, siendo reelegido en 2011. En 2015 anunció su candidatura presidencial para las elecciones de ese año, formando una alianza de centroderecha, Cambiemos, junto a Ernesto Sanz de la Unión Cívica Radical y Elisa Carrió de la Coalición Cívica, que le permitió concentrar el voto antiperonista y lograr así la victoria en segunda vuelta ante el oficialista Daniel Scioli, del Frente para la Victoria, con el 51.34 % de los votos, poniendo fin a 12 años de gobiernos kirchneristas. Así se convirtió en el primer presidente electo no perteneciente a los partidos tradicionales, el Partido Justicialista y la Unión Cívica Radical, desde 1946.
Macri asumió la presidencia el 10 de diciembre de 2015 bajo el lema «pobreza cero, combatir al narcotráfico y unir a los argentinos», sucediendo a la peronista Cristina Fernández de Kirchner. Para conformar su gabinete, nombró como funcionarios a directivos privados con antecedentes en la gerencia de grandes empresas. Su mandato se basó en el «gradualismo», con medidas como la continuidad de la política asistencial de su predecesora, el tipo de cambio flotante, el alza de la tasa de interés del Banco Central y el establecimiento de metas de inflación, y el «sinceramiento» de las tarifas de los servicios públicos mediante la disminución de subsidios y la dolarización de sus valores. Su política exterior se basó en el lema de la «integración de Argentina al mundo», acercándose a Estados Unidos y la Unión Europea, el retiro de la Unasur, el ingreso al Grupo de Lima y al Prosur, la firma del acuerdo comercial entre el Mercosur y la Unión Europea, posteriormente no ratificado por ambas partes, y la organización de la cumbre del G-20. Además reconoció a Juan Guaidó como presidente de Venezuela y mantuvo una política de aislamiento con el mandatario Nicolás Maduro.
Entre sus primeras medidas, se encuentran la ley del pago a los fondos buitres, la unificación del tipo de cambio y la desregulación de la compra de divisas por medio de una devaluación del peso argentino del 40 %, la quita parcial del impuesto a las retenciones de las exportaciones agropecuarias, la derogación de artículos de la ley de Servicios de Comunicación Audiovisual, la designación de miembros de la Corte Suprema de la Nación mediante decreto en comisión y posteriormente aprobado por el Senado, la normalización del Instituto Nacional de Estadísticas y Censos, el veto a la ley de Emergencia ocupacional, que prohibía despidos por 180 días, la aprobación de las leyes de Reparación Histórica y del Arrepentido, y, aunque manifestó estar en contra de la legalización del aborto, consintió el tratamiento en el Congreso del proyecto de ley de Interrupción Voluntaria del Embarazo, que logró media sanción en Diputados en 2018.
Impulsó la aprobación de una moratoria fiscal para el blanqueo de capitales por un total de cien mil millones de dólares, cuestionado por la oposición al permitir el ingreso de familiares de funcionarios públicos, y la firma del Consenso Fiscal 2017 con las administraciones provinciales, que permitió la aprobación en el Congreso de la reforma tributaria y jubilatoria de ese año, en medio de disturbios y la represión policial dentro y fuera del recinto. Esa serie de medidas iniciales propiciaron su victoria en las elecciones legislativas de 2017. Su nombre se vio involucrado en los Panamá Papers, una filtración informativa de documentos confidenciales de la firma de abogados Mossack Fonseca, siendo mencionado como parte del directorio de dos empresas fantasma en paraísos fiscales.
No obstante, la modificación de las metas de inflación, la facilidad del ingreso y salida de capitales golondrinas, el aumento de tarifas, su imposibilidad de llevar a cabo reformas estructurales, un fuerte endeudamiento del Estado en dólares que aumentó la deuda externa en 107.525 millones, y a hechos como el hundimiento del ARA San Juan (S-42) y las muertes de los activistas Santiago Maldonado y Rafael Nahuel, provocaron una crisis económica y social reflejada en una primera crisis cambiaria entre abril y octubre de 2018, y una segunda luego de su derrota en las elecciones primarias de 2019 ante el candidato del Frente de Todos, el exjefe de Gabinete Alberto Fernández, fecha que posteriormente consideró Macri como «el día en que terminó mi gobierno económico». Durante este periodo anunció una batería de medidas, entre ellas, el préstamo stand by con el Fondo Monetario Internacional por cincuenta y siete mil millones de dólares, que constituye el mayor en la historia del organismo, la reinstauración del impuesto a las retenciones, la restricción de la compra de divisas y el «reperfilamiento» de la deuda por medio del aplazamiento de los vencimientos, que no evitaron su derrota en las elecciones presidenciales, convirtiéndose en el primer presidente en no ganar su reelección. Finalmente el 10 de diciembre de 2019 entregó el mando al peronista Alberto Fernández, convirtiéndose en el primer presidente no perteneciente al partido Justicialista en completar formalmente su mandato desde 1952.
Existen discrepancias sobre la fecha exacta de finalización de su mandato: según algunas fuentes finalizó el 10 de diciembre de 2019, al momento del juramento de su sucesor, Alberto Fernández, según otras su mandato terminó el 9 de diciembre de 2019 a las 24:00, al cumplirse cuatro años del inicio del mismo, según lo establecido por la jueza María Servini en el fallo del 9 de diciembre de 2015.
El 26 de marzo de 2023, Macri decidió bajar su precandidatura a presidente para las elecciones presidenciales de ese año en un mensaje de vídeo.

## Biografía
Mauricio Macri nació en Tandil el 8 de febrero de 1959, cuando sus padres vivían transitoriamente en esa ciudad serrana por motivos laborales. Desde muy niño se fue a vivir a la Ciudad de Buenos Aires, donde se crio y estudió desde la primaria hasta su carrera universitaria. El abuelo de Mauricio, Giorgio Macri, pertenecía a una familia latifundista de Calabria y era dueño de una empresa constructora, que tenía contratos en Italia y África; tras la guerra tuvo una discreta participación en un partido político menor. Su padre, Franco Macri, emigró de Italia a la Argentina a los 18 años, su abuelo hacía dos años que estaba en el país, y comenzó a trabajar como asistente de un ingeniero civil. Tres años después, en 1951, fundó una empresa dedicada a la construcción, que luego daría origen a lo que actualmente es Sideco Americana con la cual se hizo cargo de varios proyectos de construcción privados hasta ser uno de los empresarios más destacados del país. Su madre, Alicia Blanco Villegas, contrajo matrimonio con Franco Macri en 1958, con el que tuvo cuatro hijos: el propio Mauricio, Sandra, Mariano y Gianfranco.
Mauricio Macri cursó sus estudios primarios y secundarios en el Colegio Cardenal Newman. Fue alumno de la Universidad de Columbia en Nueva York, la Universidad de Pensilvania de Filadelfia y cursó brevemente en la Universidad del Centro de Estudios Macroeconómicos de la Argentina. Acabado el secundario, continuó con sus estudios en la Universidad Católica Argentina, donde se recibió de ingeniero civil.
Su experiencia laboral se inició en la empresa Sideco Americana S. A., especializada en obras civiles: se desempeñó durante tres años como analista júnior y más tarde como analista sénior. En 1983, fundó, junto con su amigo Nicolás Caputo, la empresa Mirgor S.A., de la cual Macri se retiró en 1994. En 1984 cumplió tareas en el departamento de crédito del banco Citibank de Buenos Aires. En el mismo año se incorporó a Socma, compañía de su padre que sintetiza la acción empresaria de las sociedades del Grupo Macri, y desde 1985 en adelante se desempeñó como su gerente general.
Después pilotó la expansión del Grupo hasta Venezuela y Colombia, y en 1985 asumió como gerente general de Socma Inversora. Dos años más tarde, ya era vicepresidente ejecutivo de Sideco y al poco tiempo, presidente de Sideco Stone y de Vipcom, y vice de Perfomar SA y de Fernando Marín Producciones Publicitarias SA.
En diciembre de 1988 firmó a nombre de Sideco un contrato con el intendente del partido de Morón, Juan Carlos Rousselot, para un ambicioso plan de cloacas. La obra contemplaba un costo inicial de cuatrocientos millones de dólares, pero Sideco esperaba poder ampliar el proyecto a los mil millones que permitirían construir una planta de tratamiento de efluentes cloacales y que trataría los desechos de otros cinco municipios, con una población de varios millones de habitantes. El contrato le costó la destitución a Rousselot, dado que había sido firmado sin seguir los pasos licitatorios, y por las tarifas excesivamente altas, y terminó rescindido por el Concejo Deliberante.
En 1991 fue secuestrado y durante doce días permaneció en cautiverio hasta que fue liberado tras el pago de seis millones de dólares. Los secuestradores fueron posteriormente apresados comprobándose que en su mayoría pertenecían a la Policía Federal, por lo que se le llamó «la Banda de los Comisarios». Fueron condenados a penas de entre diez años y prisión perpetua.
En 1992 ocupó la vicepresidencia en Sevel, empresa automotriz, haciéndose cargo de la presidencia en 1994. Al día siguiente de expresar su intención de lanzarse a la política, fue procesado por contrabando agravado en una causa relacionada con su padre Franco Macri por el juez Carlos Liporace, acusado de una maniobra en la que las empresas del grupo presuntamente estafaban al Estado argentino exportando a Uruguay autopartes y volviéndolas a importar. La empresa insistió en que todas las operaciones fueron realizadas con conocimiento de la aduana y autorizadas por ella, previa consulta y finalmente recayó sentencia firme absolutoria de los cargos.
Si bien Macri era ya conocido por su actividad empresaria, adquirió mayor notoriedad pública al presidir el Club Atlético Boca Juniors desde 1995 hasta 2007, y nuevamente durante un par de meses en 2008.
Luego de su paso por el Club Atlético Boca Juniors, Macri fue elegido diputado nacional por la Ciudad de Buenos Aires en el año 2005 y luego jefe de Gobierno del mismo distrito en el año 2007, siendo reelegido para ocupar el mismo cargo en julio de 2011.

### Familia

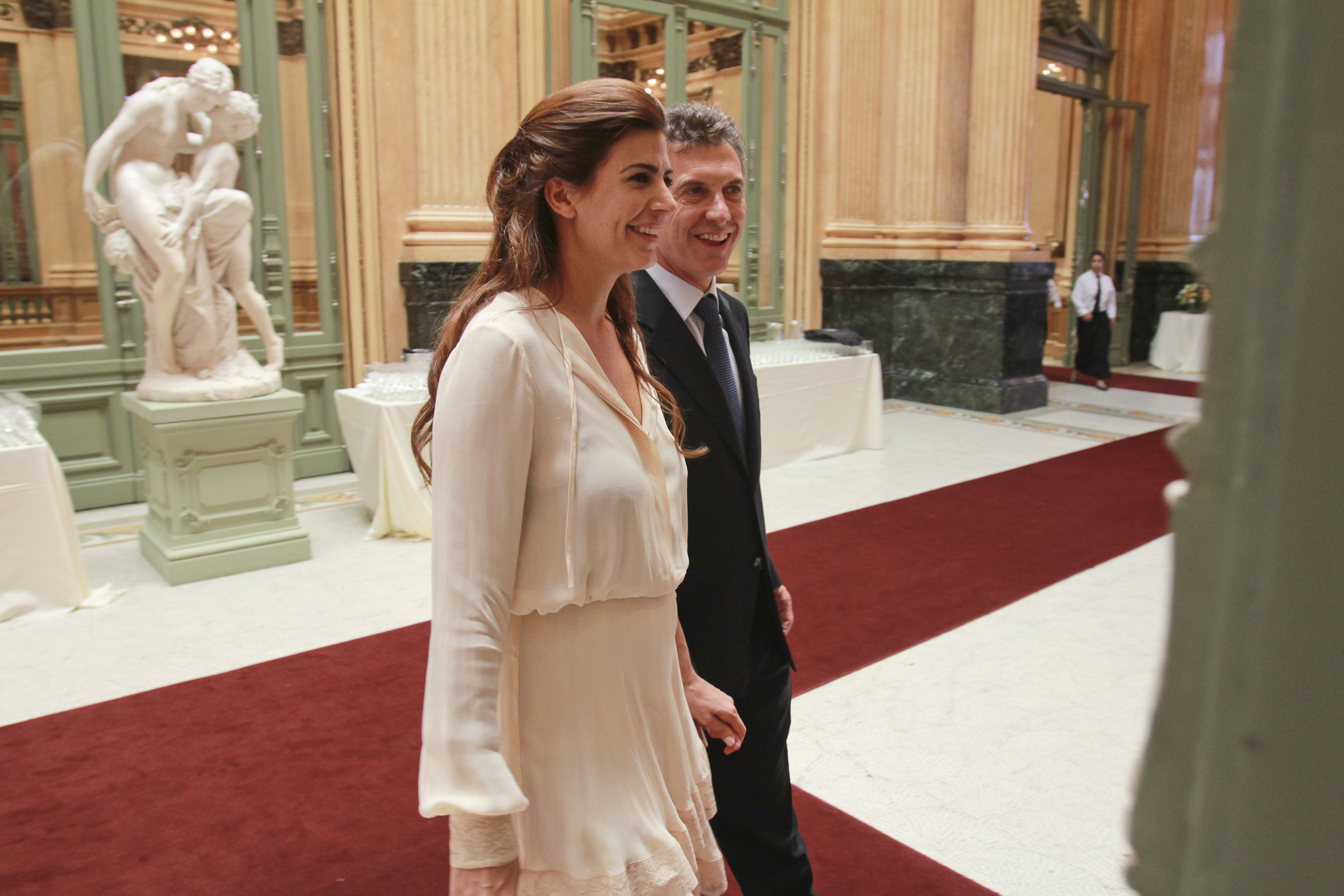
Mauricio Macri junto a su esposa Juliana Awada, en el Teatro Colón en 2011.

Es el mayor de seis hermanos, y es hijo de Alicia Blanco Villegas y del empresario italiano Franco Macri, nacionalizado argentino y exlíder del Grupo Macri-SOCMA, uno de los más importantes grupos económicos de Argentina, que ha desarrollado actividades en el sector de automotores (Sevel), construcción (Sideco), higiene urbana (Manliba), correo (Correo Argentino), comunicación (Movicom), servicios (Pago Fácil), minería, etc.
El origen italiano de su padre le valió ser víctima de xenofobia en el colegio, donde sus compañeros de clase alta lo discriminaban por ser «hijo de un tano cocoliche».
Contrajo matrimonio tres veces. Se casó en primeras nupcias con Ivonne Bordeu, con quien tuvo tres hijos: Agustina, Gimena y Francisco. Tras divorciarse, se casó con la modelo Isabel Menditeguy en 1994, de quien se divorció en 2005. En 2010 se casó con la empresaria Juliana Awada con quien tuvo una hija, Antonia Macri.

### Patrimonio
Antes de ser jefe de Gobierno de la Ciudad Autónoma de Buenos Aires, Macri declaró un patrimonio de 22 734 836 pesos (equivalentes a 7.5 millones de dólares). En 2007 vendió la empresa Iecsa a su primo Ángelo Calcaterra.
En el año 2009 declaró que sus bienes habían aumentado un 42 % con respecto al año anterior, totalizando un total de más de treinta y nueve millones de pesos (equivalentes a 10.2 millones de dólares).
En septiembre de 2015 Macri declaró bajo juramento tener un patrimonio de cincuenta y dos millones de pesos (equivalentes a 4.1 millones de dólares), con un crecimiento en el año anterior del 26 %. De ese monto, 17.9 millones de pesos se encontraban depositados en dólares fuera de Argentina. Macri declara también haberle prestado 18.5 millones de pesos a su amigo, exsocio, empresario de la construcción y vicepresidente del PRO Nicolás Caputo.
Macri declaró también tener acciones en doce sociedades anónimas (Socma Cárnicos S.A., Molina Arrocero Río Guayquiraro S.A., E Costa S.A., Inmobiliaria Litoreña, Flour American Group, Meat American Group, 4 leguas S.A., Socma Farináceos S.A., María Amina S.A., Socma Corp S.A., Agropecuaria del Guayquiraro S.A., Yacylac S.A.). Con respecto al valor de sus acciones Macri declaró ante el Estado nacional que las mismas tenían un valor de un centavo, debido a que no tenían cotización en el país, en tanto que declaró ante el Gobierno de Buenos Aires que las mismas valían veintisiete millones de pesos. Ambas declaraciones difieren ya que la nación y la ciudad de Buenos Aires manejan requisitos diferentes.
En 2016, durante el escándalo de los Panamá Papers, se descubrió la participación de Macri en las sociedades offshore Fleg Trading LTD y Kagemusha en los paraísos fiscales de Bahamas y Panamá, respectivamente. Por esta razón, anunció que todos sus bienes serían administrados por un fideicomiso «ciego», de forma que estos fueran administrados por personas que no tendrían contacto con el presidente mientras durara su mandato. A pesar de su promesa, a fines de junio de 2016 solamente el 40 % de su capital estaba siendo administrado por el fideicomiso.
En su declaración jurada de 2017, Macri declaró veintisiete millones de pesos menos que el año anterior, pero el patrimonio que tiene fuera del fideicomiso ciego creció en diecinueve millones de pesos durante 2016. Dicho aumento fue de un 30 %, mientras que la inflación anual fue de 36 %.

## Vicepresidencia y presidencia de Sevel
En 1992 fue designado vicepresidente y en 1994 presidente de la Sociedad Europea de Vehículos en Latinoamérica (Sevel Argentina), una empresa automotriz en la que el Grupo Macri se encontraba asociada con la empresa Fiat de Italia. El 1 de enero de 1996 Sevel fue disuelta.
En 1997 la Aduana denunció a la empresa Sevel ante la justicia penal atribuyéndole haber cometido el delito de contrabando. En 1999 el juez Guillermo Tiscornia procesó a su padre Franco Macri, quien también había presidido la firma, y le dictó falta de mérito a Mauricio Macri. En febrero de 2001, el juez Carlos Liporace revocó la falta de mérito sobre Mauricio Macri y dispuso su procesamiento, acusándolo de exportar autopartes a Uruguay y cobrar reembolsos para importarlas como autos armados.
La empresa sostuvo que todas las operaciones fueron realizadas con conocimiento de la Aduana y autorizadas por ella, previa consulta. Mauricio Macri negó haber cometido delitos y acusó a los jueces de conspirar en su contra debido a que el día anterior había hecho pública su intención de dedicarse a la política partidaria.

Me parece una decisión poco feliz que lleguen a procesarme por esto. Lo único que hice fue seguir los pasos que me dijo la Aduana. Si alguien fija las reglas y las cumplís, no veo por qué estoy involucrado... En este país no van presos ni drogadictos ni delincuentes y se la agarran con uno. No quiero pensar en un supuesto complot contra mi figura o la de mi padre, aunque en la Argentina estamos muy acostumbrados a estas cosas.
Mauricio Macri.

Finalmente, los encausados interpusieron un planteo de cosa juzgada, sosteniendo que los hechos materia de juzgamiento ya habían sido definitivamente resueltos por el Tribunal Oral en lo Penal Económico n.º 2 y por el Juzgado Penal Económico n.º 6, y que la continuación de su investigación en el Juzgado Federal de Concepción del Uruguay implicaba una violación a la garantía constitucional que tutela al imputado contra la doble persecución penal. El planteo prosperó en primera instancia, fue rechazado luego por la Cámara Federal de Apelaciones de Paraná y nuevamente concedido por la Sala IV de la Cámara Nacional de Casación Penal. Llegado el caso a la Corte Suprema de Justicia por vía de recurso de queja, esta por mayoría consideró que no existía caso federal, por lo que no correspondía tratar el recurso extraordinario.

## Presidencia de Boca Juniors
El 13 de diciembre de 1995 Mauricio Macri fue elegido presidente de Boca Juniors por 4415 votos a favor sobre los 2643 a Antonio Alegre, expresidente de Boca. Una de las primeras medidas de Macri al frente de Boca fue llegar a un acuerdo con el Club Social y Deportivo Parque, que en esos momentos dependía de Argentinos Juniors, por lo cual solventaron los gastos y este a su vez proveyó de jugadores nuevos a las inferiores de Boca. Por estas inferiores pasaron Carlos Tévez, Juan Román Riquelme, Nicolás Gaitán y Lucas Viatri entre otros.
En 1996, Macri inauguró el estadio Luis Conde, perteneciente a las divisiones de básquet y vóley de Boca Juniors, con capacidad para dos mil personas, y remodeló La Bombonera y al año siguiente creó un fondo de inversiones para la compra de jugadores en la que cuya utilidad se dividiría en un 50 % para Boca Juniors y otro 50 % para los inversores, puso 20 millones de dólares para este fondo y limitó el funcionamiento del mismo al periodo de su gestión en el club. Al respecto, Roberto Digón denunció negociados que ocurrían en el club. Siendo vicepresidente de Boca Juniors, Digón increpó al presidente del club Mauricio Macri exigiendo saber dónde estaban los seiscientos mil pesos restantes en el pase de un jugador. Posteriormente Digón denunciaría a Mauricio Macri y a Gustavo Arribas por irregularidades en el pase de futbolistas, señalando que existieron actitudes que rozan lo delictivo, especialmente en las compras y ventas de jugadores y que los intermediarios eran testaferros de Macri, como el escribano Gustavo Arribas o Fernando Hidalgo, quienes responden al presidente de Boca. En esos años el club vendió jugadores por más de 135 millones de dólares: 27 millones por Fernando Gago, 23 millones por Éver Banega, 20 millones por Carlos Tévez y la reventa de algunos esos jugadores. Macri junto con Arribas manejaron por años sumas millonarias, quedándose con el 15 % de los jugadores que eran transferidos desde Boca. Para el cobro de los cheques y el depósito de los mismos endosados en una cuenta en Suiza, la persona puesta por Macri era Arribas, quien se quedaba con dinero que pertenecía a Boca.
Macri contrató más adelante a Jorge Griffa, quien compró un grupo importante de juveniles de Argentinos Juniors, incluido Juan Román Riquelme, así como 11 jugadores de los 25 integrantes del plantel campeón de la Copa Libertadores 2000, surgidos de esta cantera.
Macri fue reelecto en Boca en 1999 con el 84 % de los votos. En 2003 fue nuevamente reelecto en el cargo hasta 2007. El exdirigente de Boca Juniors Roberto Digón aseguró en 2004 que Macri debía «dejar la presidencia por irregularidades comprobadas por la Inspección General de Justicia en su mandato; se cree que con plata puede comprar todo». Luego fue denunciado por el delantero Marcelo Delgado de aprovechar su gestión para sus «negocios personales». Poco después fue el excapitán de Boca Jorge (Patrón) Bermúdez quien denunció a Macri por actos de corrupción en los pases de los futbolistas y relató que en el año 2000, durante una negociación propia, Macri exigió indebidamente para sí dos millones de dólares. Macri se negó a declarar ante estas denuncias.
En 2007, recibió denuncias más serias, ya ligadas al ámbito político, por la diputada —y, años más tarde, su aliada de coalición— Elisa Carrió, sobre casos de corrupción por conexiones ilegales entre el fútbol, la política, y la violencia de los barrabravas:

La sociedad puede pedirme que nos juntemos. Lo que no me pueden pedir es que nos juntemos con corruptos. Los barrabravas acompañan a los grandes políticos, y lo dice el presidente del club de fútbol mayor de la Argentina. Negocio, política, violencia... está todo mezclado y también está determinada una forma de carrera política. En un tiempo, ser militar era una forma de acceder a la Presidencia. Ahora, una forma de acceder es ser presidente de un club de fútbol, y esto marca la ligazón entre política y dinero.
Elisa Carrió, 2007.

El 27 de febrero de 2008, Macri reasumió temporalmente la presidencia de Boca, debido a un fallo de la Inspección General de Justicia que anuló las elecciones internas del club y ordenó que reasumiesen a los cargos las autoridades anteriores, incluso Macri. La decisión de Macri de volver a asumir un eventual cuarto período siendo ya al mismo tiempo jefe de Gobierno de la Ciudad de Buenos Aires fue criticada por varios referentes de la oposición, defendiendo el artículo 98 de la Constitución de la Ciudad de Buenos Aires que no permite a los jefes de Gobierno el ejercicio de otros cargos simultáneos; pero Macri se justificó diciendo que era una orden del juez que debía obedecer. En 2015, con motivo de su elección a presidente de Argentina, Macri fue declarado socio honorario del club.

### Balance futbolístico de la gestión
Durante su gestión al frente de Boca Juniors, el equipo xeneize obtuvo 16 títulos (consiguiendo 10 títulos internacionales en un lapso de 8 años) lo cual lo consagró como el presidente de la institución que más títulos futbolísticos ha obtenido, desplazando al histórico Alberto J. Armando al segundo lugar, con doce títulos totales. Boca fue reconocido como el mejor equipo de América del Sur de los años 2000, por la Federación Internacional de Historia y Estadística del Fútbol.
En 2018, recibió la máxima condecoración de la CONMEBOL (la Orden del Honor del Fútbol Sudamericano en el grado de Gran Collar Extraordinario) en reconocimiento a su extensa trayectoria y a sus éxitos deportivos como mandatario del Xeneize. Entre otras cosas, se lo destacó por el «ejemplo de voluntad, dedicación, aporte y contribución al desarrollo del fútbol argentino y sudamericano», y por ser el presidente sudamericano que más Copas Libertadores ganó en la historia de la competición (ediciones de 2000, 2001, 2003 y 2007).

### Palmarés como dirigente deportivo

#### Campeonatos nacionales
| Título           | Equipo       | País      | Año    |
| ---------------- | ------------ | --------- | ------ |
| Primera División | Boca Juniors | Argentina | 1998-A |
| Primera División | Boca Juniors | Argentina | 1999-C |
| Primera División | Boca Juniors | Argentina | 2000-A |
| Primera División | Boca Juniors | Argentina | 2003-A |
| Primera División | Boca Juniors | Argentina | 2005-A |
| Primera División | Boca Juniors | Argentina | 2006-C |

#### Campeonatos internacionales
|                              | Equipo       | Sede         | Año  |
| ---------------------------- | ------------ | ------------ | ---- |
| Copa Libertadores de América | Boca Juniors | São Paulo    | 2000 |
| Copa Intercontinental        | Boca Juniors | Tokio        | 2000 |
| Copa Libertadores de América | Boca Juniors | Buenos Aires | 2001 |
| Copa Libertadores de América | Boca Juniors | São Paulo    | 2003 |
| Copa Intercontinental        | Boca Juniors | Yokohama     | 2003 |
| Copa Sudamericana            | Boca Juniors | Buenos Aires | 2004 |
| Recopa Sudamericana          | Boca Juniors | Manizales    | 2005 |
| Copa Sudamericana            | Boca Juniors | Buenos Aires | 2005 |
| Recopa Sudamericana          | Boca Juniors | São Paulo    | 2006 |
| Copa Libertadores de América | Boca Juniors | Porto Alegre | 2007 |

## Inicios en política

### Partido Justicialista
Aunque su ingreso a la política fue posterior, durante los años 1990 Mauricio Macri se destacaba como empresario del holding familiar, beneficiado con negocios en distintos rubros por el presidente Carlos Menem, entre ellos el Correo Argentino. Macri contó en el 2015 —sin demasiadas precisiones— que en 1997 Menem les había ofrecido a él y a Daniel Scioli ser candidatos del Partido Justicialista y que él no aceptó ese ofrecimiento. En el libro Robo para la corona, Horacio Verbitsky cuenta que el sindicalista Hugo Barrionuevo precisó que en 1989, el Grupo Macri había aportado a la campaña electoral de Carlos Menem seiscientos mil dólares y una docena de autos Fiat.
Durante el año 2000 circularon insistentes rumores de que Mauricio Macri integraría la lista de diputados del Partido Justicialista en la provincia de Misiones, donde él tenía registrado su domicilio, y mantenía relaciones estrechas con Ramón Puerta.
El 21 de febrero de 2001 Mauricio Macri anunció que se dedicaría a la política. Macri había recibido a fines del año 2000 una oferta del Partido Justicialista, presidido en ese momento por Carlos Menem, para ser candidato a senador por la Ciudad de Buenos Aires en las elecciones legislativas de Argentina de 2001.
El periodista Ricardo Río del diario Clarín informaba por entonces:

La especulación dice que Franco, padre de Mauricio y jefe del clan Macri, no lo ve a su hijo con potencial para «descollar en política» y que en ese terreno «la recompensa no valdrá el esfuerzo». La contracara de Franco sería Jorge Aguado, vicepresidente de SOCMA, la empresa de los Macri: «Es el que más lo alienta a Mauricio para que se haga político», completan los voceros… En el mapa del justicialismo, Macri, que suele autodefinirse como «conservador y pragmático tirando a la centroderecha» y que admite su preferencia por el «electorado bonaerense», sintoniza muy bien con varios apellidos ilustres del menemismo. Tampoco le faltan contactos con la dirigencia sindical dialoguista. El gastronómico y presidente de Chacarita, Luis Barrionuevo y el jefe de la Sanidad, Carlos West Ocampo, por mencionar algunos, dialogan regularmente con Macri. Otro sindicalista que por razones obvias llega al empresario sin intermediarios es el tabacalero Roberto Digón, a la sazón vicepresidente segundo de Boca.
Ricardo Río, Clarín, 2 de enero de 2001.

Sin embargo, el 22 de febrero Macri fue penalmente procesado por el juez Carlos Liporace por presunto contrabando agravado cuando era vicepresidente de Sevel. Al año siguiente, la Corte Suprema firmó su sobreseimiento en un fallo por el que luego dos ministros de la Corte fueron removidos de sus cargos.
Macri ha declarado que se desvinculó del justicialismo tras la crisis de diciembre de 2001 en Argentina: «arranqué de cero, creando un partido de cero», sentenció. Sin embargo al año siguiente el Partido Justicialista decidió apoyar a Macri como candidato a jefe de Gobierno en la Capital Federal, razón por la cual fue el principal partido del Frente Compromiso para el Cambio.

### Frente Compromiso para el Cambio

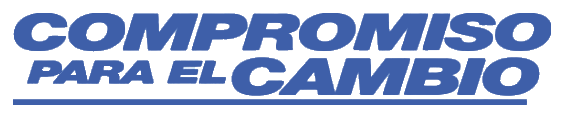
Logotipo de Compromiso para el Cambio.

En junio de 2003 se creó el Frente Compromiso para el Cambio, alianza integrada por los partidos Justicialista, Federal, Autonomista, Demócrata, Acción por la República y Demócrata Progresista, que sostuvo la candidatura de Mauricio Macri para jefe de Gobierno de la Ciudad de Buenos Aires.
Macri integró la fórmula junto a Horacio Rodríguez Larreta como candidato a vicejefe de Gobierno. El Frente obtuvo la primera minoría, alcanzando el 37.55 % de los votos, mientras que la fórmula oficialista integrada por el entonces jefe de Gobierno Aníbal Ibarra y Jorge Telerman obtuvo el 33.54 %. Como para acceder al cargo se necesita la mayoría absoluta de los votos válidamente emitidos, la elección se decidió en una segunda vuelta entre Macri e Ibarra, ganando este último con un 53.48 % y obteniendo la reelección, frente al 46.52 % obtenido por Macri.

### Compromiso para el Cambio (partido) y Propuesta Republicana (alianza)

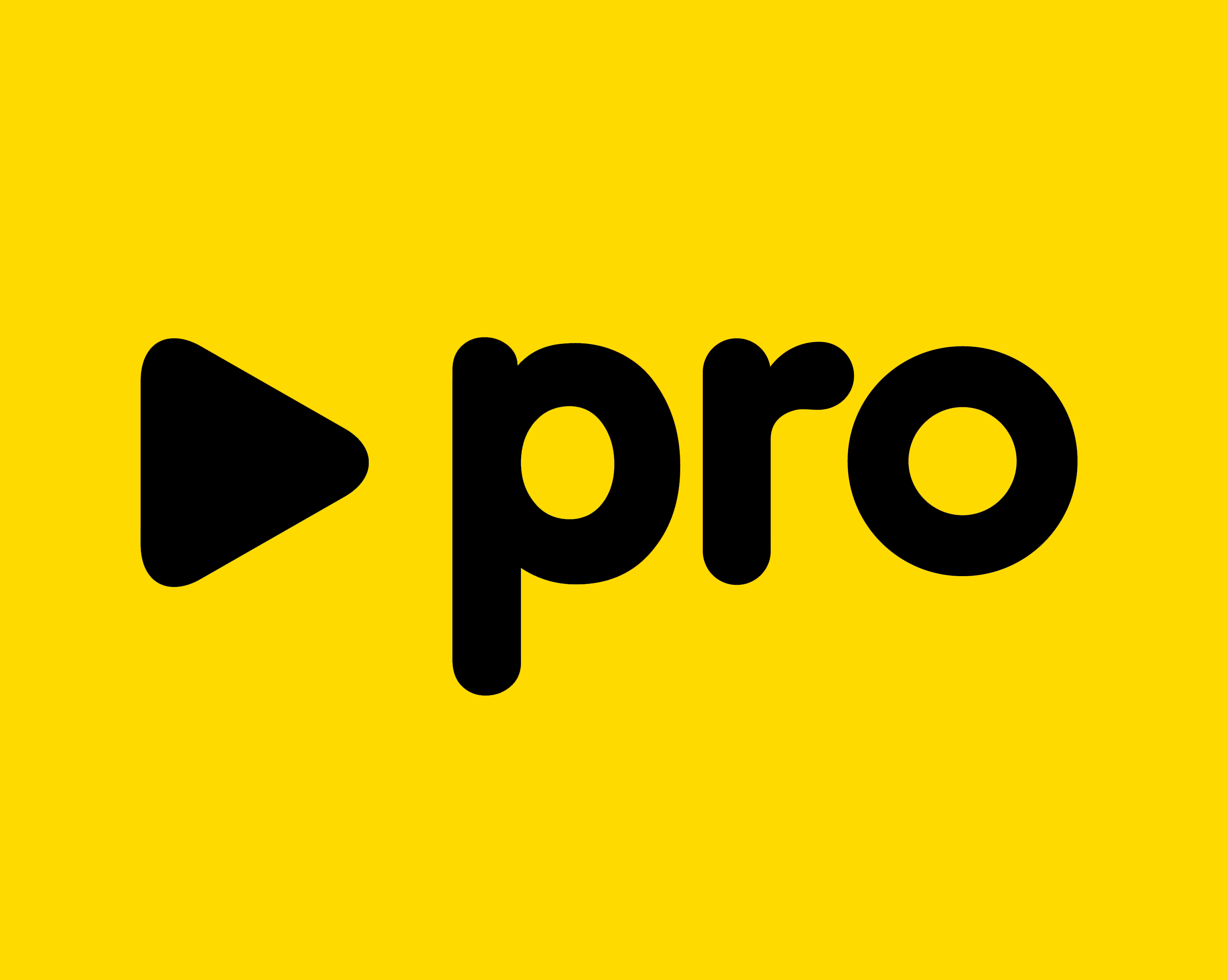
En 2005 el recién creado partido Compromiso para el Cambio presidido por Macri, integró la alianza Propuesta Republicana (PRO), con Recrear para el Crecimiento, presidido por Ricardo López Murphy.

En junio de 2005 Macri y el excandidato a presidente Ricardo López Murphy, líder del partido Recrear para el Crecimiento, forman una alianza electoral de alcance nacional, contratando al publicista (Ernesto Savaglio) para que creara un nombre, una sigla y un logo para la alianza.
El 5 de agosto de 2005 el macrismo se organizó finalmente como partido político al ser reconocido el partido Compromiso para el Cambio, siendo elegido presidente del mismo Mauricio Macri.
Pocos días después, el 23 de agosto Macri y López Murphy dieron a conocer el nombre de la alianza: Propuesta Republicana. Savaglio había creado también el apócope «Pro», para denominar a la coalición, así como un logo que incluía un triángulo a modo de flecha orientado hacia la derecha. Ese mismo día la alianza Propuesta Republicana fue registrada en dos distritos, Capital Federal y provincia de Buenos Aires, integrada por el Frente Federal Justicia y Libertad (Frejuli), el Partido Demócrata Progresista (PDP), el partido Recrear para el Crecimiento, el partido Compromiso para el Cambio, el partido Acción por la República, el partido Voluntad para la Integración y el Desarrollo Auténtico. La alianza se inscribió también con ese nombre en Entre Ríos y apoyó en Mendoza al Partido Demócrata provincial.
En las elecciones legislativas de 2005 la alianza Pro obtuvo nueve diputados nacionales en total, seis en la Capital Federal donde salió primera con 34 % y tres en la provincia de Buenos Aires, donde salió quinta con 7 %.
Luego de las elecciones presidenciales de 2007 la alianza PRO que sostenía la relación Macri-López Murphy se debilitaría, al punto que al año siguiente el partido Recrear desplazaría a López Murphy para decidir su ingreso a Compromiso para el Cambio, al tiempo que este partido decidía cambiar de nombre y adoptar la denominación de Propuesta Republicana (PRO).

### Diputado nacional
Se presentó como candidato a diputado nacional en el distrito de la Ciudad de Buenos Aires en el año 2005, compitiendo contra Elisa Carrió y Rafael Bielsa. En esta elección Macri obtuvo el 33.9 % de los votos, mientras que Elisa Carrió obtuvo el 21.9 % y Rafael Bielsa el 20.3 %. Durante el año 2006, alternaba su actividad como diputado en el Congreso Nacional con la presidencia de Boca Juniors.
Fue criticado por sus reiteradas ausencias en las votaciones en la Cámara de Diputados; en 2006, concurrió a 32 de las 51 sesiones y solo estuvo en 36 de las 280 votaciones; y en 2007 se encontró ausente en todas las sesiones y votaciones lo que fue criticado por la oposición. En su defensa, Mauricio Macri sostuvo que el Congreso «es un sitio en el que no se debaten ideas, las leyes son paquetes cerrados que envía el oficialismo y los legisladores son solo levantamanos». Anteriormente había declarado que «si no te aburre una sesión del Congreso, sos un anormal».

## Jefe de Gobierno porteño

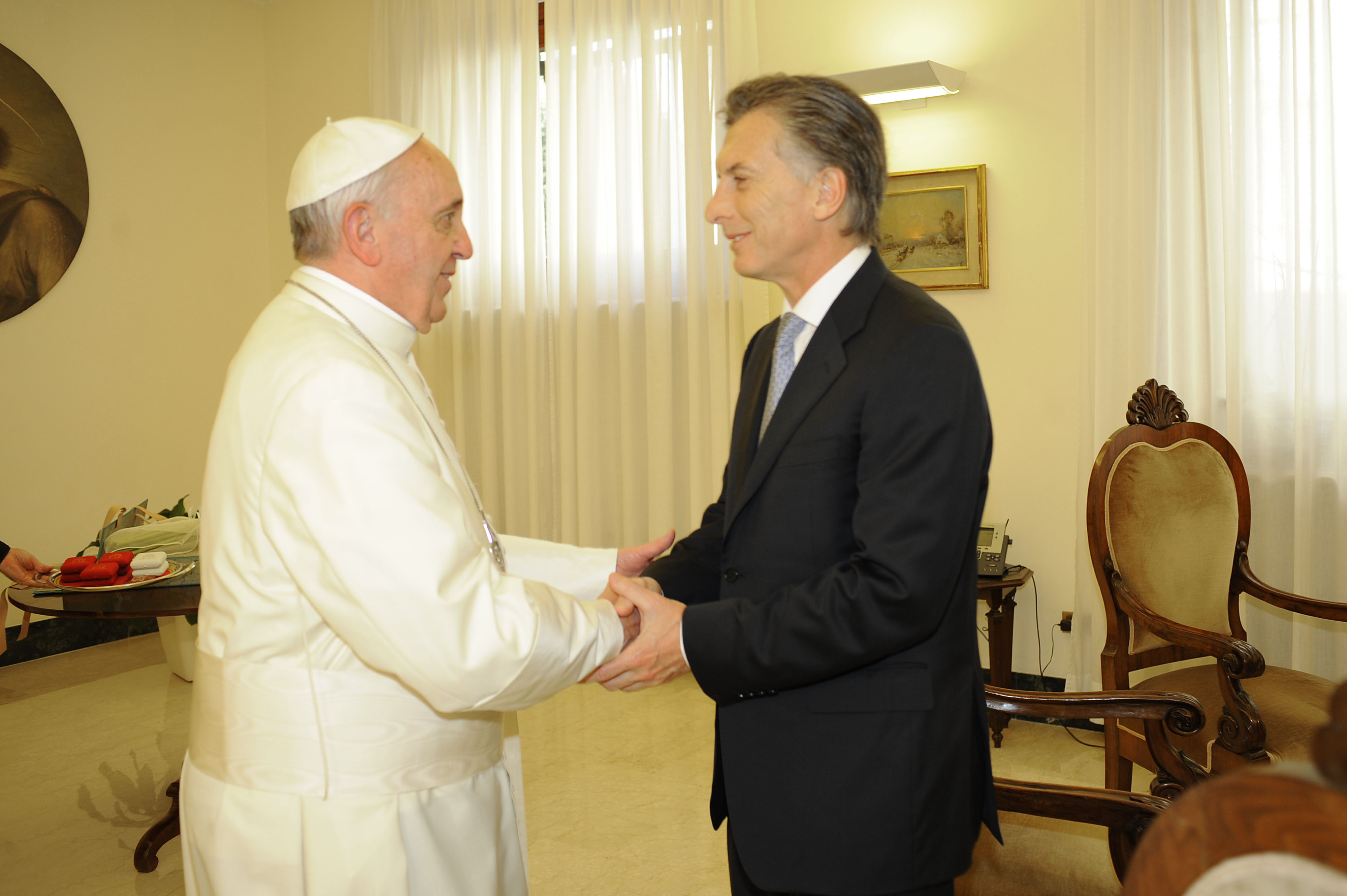
Macri junto al papa Francisco.

En la gestión de Macri en la ciudad de Buenos Aires se destacó la reparación de escuelas que se encontraban en emergencia edilicia al comenzar su gestión, el aliviador del Maldonado el mantenimiento y enrejado de una de cada tres plazas que había comenzado cuando Fernando de la Rúa fue jefe de Gobierno entre 1996 y 1999 con el fin de evitar el vandalismo.
En materia de salud se destaca la inversión tecnológica en salud pública, la creación de la Policía Metropolitana de Buenos Aires, para combatir la inseguridad.
Las mayores críticas a su gestión se basaron en el crecimiento de la deuda pública.
En 2006 el entonces diputado Mauricio Macri aspiraba a ser candidato presidencial en un espacio que compartiría con el entonces gobernador de la provincia de Neuquén, Jorge Sobisch, pero este plan no se concretó ya que se postuló nuevamente para jefe de Gobierno de la Ciudad de Buenos Aires.
El 3 de junio de 2007 se celebró la primera vuelta de las elecciones a jefe de Gobierno porteño. En ella, la fórmula Mauricio Macri-Gabriela Michetti superó el 45.6 % de los votos, seguida por la lista Daniel Filmus-Carlos Heller (23.7 %), del Frente para la Victoria. En tercer lugar se ubicaron el entonces jefe de Gobierno, Jorge Telerman y su compañero de fórmula Enrique Olivera (20.7 %). Tres semanas más tarde, el 24 de junio, se celebró una segunda vuelta electoral entre las dos fórmulas más votadas y Macri se impuso con un 60.9 % de los votos, contra 39.04 % de Filmus.

### Primer mandato

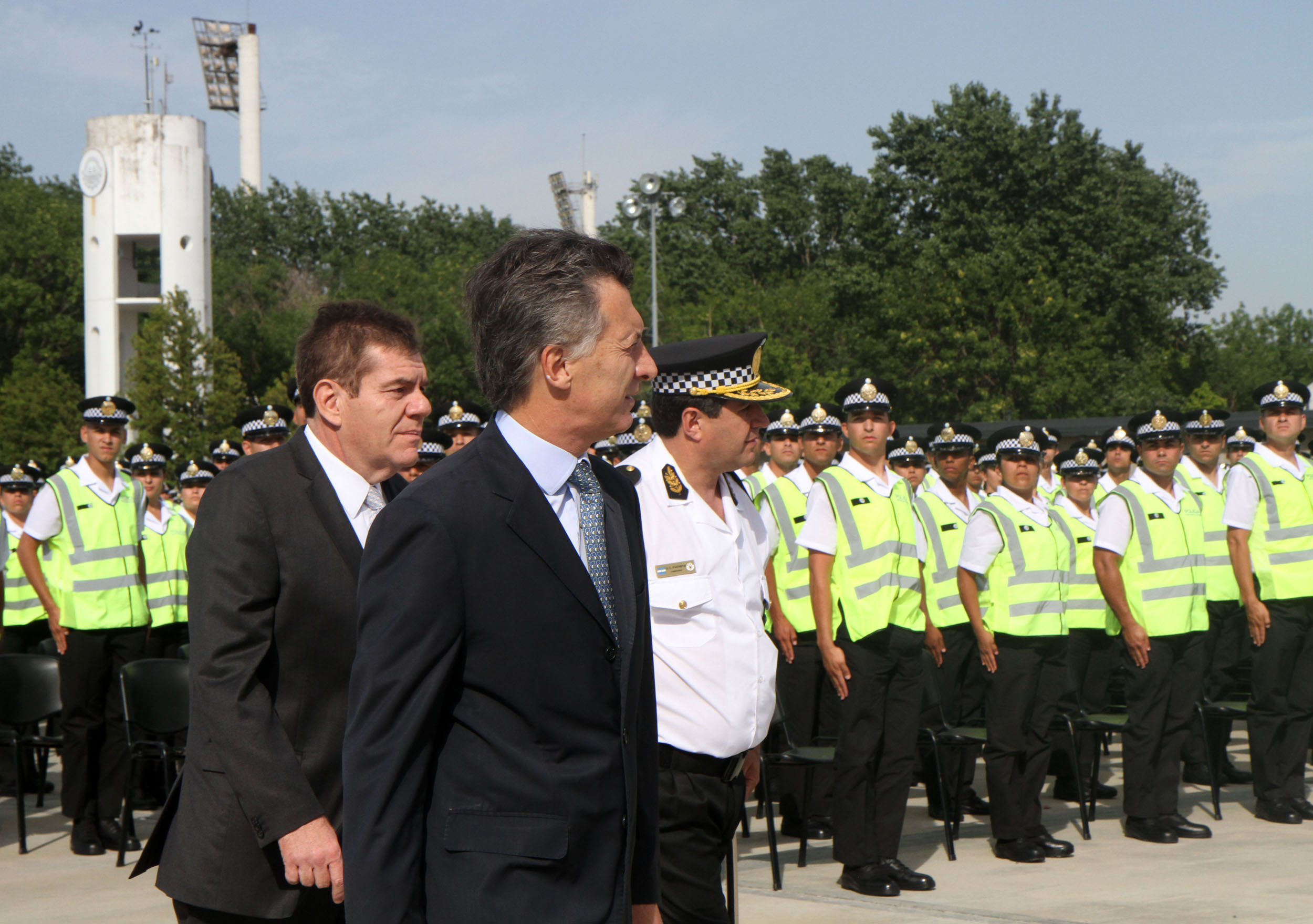
Macri en una ceremonia de egreso de cadetes de la Policía Metropolitana de Buenos Aires.

Juró junto a su vicejefa Gabriela Michetti, el 9 de diciembre de 2007, asumiendo formalmente un día después.
Entre sus primeras obras de gobierno, se destacan la remodelación y restauración del Planetario Galileo Galilei y del Teatro Colón y su reapertura para el Bicentenario de Argentina. En diciembre de 2007, se sancionó la Ley de Emergencia Edilicia para los establecimientos, con 43 votos a favor y dos en contra, destinándose la mitad del presupuesto total de la Dirección de Infraestructura escolar. Desde principios de 2008, el gobierno de la ciudad comenzó a implementar un plan de recuperación del espacio público. Dicho plan consistió en la reparación de aquellas calles que se encontraban dañadas, las cuales fueron repavimentadas en algunos casos. En otros, se procedió a iniciar un proceso de reparación de los baches.
En materia educativa, en 2009 se implementó el inglés desde primer grado obligatorio en todas las escuelas primarias y en 2010 el Plan Integral de Educación Digital con una netbook por alumno y acceso gratuito inalámbrico a Internet.
Con su sueldo de jefe de Gobierno porteño, Macri aceptó cobrar lo «mínimo posible» y donar lo sobrado. Hacia fines de 2009, Macri estuvo envuelto en el centro de la denuncia por el presunto espionaje a ciudadanos porteños. El 3 de octubre de 2009 Página/12 publicó que Sergio Burstein, integrante de Familiares de la AMIA, estaba siendo espiado. La investigación recayó en el fiscal a cargo del atentado a la AMIA Alberto Nisman quien reveló una amplia trama de espionajes a ciudadanos en la que estaban involucrados funcionarios del Gobierno de la Ciudad de Buenos Aires y pidió el procesamiento sucesivo del primer jefe de la Policía Metropolitana de Buenos Aires Jorge «el Fino» Palacios, el ministro de Educación de la Ciudad Mariano Narodowski, el agente de inteligencia Ciro James y finalmente de Mauricio Macri, el 14 de mayo de 2010. También fue procesado el segundo jefe de la Policía Metropolitana Osvaldo Chamorro, en la causa conexa que investigó el espionaje a legisladores de la oposición. Macri fue muy crítico con el fiscal Nisman. Finalmente el 18 de julio de 2014 la Cámara Federal decidió abrir el juicio oral contra Palacios, Narodowski y Ciro James, excluyendo del mismo a Mauricio Macri, por falta de pruebas. El 29 de diciembre de 2015 el juez de primera instancia resolvió sobreseer a Mauricio Macri de la misma. En sus fundamentos el juez consideró que «las pruebas…no arrojaron ninguna incriminación contra Macri en las escuchas (ni) siquiera una prueba directa» que acreditara que Macri había ordenado escuchar a su excuñado ni al opositor Sergio Burstein ni para «adjudicarle formar parte de una asociación ilícita dedicada al espionaje clandestino». Por su parte las dos partes querellantes cuestionaron el sobreseimiento, sosteniendo en un caso que el Poder Judicial «se arrodilló» y en el otro que se trató de «un regalo de fin de año». El juicio oral contra los funcionarios de su gobierno quedó en estado de iniciarse a mediados de 2014 y aún no se había iniciado en diciembre de 2015.
En julio de 2010, el Gobierno Nacional consiguió cerrar varios acuerdos en el rubro ferroviario con China que le significarán la renovación de cientos de vagones para las líneas de subte porteñas. Para el bicentenario de la revolución de Mayo, Macri fue anfitrión de varias de las celebraciones, con recitales de rock, tango, música latina; desfiles militares y civiles; encuentros deportivos y el mega-show del 25 de mayo, entre otros.
Se ha presentado en la legislatura porteña un informe que explica que el jefe de Gobierno porteño de un total de 3225 leyes ha dejado sin reglamentar, conforme la manda constitucional (art. 102 CCABA) el 12 % de ese total al 15 de agosto de 2010. En mayo de 2011 se puso en marcha por primera vez el sistema de obtención de turnos en diversos hospitales públicos, que elimina las colas para obtención de turnos en forma personal.

### Segundo mandato

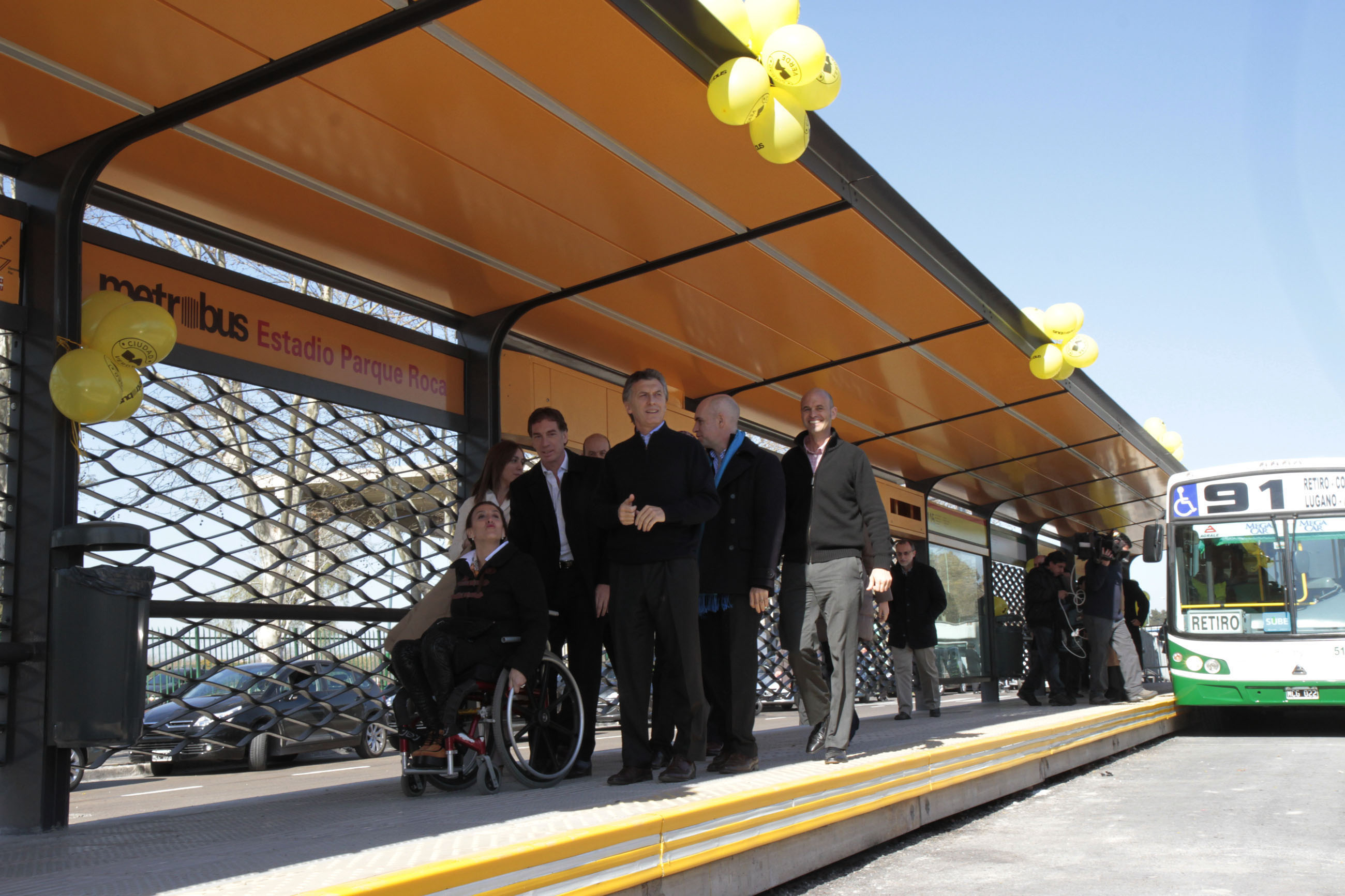
Macri inaugurando carriles y estaciones del Metrobús.

En 2010, Macri volvió a expresar sus intenciones de ser candidato presidencial; y, si bien ratificó las mismas hasta bien entrado 2011, desistió en mayo de ese mismo año para competir por su reelección como jefe de Gobierno de la Ciudad Autónoma de Buenos Aires.
En 2011 Macri se presentó a la reelección para jefe de Gobierno (con María Eugenia Vidal para vicejefa) y obtuvo en primera vuelta el 47 % de los votos, frente al 28 % de Daniel Filmus y el 13 % de Fernando Solanas pero no alcanzó para la elección directa, por lo que tuvo que dirimirse la elección en balotaje, en el que obtuvo el 64.3 % frente al 35.75 % del candidato kirchnerista Daniel Filmus.
Entre el 31 de diciembre de 2009 y el 25 de noviembre de 2011 se finalizaron las obras en el Arroyo Maldonado, evitando que la ciudad se vuelva a inundar.
En 2011 la justicia descubrió que en los hospitales y cementerios de la Ciudad de Buenos Aires faltaban al menos 216 cadáveres. La investigación generó un fuerte conflicto entre el gobierno de la Ciudad y el juez de la causa que la mantuvo paralizada desde entonces.
En el 2012, Macri vetó la realización del Congreso Pedagógico 2012 que hubiera propiciado el debate sobre el futuro de la educación escolar porteña. Más adelante, miles de estudiantes tomaron colegios. con una escasa protección policial. Hacia fines de 2013, el gobierno porteño llevaba invertidos más de cien millones de pesos en equipamiento, incorporándose setecientos equipos médicos al sistema público de salud, entre los que se destacan, además de los tomógrafos, 12 torres de video para gastroendoscopias, 31 equipos de rayos, 2 equipos de hemodinamia, 8 sistemas de digitalización de imágenes y 44 ecógrafos.
En noviembre de 2014, el juez Eugenio Zaffaroni presentó un informe que concluye que aumentaron levemente los homicidios dolosos en la ciudad de Buenos Aires, de 158 en 2012 a 176 en 2013, si bien explicó que «no se observan picos, en la ciudad estamos en una especie de meseta» con respecto al índice.
Durante la última etapa del gobierno de Mauricio Macri, se sancionó la utilización de la Boleta Única Electrónica, a partir de julio de 2015.
En 2015 se produjo un escándalo cuando legisladores opositores realizaron una denuncia por contrataciones directas del Gobierno de Mauricio Macri por veinte millones de pesos a favor de una firma relacionada con su amigo personal y candidato de su partido, Fernando Niembro. Luego de presentar los papeles ante la justicia, aludiendo que la mayor parte del dinero mencionado era por segundos de publicidad y que la productora (La Usina) había ganado en compulsas de precios sin ser favorecida, Fernando Niembro renunció a su candidatura como diputado para que se lo investigue correctamente.

#### Gabinete
| Jefatura de Gabinete y Ministerios del Gobierno de Mauricio Macri | Jefatura de Gabinete y Ministerios del Gobierno de Mauricio Macri | Jefatura de Gabinete y Ministerios del Gobierno de Mauricio Macri |
| Cartera                                                           | Titular                                                           | Período                                                           |
| ----------------------------------------------------------------- | ----------------------------------------------------------------- | ----------------------------------------------------------------- |
| Jefatura de Gabinete de Ministros                                 | Horacio Rodríguez Larreta                                         | 10 de diciembre de 2007 - 10 de diciembre de 2015                 |
| Ministerio de Gobierno                                            | Emilio Monzó                                                      | 10 de diciembre de 2007 - 10 de diciembre de 2015                 |
| Ministerio de Justicia y Seguridad                                | Guillermo Montenegro                                              | 10 de diciembre de 2007 - 10 de diciembre de 2015                 |
| Ministerio de Ambiente y Espacio Público                          | Edgardo Cenzón                                                    | 5 de diciembre de 2013 - 10 de diciembre de 2015                  |
| Ministerio de Ambiente y Espacio Público                          | Diego Santilli                                                    | 10 de diciembre de 2009 - 5 de diciembre de 2013                  |
| Ministerio de Ambiente y Espacio Público                          | Juan Pablo Piccardo                                               | 10 de diciembre de 2007 - 10 de diciembre de 2009                 |
| Ministerio de Salud                                               | Graciela Reybaud                                                  | 12 de julio de 2012 - 10 de diciembre de 2015                     |
| Ministerio de Salud                                               | Jorge Lemus                                                       | 10 de diciembre de 2007 - 12 de julio de 2012                     |
| Ministerio de Cultura                                             | Hernán Lombardi                                                   | 10 de diciembre de 2007 - 10 de diciembre de 2015                 |
| Ministerio de Desarrollo Urbano                                   | Daniel Chain                                                      | 10 de diciembre de 2007 - 10 de diciembre de 2015                 |
| Ministerio de Hacienda                                            | Néstor Grindetti                                                  | 10 de diciembre de 2007 - 10 de diciembre de 2015                 |
| Ministerio de Modernización del Estado                            | Andrés Horacio Ibarra                                             | 10 de diciembre de 2011 - 10 de diciembre de 2015                 |
| Ministerio de Educación                                           | Esteban Bullrich                                                  | 23 de diciembre de 2009 - 10 de diciembre de 2015                 |
| Ministerio de Educación                                           | Abel Posse                                                        | 11 de diciembre de 2009 - 23 de diciembre de 2009                 |
| Ministerio de Educación                                           | Mariano Narodowski                                                | 10 de diciembre de 2007 - 11 de diciembre de 2009                 |
| Ministerio de Desarrollo Social                                   | Carolina Stanley                                                  | 10 de diciembre de 2010 - 10 de diciembre de 2015                 |
| Ministerio de Desarrollo Social                                   | María Eugenia Vidal                                               | 27 de mayo de 2008 - 10 de diciembre de 2010                      |
| Ministerio de Desarrollo Social                                   | Esteban Bullrich                                                  | 10 de diciembre de 2007 - 27 de mayo de 2008                      |
| Ministerio de Desarrollo Económico                                | Francisco Cabrera                                                 | 10 de diciembre de 2007 - 10 de diciembre de 2015                 |
| Secretarías del Gobierno de Mauricio Macri                        |                                                                   |                                                                   |
| Cartera                                                           | Titular                                                           | Período                                                           |
| Secretaría General                                                | Marcos Peña                                                       | 10 de diciembre de 2007 - 10 de diciembre de 2015                 |
| Secretaría de Legal y Técnica                                     | Pablo Clusellas                                                   | 10 de diciembre de 2007 - 10 de diciembre de 2015                 |
| Secretaría de Medios                                              | Miguel de Godoy                                                   | 10 de diciembre de 2007 - 10 de diciembre de 2015                 |

## Presidencia de Argentina

### Candidato a la presidencia en 2015

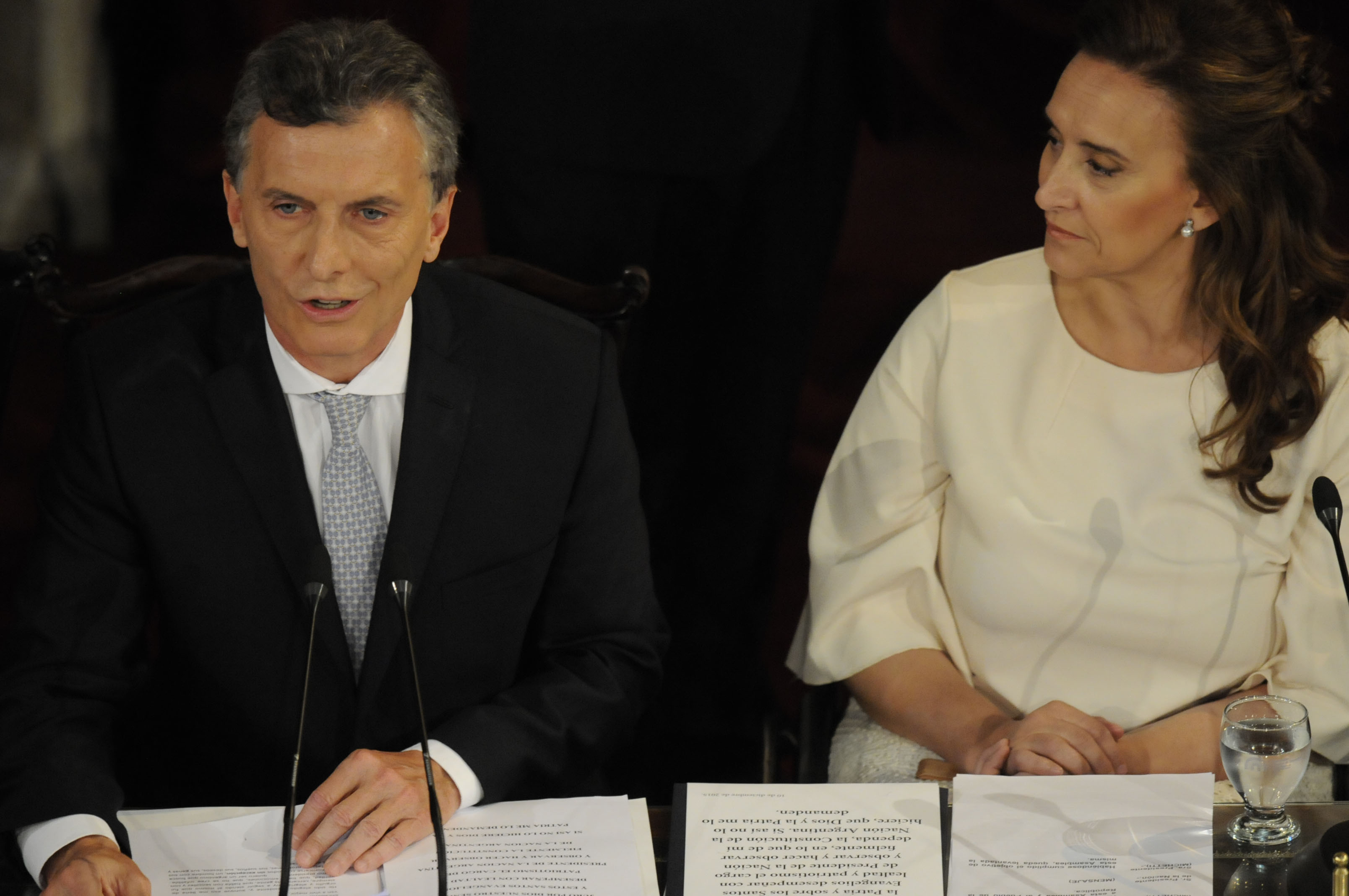
Mauricio Macri jura como presidente junto a la vicepresidenta Gabriela Michetti.

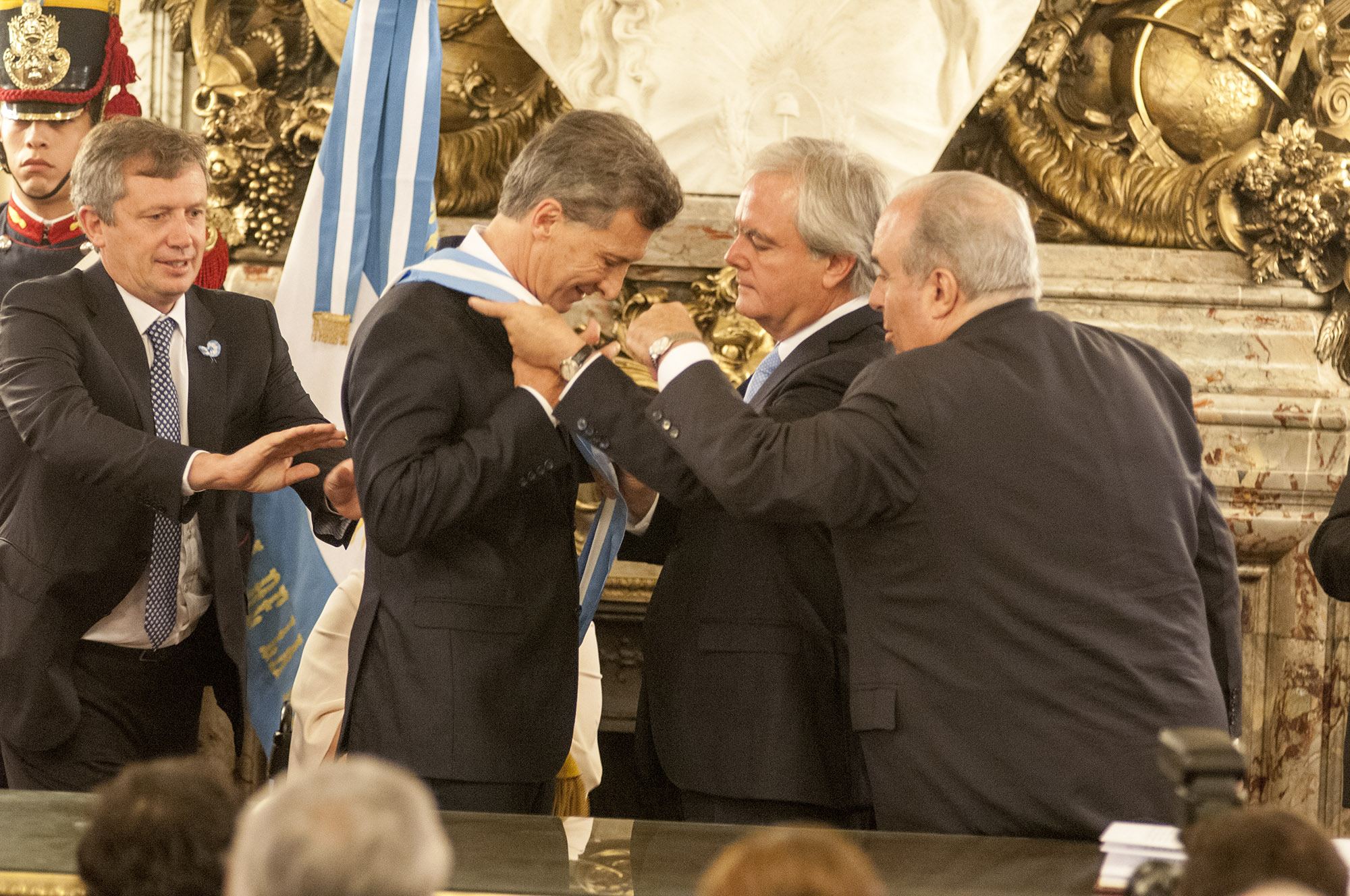
Macri recibiendo los atributos del mando en la Casa Rosada por parte de Federico Pinedo.

En marzo de 2015 el PRO se unió a la Unión Cívica Radical y a la Coalición Cívica ARI con el objetivo de constituir una alianza para las elecciones de dicho año. En junio fue presentado el frente «Cambiemos». Para las primarias, la fórmula Mauricio Macri-Gabriela Michetti compitió con Ernesto Sanz y Elisa Carrió. Macri ganó la candidatura. La elección presidencial se desarrolló el 25 de octubre dejando al candidato oficialista Daniel Scioli en primer lugar con el 37.08 % de votos a favor y a Macri en segundo con el 34.15 %, desembocando ambos a segunda vuelta.
En el primer balotaje presidencial de la historia argentina, realizado el 22 de noviembre, el macrismo triunfó sobre el kirchnerismo (que obtuvo el 48.66 %), obteniendo 12 903 301 votos, que equivalieron al 51.34 % de los votos positivos emitidos. Macri obtuvo 8.6 millones de votos (34 %) en la primera vuelta y 12.98 millones de votos en la segunda vuelta (51.34 %).

### Período de transición y asunción
El 24 de noviembre Cristina Kirchner y Mauricio Macri acordaron el protocolo de traspaso del mando a realizarse el 10 de diciembre en el Congreso de la Nación. Con posterioridad Macri cambió de opinión y consideró que el juramento debía hacerse en el Congreso Nacional, pero luego del juramento ambos debían trasladarse a la Casa Rosada para que allí Cristina Kirchner le hiciera entrega de la banda y el bastón, argumentando que esa era la tradición anterior a 2001. Las razones de fondo del cambio de opinión por parte de Macri han dado lugar a especulaciones periodísticas, así como también las supuestas intenciones de ambos de humillar al otro o a la otra. Por su parte Cristina insistió en que debía realizarse según lo acordado entre ambos el 24 de noviembre, como lo que establece el artículo 93 de la Constitución Nacional o —como alternativa— luego de la jura y una vez que Mauricio Macri asumiera como presidente, podía establecer a su criterio el lugar y la persona que le entregaran la banda y el bastón.
Mientras se estaban realizando las negociaciones, el 8 de diciembre Macri realizó una presentación judicial solicitando que se estableciera que el mandato de la presidenta Cristina Kirchner finalizaría el 9 de diciembre a la medianoche. La presentación del reclamo judicial interrumpió definitivamente las negociaciones.
Conocida la decisión del fiscal Di Lello de hacer lugar al reclamo de Macri, el titular de la Agencia Federal de Inteligencia Oscar Parrilli cuestionó por irregular la decisión judicial por acortar el mandato constitucional de Cristina Kirchner, dejar al país sin presidente titular y obligar a poner en funcionamiento la ley de acefalía. Parrilli anunció que debido a que la justicia había establecido que el mandato presidencial de Cristina Kirchner había finalizado el día anterior al acto de toma de posesión del mando por parte del nuevo presidente, no correspondía legalmente que se hiciera presente en el Congreso Nacional.
Al día siguiente la jueza María Servini de Cubría dictó una acción declarativa de certeza y estableció que los mandatos presidenciales comienzan a la cero horas del día de asunción y finalizan cuatro años después a la medianoche del día ordinal anterior, ordenando a la presidenta Cristina Kirchner cesar su mandato a la medianoche del 9 de diciembre, doce horas antes de la ceremonia de traspaso del mando y jura en el Congreso. El fallo generó una situación inédita, ya que a la medianoche del 9 de diciembre, ni el presidente Mauricio Macri ni la vicepresidenta Gabriela Michetti estarían en condiciones legales de asumir el mando, debido a que no habrían cumplido con el requisito constitucional de jurar ante la asamblea legislativa. Ante esa situación, el presidente provisional del Senado Federico Pinedo consideró que se había producido una situación de acefalía del Poder Ejecutivo, razón por la cual correspondía poner en marcha los mecanismos previstos en la Ley de Acefalía, que disponía que le correspondía ejercer el Poder Ejecutivo.
Simultáneamente el bloque de diputados del Frente para la Victoria declaró que el fallo judicial constituía un «avasallamiento a las instituciones» y que no asistiría al acto de asunción como presidente de Mauricio Macri. Pinedo asumió efectivamente el mando al cesar el mandato de Cristina Kirchner, aplicando al caso la ley de acefalía, y ejerció el Poder Ejecutivo entre las 0:00 de la mañana hasta el mediodía, cuando Macri juró ante el Congreso.
En su juramento como presidente, el 10 de diciembre, Macri se apartó del juramento constitucional reemplazando la expresión «desempeñar con patriotismo» el cargo —que establece la Constitución en su art. 93— por la expresión «desempeñar con honestidad», circunstancia que generó críticas por parte de la oposición.

### Gabinete presidencial
| Jefatura de Gabinete y Ministerios del Gobierno de Mauricio Macri              | Jefatura de Gabinete y Ministerios del Gobierno de Mauricio Macri | Jefatura de Gabinete y Ministerios del Gobierno de Mauricio Macri                               |
| Cartera                                                                        | Titular                                                           | Período                                                                                         |
| ------------------------------------------------------------------------------ | ----------------------------------------------------------------- | ----------------------------------------------------------------------------------------------- |
| Jefatura de Gabinete de Ministros                                              | Marcos Peña                                                       | 10 de diciembre de 2015-10 de diciembre de 2019                                                 |
| Ministerio del Interior, Obras Públicas y Vivienda                             | Rogelio Frigerio                                                  | 10 de diciembre de 2015-10 de diciembre de 2019                                                 |
| Ministerio de Relaciones Exteriores y Culto                                    | Susana Malcorra Jorge Faurie                                      | 10 de diciembre de 2015-12 de junio de 2017 12 de junio de 2017-10 de diciembre de 2019         |
| Ministerio de Defensa                                                          | Julio Martínez Oscar Aguad                                        | 10 de diciembre de 2015-17 de julio de 2017 17 de julio de 2017-10 de diciembre de 2019         |
| Ministerio de Transporte                                                       | Guillermo Dietrich                                                | 10 de diciembre de 2015-10 de diciembre de 2019                                                 |
| Ministerio de Seguridad                                                        | Patricia Bullrich                                                 | 10 de diciembre de 2015-10 de diciembre de 2019                                                 |
| Ministerio de Justicia y Derechos Humanos                                      | Germán Garavano                                                   | 10 de diciembre de 2015-10 de diciembre de 2019                                                 |
| Ministerio de Hacienda                                                         | Nicolás Dujovne Hernán Lacunza                                    | 2 de enero de 2017-17 de agosto de 2019 20 de agosto de 2019-10 de diciembre de 2019            |
| Ministerio de Producción y Trabajo                                             | Dante Sica                                                        | 6 de septiembre de 2018-10 de diciembre de 2019                                                 |
| Ministerio de Salud y Desarrollo Social                                        | Carolina Stanley                                                  | 6 de septiembre de 2018-10 de diciembre de 2019                                                 |
| Ministerio de Educación, Cultura, Ciencia y Tecnología                         | Alejandro Finocchiaro                                             | 6 de septiembre de 2018-10 de diciembre de 2019                                                 |
| Ministerio de Agricultura, Ganadería y Pesca                                   | Luis Miguel Etchevehere                                           | 2 de agosto de 2019-10 de diciembre de 2019                                                     |
| Ministerio de Hacienda y Finanzas Públicas                                     | Alfonso Prat-Gay                                                  | 10 de diciembre de 2015-31 de diciembre de 2016                                                 |
| Ministerio de Finanzas                                                         | Luis Caputo                                                       | 2 de enero de 2017-14 de junio de 2018                                                          |
| Ministerio de Comunicaciones                                                   | Oscar Aguad                                                       | 10 de diciembre de 2015-17 de julio de 2017                                                     |
| Ministerio de Educación y Deportes                                             | Esteban Bullrich                                                  | 10 de diciembre de 2015-17 de julio de 2017                                                     |
| Ministerio de Educación                                                        | Alejandro Finocchiaro                                             | 17 de julio de 2017-6 de septiembre de 2018                                                     |
| Ministerio de Ciencia, Tecnología e Innovación Productiva                      | Lino Barañao                                                      | 10 de diciembre de 2007-6 de septiembre de 2018                                                 |
| Ministerio de Cultura                                                          | Pablo Avelluto                                                    | 10 de diciembre de 2015-6 de septiembre de 2018                                                 |
| Ministerio de Salud                                                            | Jorge Lemus Adolfo Rubinstein                                     | 10 de diciembre de 2015-21 de noviembre de 2017 21 de noviembre de 2017-6 de septiembre de 2018 |
| Ministerio de Desarrollo Social                                                | Carolina Stanley                                                  | 10 de diciembre de 2015-6 de septiembre de 2018                                                 |
| Ministerio de Energía y Minería                                                | Juan José Aranguren                                               | 10 de diciembre de 2015-16 de junio de 2018                                                     |
| Ministerio de Energía                                                          | Javier Iguacel                                                    | 16 de junio de 2018-6 de septiembre de 2018                                                     |
| Ministerio de Producción                                                       | Francisco Cabrera Dante Sica                                      | 10 de diciembre de 2015-16 de junio de 2018 16 de junio de 2018-6 de septiembre de 2018         |
| Ministerio de Trabajo, Empleo y Seguridad Social                               | Jorge Triaca                                                      | 10 de diciembre de 2015-6 de septiembre de 2018                                                 |
| Ministerio de Agroindustria                                                    | Ricardo Buryaile Luis Miguel Etchevehere                          | 10 de diciembre de 2015-21 de noviembre de 2017 21 de noviembre de 2017-6 de septiembre de 2018 |
| Ministerio de Modernización                                                    | Andrés Ibarra                                                     | 10 de diciembre de 2015-6 de septiembre de 2018                                                 |
| Ministerio de Turismo                                                          | Gustavo Santos                                                    | 10 de diciembre de 2015-6 de septiembre de 2018                                                 |
| Ministerio de Ambiente y Desarrollo Sustentable                                | Sergio Bergman                                                    | 10 de diciembre de 2015-6 de septiembre de 2018                                                 |
| Secretarías de Estado del Gobierno de Mauricio Macri                           |                                                                   |                                                                                                 |
| Cartera                                                                        | Titular                                                           | Período                                                                                         |
| Secretaría General                                                             | Fernando de Andreis                                               | 10 de diciembre de 2015-10 de diciembre de 2019                                                 |
| Secretaría Legal y Técnica                                                     | Pablo Clusellas                                                   | 10 de diciembre de 2015-10 de diciembre de 2019                                                 |
| Agencia Federal de Inteligencia                                                | Gustavo Arribas                                                   | 10 de diciembre de 2015-10 de diciembre de 2019                                                 |
| Secretaría de Políticas Integrales sobre Drogas                                | Roberto Esteban Moro                                              | 10 de diciembre de 2015-10 de diciembre de 2019                                                 |
| 1. 2. 3. 4. 5. 6. 7. 8. 9. 10. 11. 12. 13. 14. 15. 16. 17. 18. 19. 20. 21. 22. |                                                                   |                                                                                                 |

Macri incluyó en su gabinete a empresarios, gerentes y ejecutivos (con experiencia en compañías como Shell, Techint, HSBC, Telecom, LAN, Banco Galicia, JP Morgan, Citibank, Telefónica, Deutsche Bank, grupo Clarín, Coca Cola, DirecTV, General Motors, etc) además de figuras del PRO, la UCR y la CC-ARI por Cambiemos. Así, la cadena estadounidense CNN señaló que este gabinete de Macri destaca por el protagonismo de los empresarios y la procedencia de sus miembros, de universidades privadas argentinas y estadounidenses. Coincidiendo en el enfoque pero con un tono crítico, el diario Página/12 consideró que se trataba de «un gabinete con perfil empresarial». Las funciones del ministerio de economía fueron descentralizadas en diversos ministerios, para evitar la presencia de un ministro de economía con atribuciones excesivas.
En agosto de 2016 se dieron a conocer los sueldos de los ministros. Al respecto algunos sitios web afirmaron que eran entre un 30 % y un 210 % mayores a sus antecesores. Así, por ejemplo, dijeron que Juan José Aranguren ganaba 196 931.90 ARS y Oscar Aguad, 245 051.60 ARS mensuales. Luego de estas publicaciones, desde el Ministerio de Modernización realizaron la aclaración de que ambos ministros ganaban 115 842.30 ARS mensuales Asimismo, en el mismo sitio oficial se aclaró que «En la liquidación correspondiente al mes de enero, los Sres. Ministros Aguad, Oscar (Comunicaciones); Aranguren, Juan (Energía y Minería; Frigerio, Rogelio (Interior, Obras Públicas y Vivienda); y Dietrich, Guillermo (Transporte) tienen incluido el proporcional de la liquidación del mes de diciembre y el sueldo anual complementario. En los meses posteriores, las diferencias en la asignación salarial corresponden al pago del concepto de desarraigo, tanto para el Ministro Aguad, Oscar (Comunicaciones), como para los Sres. Ministros Santos, José (Turismo), Buryaile, Ricardo (Agroindustria) y Martínez, Julio (Defensa)».

### Reuniones

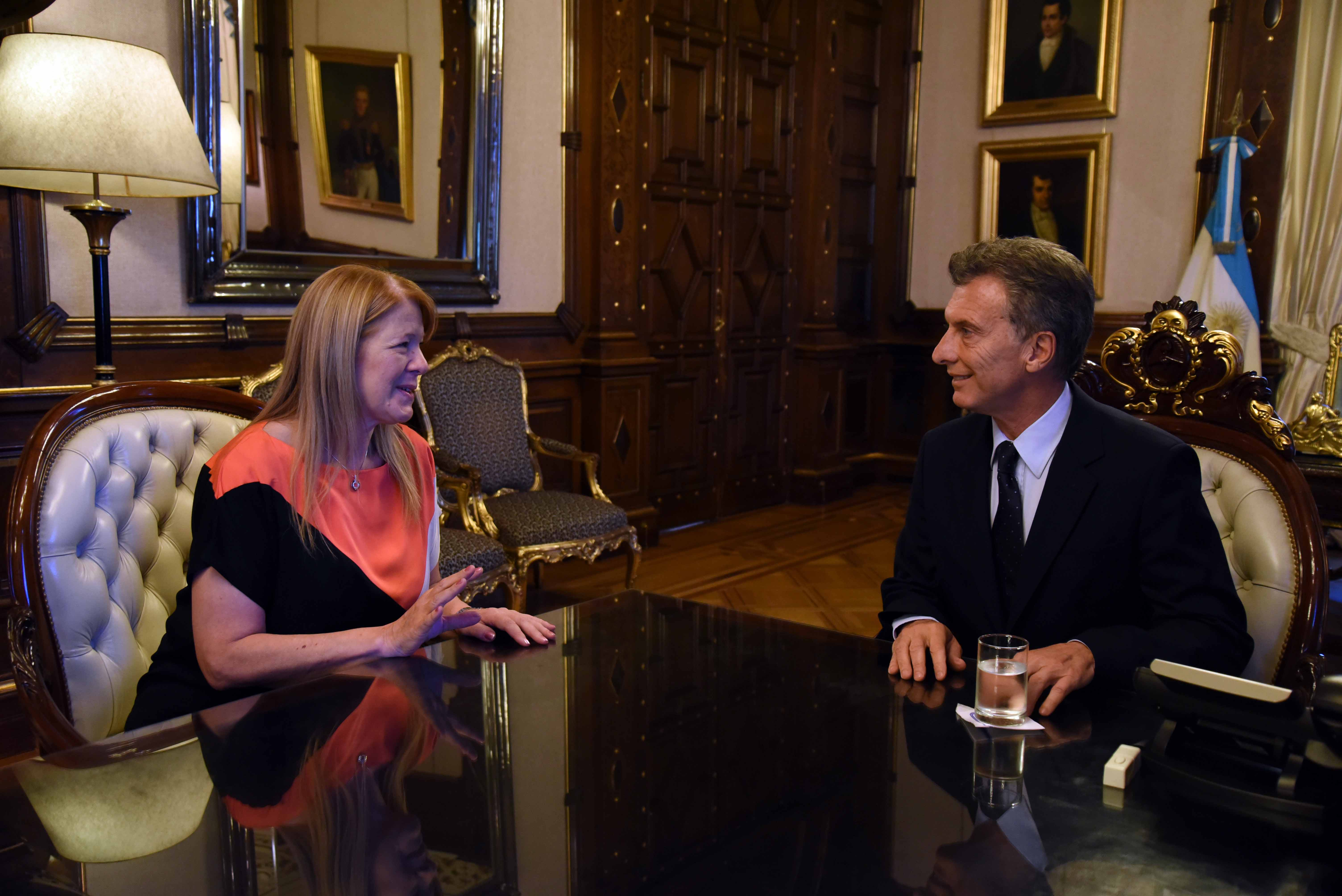
El presidente Macri recibe a la excandidata presidencial Margarita Stolbizer el 11 de diciembre.

El 11 de diciembre, en su segundo día como presidente, Macri se reunió con el resto de candidatos a presidente para conversar sobre sus propuestas y posiciones políticas; entre ellos líderes opositores como Scioli, Massa, Stobilzer y Rodríguez Saá. al día siguiente se reunió con los gobernadores de las veinticuatro provincias argentinas para tratar temas como la coparticipación, las obras públicas y el narcotráfico.

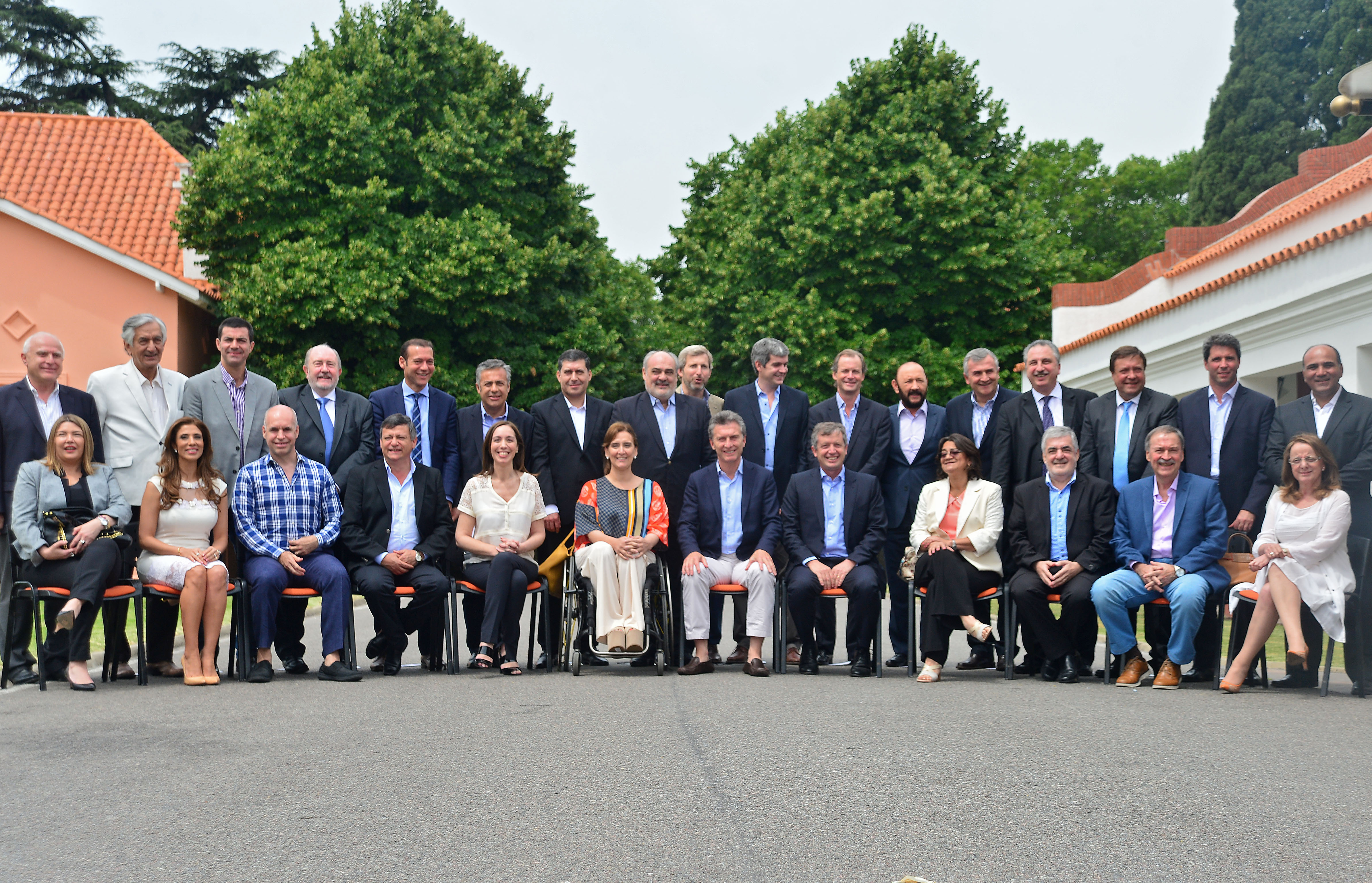
El presidente Mauricio Macri junto a los 24 mandatarios de los distritos electorales, la vicepresidenta Gabriela Michetti y otros altos funcionarios, en la quinta presidencial de Olivos en el segundo día de presidencia.

### Política económica
La política económica del gobierno macrista se puede clasificar en líneas generales como «gradualista». Su aplicación contribuyó a profundizar la crisis y a aumentar los niveles de pobreza. Tras doce años de kirchnerismo, Macri consideraba necesario desarticular de forma gradual las nocivas prácticas clientelares institucionalizadas durante los sucesivos gobiernos peronistas.
A poco de asumir el ministro de Economía Alfonso Prat-Gay informó a la prensa que «la situación económica no es crítica, pero tenemos una herencia compleja». Mientras que el ministro del Interior Rogelio Frigerio declaró que «No vamos a devaluar porque ya se devaluó demasiado».
El gobierno de Mauricio Macri recibió de su antecesor un déficit primario del 6 % del PBI y un déficit financiero cercano al 8 %. Para equilibrar el presupuesto decidió llevar adelante una política de austeridad que implicó principalmente la disminución de los subsidios a los servicios públicos. Según la BBC, el gobierno macrista ha realizado uno de los aumentos de tarifas de servicios públicos más grandes de la historia del país.
Luego de las medidas adoptadas en los primeros días de gobierno —devaluación, derogación de los impuestos a las exportaciones agrarias y mineras, derogación de las regulaciones para comprar dólares y enviar capitales al exterior, etc.— Macri adoptó una estrategia general de reformas basadas en el «gradualismo» y el «consenso» con la oposición y los actores sociales, según sus propias expresiones, aunque en materia de subsidios a los servicios sociales —transporte, gas y electricidad—, los aumentos de tarifas fueron abruptos, superando en algunos casos el 500 %.
La política económica del primer gobierno de Macri fue criticada desde diversos sectores. El economista estadounidense Joseph Stiglitz dijo que «Las medidas de austeridad ralentizarán la economía e impondrán nuevamente un alto costo en la gente común.» Señaló dos errores principales por parte del equipo de Macri. Uno fue confiar «demasiado en la idea de que habría un ingreso de capital de inversión extranjera» Aclarando que los tipos de interés excesivamente altos atraen capital por algún tiempo y luego se va. El segundo error tiene que ver con su política impositiva. Dijo que, al recortar impuestos, aumentó la desigualdad en tanto reduce los impuestos a algunos de los argentinos más ricos y el precio lo pagan algunos de los más pobres. Además de acabar con la fuente de ingresos que aportaban los impuestos a las exportaciones. Por su parte, desde el liberalismo, la crítica tiene que ver con la velocidad de las medidas. La estrategia de consensos ha sido criticada por analistas argentinos y extranjeros, e incluso por sectores pertenecientes o cercanos a la alianza oficialista Cambiemos, partidarios de una estrategia de shock, que realice una reducción brusca y considerable del gasto del Estado —educación, salud, seguridad social, empleo público, etc.— y de los impuestos, así como una amplia apertura económica, junto a reformas estructurales de los sistemas de salud, educación, jubilaciones, leyes laborales y sindicales. El economista liberal José Luis Espert ha criticado la política de Macri diciendo que «el macrismo es kirchnerismo de buenos modales».
Con respecto al año anterior, el economista Eduardo Curia señaló a fines de 2016 que la situación de Argentina era peor con «tasas de interés altas, dólar retrasado, déficit fiscal alto y endeudamiento».
Luego de la victoria de Cambiemos en las elecciones intermedias de 2017, el diario Clarín informó que Macri ratificó el gradualismo, pero acelerando los cambios, adoptando una estrategia de «gradualismo acelerado».

#### Primeras medidas
El 13 de diciembre, Macri oficializó la quita de retenciones —impuestos— al «campo» y en febrero a la minería. Solamente se mantendría el de la soja, aunque un 5 % menor. También anunció el final de las Declaraciones Juradas Anticipadas de Importaciones (DJAI) y los controles a las importaciones y exportaciones, así como la prórroga del programa Precios Cuidados.
El 16 de diciembre el ministro de Hacienda y Finanzas, Alfonso Prat-Gay, anunció el fin de las limitaciones para la compra de moneda extranjera, conocido popularmente como «cepo cambiario». Al día siguiente se produjo una fuerte devaluación del peso, que modificó su cotización de 9.84 a 13.95 unidades por dólar, lo que representó una depreciación del 42 %.
En marzo de 2016, el ministro de transportes, Guillermo Dietrich, anunció la reducción de los subsidios estatales y el consiguiente aumento de las tarifas del agua y del sistema de transporte público en la ciudad de Buenos Aires. En junio se suman los aumentos en energía eléctrica e hidrocarburos (gas combustible y petróleo). La decisión fue justificada con el fin de evitar que el país entre en una crisis energética generalizada en todos los recursos. No obstante, los subsidios sólo fueron recortados en un tercio de su monto total. Especialmente notorio fue el aumento de la tarifa de gas, que causó que algunos usuarios recibieran facturas por este servicio varias veces superiores al monto pagado el año anterior; en algunos casos, este aumento superó el 2000 %. Algunos de estos aumentos fueron anulados posteriormente por la justicia.

#### Reformas previsional y tributaria
En 2017 el presidente Macri y los gobernadores (excepto el de San Luis) acordaron un Consenso Fiscal, en el que se comprometieron a tomar importantes medidas de gobierno y a gestionar ante el Congreso de la Nación leyes de reformas laborales, previsionales e impositivas. Los provincias se comprometieron a eliminar los impuestos a los Ingresos Brutos y Sellos en un plazo de cinco años y a no aumentar sus gastos si no tienen superávit fiscal. El estado nacional se comprometió a elevar al congreso una ley de reforma previsonal que permita disminuir los gastos en seguridad social y reorientarlos a las provincias.

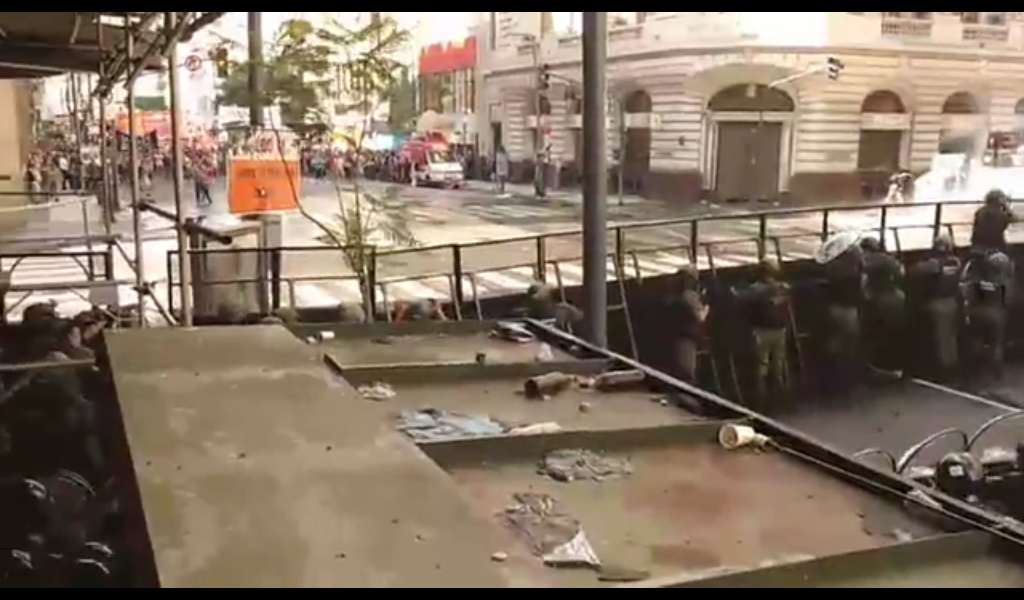
Valla de las fuerzas de seguridad en el cruce de las calles B. Mitre y Callao (Buenos Aires) para evitar que los manifestantes se acerquen al Congreso Nacional durante el tratamiento de la reforma previsional.

Luego de las elecciones de 2017 y como resultado de las recomendaciones del FMI y del Consenso Fiscal con los gobernadores del 16 de noviembre de 2017, Macri envió al Senado tres proyectos: de reforma previsional, de responsabilidad fiscal y de consenso fiscal.
El paquete se completó con un proyecto de reforma tributaria iniciado en la Cámara de Diputados, con una reforma de carácter gradual y con un plazo de cinco años (para 2022) para reducir la presión tributaria equivalente al 1.5 % del PBI, promueve la rebaja de impuestos distorsivos, grava la renta financiera y modifica gravámenes internos.
El punto central de la reforma previsional era el cambio en la fórmula de actualización de los beneficios de la seguridad social (jubilaciones, pensiones, AUH, etc.), adoptando la recomendación del FMI de actualizar los beneficios por el Índice de Precios al Consumidor (IPC), con el fin de generar un ahorro previsional, estimado entre ochenta mil y cien mil millones de pesos (equivalentes a cuatro mil seiscientos y cinco mil quinientos millones de dólares). En el Senado el proyecto fue modificado estableciendo una fórmula mixta, combinando el índice de precios al cmidor, con el índice de los salarios del sector formal (índice RIPTE). El proyecto incluía también la supresión de los regímenes especiales de jubilación, como el de los docentes.
Entre otras normas, el paquete incluyó también la eliminación del porcentaje del Impuesto a las Ganancias destinado a la seguridad social (ANSES), para ser destinado a las provincias, un aporte de sesenta y cinco mil millones de pesos (equivalentes a unos cuatro mil millones de dólares) a la provincia de Buenos Aires y el compromiso de no aumentar el gasto público, ni contratar más empleados estatales.
El 30 de noviembre el Senado aprobó los tres proyectos por amplia mayoría: la reforma previsional fue aprobada por 43 votos a favor y 23 en contra, el proyecto de ley de Consenso Fiscal tuvo cincuenta y dos votos a favor y quince en contra, y el proyecto de ley de Responsabilidad Fiscal fue aprobado por cincuenta y tres votos a favor y catorce en contra. Los proyectos fueron aprobados con el voto de los senadores oficialistas de Cambiemos y un sector considerable del bloque peronista, liderado por Miguel Ángel Pichetto.
El 14 de diciembre se convocó a los diputados para tratar el proyecto pero la sesión se cayó en medio de escandalosas agresiones entre diputados. En la calle se produjeron violentos enfrentamientos entre las fuerzas de seguridad y los manifestantes. El proyecto fue tratado nuevamente el lunes 18 de diciembre Una gran multitud, estimada en medio millón de personas ocupó la plaza de los Dos Congresos y la Avenida de Mayo para protestar contra la ley. Luego del mediodía se desató una batalla campal entre algunos manifestantes y la policía. Finalmente, en la madrugada del día 19 de diciembre, la Cámara de Diputados aprobó la reforma previsional, por 128 votos a favor y 116 en contra; veinte diputados opositores votaron a favor del proyecto.

#### Crisis de 2018 y 2019
A comienzos de 2018 el gobierno argentino no logró obtener nuevos préstamos internacionales para pagar los intereses crecientes de la nueva deuda externa contraída. Ante la inminencia del default se produjo una corrida cambiaria que causaría que el peso argentino perdiera la mitad de su valor en dólares, con un dólar que pasó de valer 18.40 ARS en diciembre de 2017 a 40 ARS en septiembre de 2018.
En esas condiciones Macri desplazó al presidente del Banco Central, Federico Sturzenegger, y recurrió al Fondo Monetario Internacional que le otorgóinicialmente un préstamo de cincuenta mil millones de dólares, el más grande de la historia del organismo, equivalente a un 11 % del PBI de la Argentina en 2018. Fue designado como presidente del BCRA Luis «Toto» Caputo, quien se mantuvo apenas tres meses en el cargo, siendo Guido Sandleris el nuevo elegido. El gobierno firmó entonces un nuevo acuerdo con el FMI, donde se aumentó el préstamo a 57 100 millones de dólares, a los que se sumaron 5650 millones de dólares del Banco Interamericano de Desarrollo (BID). El eje de los requerimientos del FMI fue que el gobierno llegue al déficit primario cero en 2019, aunque en julio de 2019 aceptó cambiar las metas originales y desembolsar las sumas restantes, preocupado por la posibilidad de que el déficit cero perjudique las posibilidades electorales del presidente Macri en las elecciones presidenciales de octubre de 2019. Según Mauricio Claver, entonces asesor del presidente Donald Trump y representante ante el FMI por parte de Estados Unidos, dicha deuda fue contraida por fines electorales y contaba con el aval de Estados Unidos para dicho objetivo.
El 12 de agosto de 2019, luego de las elecciones primarias (PASO) realizadas el día anterior, se desencadenó en la Argentina y Wall Street, una corrida cambiaria y bursátil (esta última la segunda más grave de la historia de la humanidad, con una caída del 48 %), que devaluó el peso en un 40 % en pocas horas (de 42 ARS a 66 ARS el dólar), que luego el Banco Central logró atenuar un poco, cerrando el día con una devaluación del 25 % (57 ARS) y un riesgo país que duplicó su valor para alcanzar 1700 puntos básicos. Al día siguiente continuó la corrida cambiaria y bursátil, con una nueva devaluación del peso de un 9 %. La abrupta suba del valor del dólar desencadenó a su vez un nuevo salto inflacionario, con subas de precios de dos dígitos en un solo día, principalmente en los alimentos, amenazando provocar una crisis alimentaria generalizada.

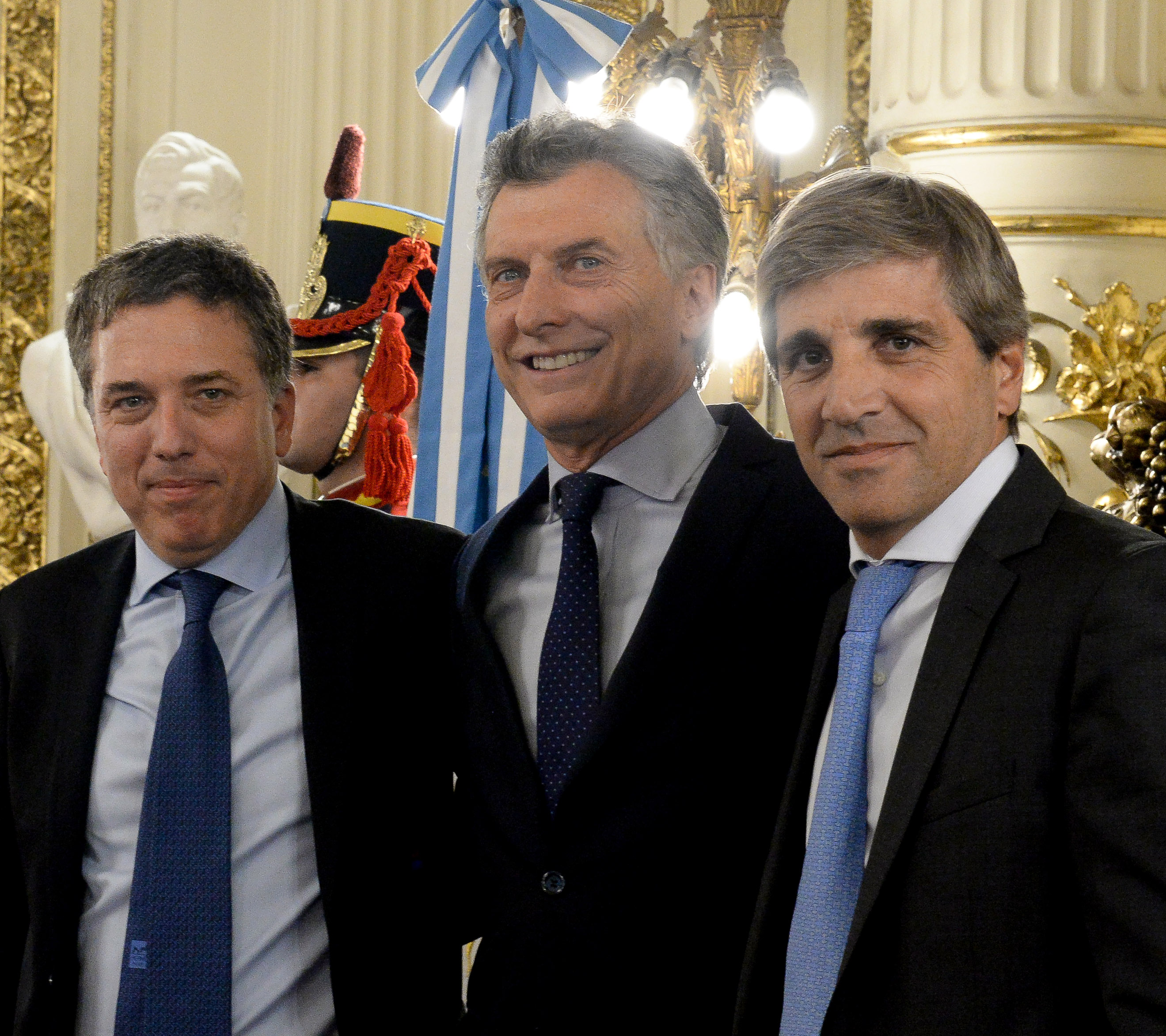
Macri junto a Nicolás Dujovne (ministro de Hacienda) y Luis Caputo (ministro de Finanzas), enero de 2017.

El miércoles 15 de agosto el presidente Macri anunció una serie de medidas con el fin de atenuar el efecto de la crisis. Las medidas incluyeron un congelamiento del precio de los combustibles, un aumento inmediato del salario de los empleados del Estado nacional, la eliminación del IVA en los alimentos que se cobraba al consumidor, la convocatoria urgente a las cúpulas empresariales y sindicales para acordar un nuevo monto para el salario mínimo, vital y móvil y un aumento del mínimo a partir del cual se debe pagar el impuesto a las ganancias.
El martes 20 de agosto de 2019 juró como nuevo ministro de Hacienda Hernán Lacunza, en reemplazo de Dujovne. Hasta ese momento Lacunza se había desempeñado como ministro de Economía de la gobernadora de la provincia de Buenos Aires, María Eugenia Vidal. El 28 de agosto se dispuso unilateralmente postergar el pago de cuatro letras de corto plazo del Tesoro Nacional (Lecap, Lecer, Letes y Lelinks), así como proponerles una postergación voluntaria del plazo de pago a los acreedores de títulos de deuda, tanto bajo legislación argentina como bajo legislación extranjera. Para el caso de la deuda bajo legislación argentina, el presidente Macri sancionó un DNU estableciendo que si el 75 % de los acreedores aceptaran la postergación del vencimiento, la misma sería obligatoria para el 25 % restante.
En septiembre de 2018 Macri restableció las retenciones a las exportaciones, en el marco de la crisis económica argentina 2018/2019, el Acuerdo con el Fondo Monetario Internacional, la necesidad de reducir el déficit fiscal y pagar los intereses de la deuda externa contraída en los dos años anteriores. La magnitud de la deuda lo llevó a duplicar las retenciones que se cobraban entre 2002 y 2015, pasando del 1.3 % del PBI en 2015 al 2.4 % en 2019, aunque en esta oportunidad todos los bienes exportados resultaron gravados, sin tener en cuenta el grado de valor agregado, competitividad internacional o ganancias extraordinarias de cada sector.
En 2019 Argentina tuvo la mayor presión tributaria en 60 años.

#### Índices macroeconómicos
El 30 de diciembre de 2015 el ministro de Economía Prat Gay anunció que había declarado la emergencia estadística, para mejorar las estadísticas del Instituto Nacional de Estadística y Censos (Indec) que habían sido fuertemente criticadas durante el gobierno de Cristina Fernández de Kirchner. El Indec fue intervenido por Jorge Todesca quien decretó un «apagón estadístico», por lo que no se publicaron los índices de inflación durante 8 meses y se decidió seleccionar los IPC de San Luis y de la Ciudad de Buenos Aires (IPCBA) a modo de referencia. En junio de 2016, el Indec volvió a medir la inflación. Además elaboró una nueva forma de medición de la pobreza y la indigencia. Desde que la democracia fue recuperada en 1983, con el gobierno de Alfonsín, la Argentina creó un método de medir la pobreza considerablemente más exigente que el resto de América Latina. El gobierno de Macri subió aún más la línea a partir de la cual debía considerarse pobre o indigente a una persona. Si se usara la vara que utiliza Chile para medir la pobreza, Argentina tendría sólo un tercio de la pobreza que registra la vara del Indec, y si usara la vara del Banco Mundial sería menos del 2 %.
Eliminar la inflación fue una de las principales promesas de campaña de Macri. Durante la misma declaró que «Eliminar la inflación será la cosa más simple que tenga que hacer si soy presidente» (febrero de 2015), y que «la primera meta será llevarla a un dígito en un par de años» (diciembre de 2015). Otra de sus principales promesas de campaña fue «Pobreza cero». Poco después Macri pidió que su presidencia fuera evaluada según la evolución del índice de pobreza.
La política para contener la inflación y la cotización del dólar estuvo basada, en una primera etapa, en metas de inflación y luego en el control de agregados monetarios. En este proceso se aumentó la tasa de interés de referencia a un valor del 60 %, siendo el más alto del mundo. Esta política, sin embargo, falló en controlar la cotización del dólar, superó los 60 ARS a fines de 2019 y la inflación, que promedió el 40 % anual durante la gestión de Macri y acumuló un aproximado de 300 % hacia finales de 2019.
| Año  | Evolución del PBI | Inflación | Pobreza |
| ---- | ----------------- | --------- | ------- |
| 2016 | -2.3 %            | 40.0 %    | 32.3 %  |
| 2017 | 2.9 %             | 24.8 %    | 28.2 %  |
| 2018 | -2.6 %            | 47.6 %    | 33.6 %  |
| 2019 | -2.1 %            | 53.8 %    | 35.5 %  |

#### Endeudamiento

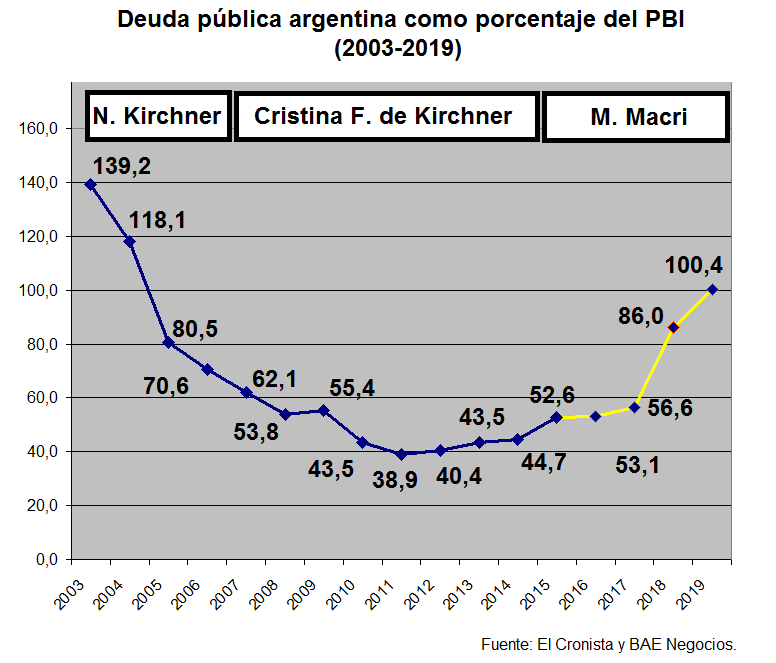
Durante el gobierno de Macri se duplicó la deuda pública como porcentaje del PBI. Fuente: El Cronista y BAE Negocios.

Una de las primeras medidas que tomó el gobierno de Macri fue acordar con los «fondos buitre». El diario Buenos Aires Herald dio a conocer que los fondos buitres Elliott Management y Aurelius Capital Management habían solicitado diversas medidas al juez Thomas P. Griesa con el fin de impedir que el gobierno argentino pudiera recibir fondos de diversos bancos internacionales para fortalecer sus reservas. En abril de 2016 se llegó a un acuerdo y se les pagó a los acreedores con una quita del 27 %. Así el juez Thomas Griesa levantó las cautelares que frenaban pagos a los tenedores de bonos argentinos en el exterior y Argentina salió del default.
El presidente Macri impulsó una política de endeudamiento externo para financiar el déficit fiscal. La deuda pública total recibida por el gobierno de Macri en diciembre de 2015 era de 170 625 millones y para septiembre de 2019, al promediar el final de su mandato, había aumentado hasta los 283 567 millones de dólares, de acuerdo con los datos del INDEC. Esto significa un aumento del 66 %, equivalente a 112 942 millones de dólares. Del total de la deuda cincuenta y siete mil millones de dólares corresponden al préstamo stand by con el FMI, de cual se desembolsaron hasta el momento cuarenta y seis mil millones.

### Política laboral
Mauricio Macri nombró a Jorge Triaca (h) como ministro de Trabajo del gobierno el 10 de diciembre de 2015.
En 2018 Macri eliminó el Ministerio de Trabajo, rebajándolo al grado de secretaria bajo el Ministerio de Producción y Trabajo conducido por Dante Sica. El 15 de noviembre de 2018, Jorge Triaca (h) anunció que decidía alejarse de la administración pública por cuestiones personales. Su renuncia se efectivizó en diciembre de 2018.

#### Desempleo y actividad económica
El porcentaje de la población desempleada al momento de asumir Macri es objeto de discusión: la tasa oficial del INDEC para el cuarto trimestre de 2015 fue de 5.9 %, pero la misma no fue homologada por el gobierno de Macri. Más allá del dato inicial, hay consenso general que durante el gobierno de Macri la desocupación aumentó. En el primer trimestre de 2019 la desocupación subió al 10.1 %, alcanzando los dos dígitos, el peor porcentaje desde 2006, cuando el país salía de la crisis de 2001, durante la cual el desempleo llegó a 26 %. En la Ciudad de Buenos Aires, donde el macrismo gobernaba ininterrumpidamente desde 2007, las mediciones propias del desempleo indicaban que la tasa era de 6.8 % en el IV trimestre de 2015, y que en el primer trimestre de 2019 llegó al 10.7 %, acumulando un aumento del 45 % durante el gobierno de Macri.
Los sectores más afectados por los despidos fueron el sector de la construcción, que se vio perjudicada por los atrasos en la obra pública; la industria, debido a la caída de la demanda; y el sector público, al producir una reducción de personal en ministerios, como Justicia y Agroindustria y entes como INTI, Télam, SENASA y Hospital Posadas. Del total de despidos, unos treinta mil fueron de la administración pública nacional, provincial y municipal. En paralelo de los despidos de empleados estatales se produjo un aumento en la cantidad de funcionarios políticos con rangos de ministros, secretarios y subsecretarios. Se ha calculado que el crecimiento es de alrededor del 23 % en designaciones políticas. Generó controversias la designación de más una docena de casos de parientes de funcionarios del actual gobierno que accedieron a cargos públicos sin concurso. A fin de enero de 2018, Mauricio Macri firmó un decreto por el cual quedaba prohibida la contratación de familiares de funcionarios de alta jerarquía, aunque el alcance del decreto fue limitado. También fueron objeto de duras críticas las contrataciones de servicios de empresas privadas, en reemplazo de trabajadores desvinculados.
Según los registros de la AFIP, durante el gobierno de Macri, entre junio de 2016 y junio de 2019, hubo 19.415 empresas menos. El cierre de empresas se hizo más acelerado desde junio de 2018, luego de la segunda devaluación del peso realizada durante el gobierno de Cambiemos. Los sectores que registraron mayor cantidad de empresas cerradas fueron el sector comercio (5405), transporte (5290), industria (4074) y agro o «campo» (3568). Dentro de la industria, la mayor cantidad de empresas cerradas se produjo en los rubros indumentaria, calzado, metalmecánica y alimentos. Entre las empresas que cerraron se encuentran: La Campagnola, Zanella, Honda y Alpargatas, entre otras.

#### Plan Primer Empleo
En el mes de mayo, el gobierno anunció la firma de un acuerdo con el gobierno nacional para crear cinco mil nuevos puestos de trabajo para jóvenes de dieciocho a veintitrés años bajo el Plan Primer Empleo. La medida fue criticada por los gremios, ya que incluye un sueldo de cuatro mil quinientos pesos por mes —muy inferior al salario mínimo, que a esa fecha era de seis mil sesenta pesos— de los cuales mil pesos serán aportados por el Estado nacional, a cambio de treinta horas de trabajo semanales, y sin garantía alguna de estabilidad laboral, lo que los convierte en empleos precarios. Adicionalmente, no hay garantía de que esos cinco mil puestos sean adicionales a los que ya existen, en lugar de reemplazar a los empleados actuales —con sueldos mayores— por nuevos empleados con sueldos inferiores.

### Política energética
En su sexto día (15/12) el ministro de Energía y Minería Juan José Aranguren declaró la «emergencia energética» hasta diciembre de 2017. Justificó dicha medida en el aumento en la cantidad y extensión de los cortes de suministro eléctrico. El exministro de Planeamiento Julio de Vido cuestionó dicha decisión y afirmó que los volúmenes de servicio «estaban completamente garantizados al finalizar su gestión».
Durante los meses de febrero y marzo se realizaron cortes programados del servicio de electricidad en la mayor parte del país. Fue la primera vez que se realizaron ese tipo de medidas desde el año 1989.

#### Aumentos de tarifas

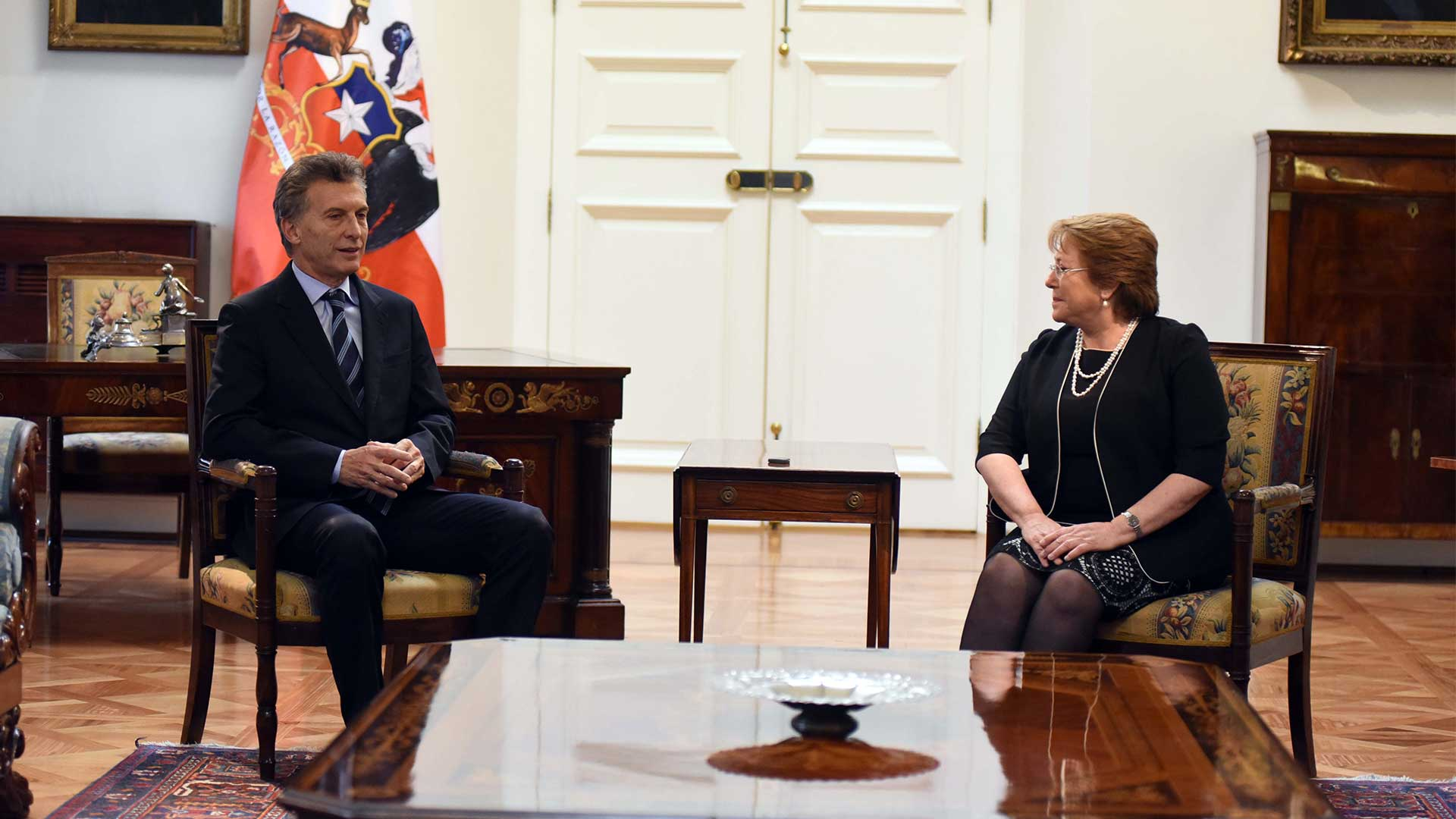
Macri como presidente electo, en una reunión con la presidenta de Chile, Michelle Bachelet.

En enero de 2016 anunció fuertes aumentos en las tarifas de electricidad y gas, los cargos fijos con subas de hasta 378 % y los cargos variables con subas de hasta 950 %. En cuanto al gas en el interior del país el aumento de tarifas llegó a más del 2000 %, y 1600 % en caso de consumos industriales.

#### Política hidrocarburífera
Hacia 2017 el país llegó a la más baja producción de crudo desde el año 1990, lo que representó la menor producción en 27 años. Según algunos medios el cambio de orientación con la llegada de Mauricio Macri a la presidencia fue el retorno a la dependencia del crudo importado para el abastecimiento interno. Desde los años 1980, la actividad petrolera no llegaba a niveles tan bajos de extracción en la nación. Mientras que la producción nacional cayó, la importación de crudo aumentó un 326 % en los primeros cinco meses del año 2017 respecto a igual período de 2015. En tanto la petrolera estatal YPF reportó pérdidas en su balance por primera vez en 20 años, dando un saldo negativo en 2016 de 28 379 millones de pesos en su resultado neto. La acción de YPF pasó de generar una ganancia de 11.68 pesos en 2015 a una pérdida de 72.13 pesos en 2016, lo que representó una suba en el perjuicio de 717 %. En 2017 se registró la peor caída de consumo residencial de gas en veinticinco años, debido a los tarifazos en el servicio aplicados por el gobierno de Cambiemos. Ese año además los hogares consumieron menos gas que ningún otro año desde 1993, cuando comenzó la serie estadística.
En septiembre de 2018 se anunció la suspensión de la construcción del Gasoducto del Noreste, que hubiera permitido conectar a la red de gas a las provincias de Formosa, Chaco y Misiones y al norte de la de Santa Fe, que aún dependen de las caras y peligrosas garrafas para acceder al combustible domiciliario.

#### Generación y distribución de energía
El Ministerio de Energía lanzó el programa RenovAr, que incorpora energías renovables a la producción eléctrica. Desde el 2016 su pusieron en marcha 27 proyectos de energía renovables y hay otros 98 en construcción. Esto totaliza 795 MW con una inversión de 1220 millones de USD.
El 16 de junio se produjo un colapso histórico de la red de transmisión eléctrica de alta tensión, que dejó sin luz a casi la totalidad de Argentina (45 millones de usuarios), Uruguay, y parte de Brasil y Chile, sumando un total de 50 millones de usuarios sin luz durante siete horas y más. La provincia de Tierra del Fuego no padeció el apagón debido a que no está conectada a la red nacional de electricidad. El presidente Macri lo calificó como un «caso inédito». El corte se produjo por una falla en el red de distribución en el litoral, a cargo de la empresa Transener.

### Política de desarrollo social

#### Ampliación y reducción de la asignación universal por hijo
En abril del 2016, el gobierno publicó el decreto 593/2016 ampliando el alcance de la Asignación Universal por Hijo y otras asignaciones sociales.
Con la nueva medida, se incluyó a los monotributistas en el régimen de asignaciones familiares. A partir de entonces, podrán cobrar los prestaciones Asignación por Hijo, Asignación por Hijo con Discapacidad, Asignación Prenatal, y Asignación por Ayuda Escolar Anual para la educación inicial, primaria y secundaria del Sistema Educactivo Argentino. Para acceder al beneficio, los monotributistas tienen que acreditar sus datos familiares ante la ANSES. La motivación del gobierno fue que los monotributistas reciban las mismas asistencias que los trabajadores en relación de dependencia.
En febrero de 2017 el gobierno volvió a reducir la cantidad de personas beneficiarias, a la cantidad existente al finalizar el gobierno anterior de la presidenta Cristina Fernández de Kirchner. En el primer trimestre de 2017, dispuso la cesación de 231 542 personas. De este modo las personas beneficiarias pasaron de 3 777 124 en diciembre de 2015, a un máximo de 3 980 755 en enero de 2017, para reducirse a 3 749 213, en marzo de 2017.

#### Emergencia alimentaria
El 12 de septiembre de 2019 la Cámara de Diputados dio media sanción a un proyecto de ley prorrogando la emergencia alimentaria que se había dictado durante la Crisis de 2001/2002, con el fin de aumentar en un 50 % el dinero disponible para que el gobierno atienda los programas de ayuda alimentaria a la población. El proyecto fue aprobado casi por unanimidad, con la sola abstención de una diputada del Frente de Izquierda, contando con la aprobación del oficialiso de Cambiemos-Juntos por el Cambio, así como los diputados de la oposición pertenecientes tanto al Frente de Todos, como a la alianza Consenso Federal 2030.

#### Eliminación de pensiones por discapacidad
En junio de 2017 se conoció que el ministerio de Desarrollo Social estaba aplicando un decreto del año 1997 —que nunca había sido aplicado— elevando significativamente las exigencias y condiciones de quienes recibían pensiones del gobierno nacional. Por esa medida, desde enero de 2017 hasta mediados de junio de ese año quedaron sin pensiones un total de 83 133 personas, incluidas especialmente las madres de 7 o más hijos, y los pensionados por invalidez. La medida apunta a eliminar del sistema a todas las personas cuyas familias superen un ingreso de tres sueldos mínimos —alrededor de veintiún mil pesos— sin considerar el número de miembros de las familias, y aquellos cuyos cónyuges reciban un ingreso por jubilación, incluso si es el ingreso mínimo. Desde el inicio del gobierno de Cambiemos fueron unas ciento setenta mil las pensiones dadas de baja por el ministerio, mientras otras fuentes mencionaron más de ciento veintiséis mil, entre pensiones dadas de baja y suspendidas.
La ministra Stanley anunció que se restablecerían «todas aquellas pensiones de personas que tienen discapacidad y que, por error de aplicación de criterio, pueden haberse quedado sin cobrar la pensión en este último cobro», lo que fue interpretado como una «marcha atrás» del gobierno, y que se haría una «restitución automática de las pensiones». No obstante, después de que al menos dos fallos judiciales ordenaron volver a pagar las pensiones a centenares de discapacitados, el gobierno nacional apeló esas sentencias, con lo que el pago de esas pensiones se siguió retrasando. El 6 de septiembre, la justicia federal ordenó reintegran «de inmediato» todas las pensiones por incapacidad que habían sido dadas de baja o suspendidas sin mediar resolución fundada previa en un proceso; al día 20 de septiembre, sólo algo menos de diez mil pensiones habían sido restablecidas, menos del 7.7 % del total.

### Política educativa
La política educativa del gobierno de Mauricio Macri se orientó básicamente hacia la federalización de las diferentes políticas públicas. Federalización entendida como el traslado a las provincias de las políticas en cuestión, sin trasladar los fondos para sustentarlas. Entre ellas, se encuentran los Centros de Actividades Juveniles, los Centros de Actividades Infantiles, el plan Conectar Igualdad, el programa de radios escolares, el programa de orquestas infantiles y juveniles, el plan FinEs y el programa de Turismo Educativo.
Además se discontinuaron numerosos programas de lectura y provisión de libros a escuelas y bibliotecas en todo el país enmarcados en el Plan Nacional de Lectura. Por ejemplo, el Programa «Libros y Casas»; las ediciones del Programa «Primeros años»; los programas «Leer por leer», «Leer la Argentina», «Para seguir creciendo», «Palabras para vos», «Leer con todo» y el «Programa de Desarrollo Profesional en Alfabetización Inicial».
Durante su gobierno se elaboró un manual de Ciencias Sociales, que según diversos periodistas se utilizó para adoctrinar niños, que presenta la historia reciente del país con una mirada sesgada a favor de su gobierno. El manual contenía imágenes del mandatario y lemas partidistas oficiales utilizados en su campaña. Al respecto la exdiputada y pedagoga Adriana Puiggrós lo calificó como un acto de invasión del espacio educativo por parte de la publicidad de Cambiemos y en particular de Macri. Una semana después se divulgó que Macri utilizó casi 60 millones del Estado para pagar esos manuales con propaganda política. La propia editorial reconoció que ese contenido fue solicitado a través de los Núcleos de Aprendizaje Prioritarios y al Diseño Curricular de la Provincia de Buenos Aires, comandada por María Eugenia Vidal.
Según otros periodistas, no fue la primera vez que el gobierno de Cambiemos introducía su doctrina dentro del material de estudio en las escuelas. En 2017 el Ministerio de Educación de la Nación envió a las escuelas porteñas manuales para alumnos de sexto grado en los que, en forma de viñeta, se ponía en debate el derecho a huelga de los trabajadores. En 2017 gremios docentes denunciaron que en la Ciudad de Buenos Aires se obligó a los alumnos a comprar un cuaderno que presentaba a la dirigente social aliada a Mauricio Macri, Margarita Barrientos como una mujer «perseverante» que «no le niega un plato de comida a nadie» y que «incluso» ayuda a conseguir medicamentos y se mencionaba además que sería bueno realizar donaciones a su fundación. También se criticó que en actos escolares oficiales obligase a los niños a cantar el lema de su campaña electoral.

### Política judicial

#### Conflicto con la Procuración General
En su segundo día de gobierno organizaciones de derechos humanos como las Madres de Plaza de Mayo y el premio Nobel de la Paz Adolfo Pérez Esquivel cuestionaron las presiones del presidente Macri contra la procuradora general del Ministerio Público —organismo externo al Poder Ejecutivo— Alejandra Gils Carbó con el fin de provocar su renuncia, expresando su solidaridad con la funcionaria. La vicepresidenta de la Corte Suprema, Elena Highton de Nolasco, había confirmado que el cargo de procurador general es vitalicio y por lo tanto «la única manera de dejarlo es a través de un juicio político». El premio Nobel de la Paz Adolfo Pérez Esquivel coincidió con esa apreciación, y afirmó también que «está haciendo un muy buen trabajo».
Desde Cambiemos sostuvieron que la procuradora general Gils Carbó no puede desempeñar correctamente sus funciones objetivamente por ser abiertamente «militante».

#### Designación por decreto de miembros de la Corte Suprema
En su quinto día (14/12) Macri nombró por decreto en comisión a dos ministros de la Corte Suprema de Justicia, Horacio Rosatti y Carlos Rosenkrantz. La decisión provocó que el presidente de la Corte Suprema Ricardo Lorenzetti declarara a la prensa que «los dos son bienvenidos».
La decisión fue criticada por políticos de varios partidos como Miguel Ángel Pichetto, Julio Cobos, Margarita Stolbizer, José Manuel de la Sota, Elisa Carrió, periodistas como Joaquín Morales Solá, Mario Wainfeld, juristas como Eugenio Zaffaroni, Daniel Sabsay, León Arslanián, Andrés Gil Domínguez, y el premio Nobel de la Paz Adolfo Pérez Esquivel, entre otras personalidades, utilizando duros términos para cuestionar la decisión de Macri por considerarla inconstitucional, antirrepublicana, dañina para las instituciones y autoritaria, demandando la anulación de la misma. Sergio Massa declaró que los jueces son impecables, pero la forma le pareció «horrible».
La prensa informó también que el estudio jurídico de Rosenkrantz tenía entre sus principales clientes al Grupo Clarin. El bloque de Senadores del Frente para la Victoria anunció también que si los jueces nombrados jurasen en comisión de acuerdo con el decreto sancionado por Macri, ese solo hecho sería causa suficiente para no dar su voto de aprobación a los pliegos cuando debieran tratarlos cumpliendo la Constitución.
El frente oficialista Cambiemos (Pro, UCR, Coalición Cívica) se mostró dividido en sus opiniones. La mayoría de las figuras de Pro se pronunciaron a favor, como la gobernadora de Buenos Aires María Eugenia Vidal y el jefe de Gobierno de la Ciudad de Buenos Aires Horacio Rodríguez Larreta. Por el contrario, se pronunció en contra la líder de la Coalición Cívica Elisa Carrió. La UCR estuvo dividida: su presidente José Manuel Corral, Ernesto Sanz y otros estuvieron a favor de la misma, mientras se opusieron el senador Julio Cobos, el diputado nacional Ricardo Alfonsín y Ricardo Gil Lavedra. Uno de los autores intelectuales del decreto Fabián Rodríguez Simón perteneciente al PRO, sostuvo a su vez que «quizás hubiera merecido ser más prolijo, la forma de haber llegado, quizás fue un apresuramiento, pero las políticas no son judiciables».
En el criterio de quienes defendieron la medida, se trataría de un atributo de gobernabilidad que tendría el presidente, que estaría avalado constitucionalmente, subrayándose que la decisión del presidente no interferiría en el proceso de designación y posterior aprobación de los candidatos para la Corte Suprema. Además la misma comenzaría en marzo, cuando reabriera el Congreso, el cual podría haber rechazado a estos magistrados y proponer otros, agregando que el decreto 222 preveía la participación ciudadana en el proceso de selección. Dicho atributo fue utilizado por Raúl Alfonsín en la designación de jueces de la Cámara Federal, aunque nunca se utilizó —excepto por dictaduras— para nombrar jueces de la Corte Suprema. En el criterio de quienes cuestionaron se destaca la opinión del jurista Gil Lavedra, sosteniendo que la decisión sentó «un precedente muy siniestro, muy malo, porque cualquier presidente podría nombrar jueces durante el receso de verano».
El día 21 de diciembre, el juez Ramos Padilla dictó una medida cautelar contra el nombramiento, invalidando las designaciones, ya que «a través de estas designaciones se han lesionado derechos y garantías constitucionales, la división de poderes, la independencia judicial y la seguridad jurídica, y adelantan que todas las decisiones que podría tomar el más alto tribunal de la nación estarían viciadas de nulidad absoluta».
Por su parte, la excandidata presidencial del Frente Progresista, Margarita Stolbizer y el excandidato presidencial del Frente Renovador,Sergio Massa, realizaron una declaración conjunta solicitándole al presidente Macri que revea su decisión de nombrar a los miembros de la Corte por decreto.
Tras los cuestionamientos contra el decreto y una reunión con el presidente de la Suprema Corte Ricardo Lorenzetti, ambos decidieron que los nuevos jueces asumirían en febrero, después de la feria judicial de verano. Ricardo Lorenzetti, presidente de la Corte Suprema, afirmó:

Conozco muy bien a los dos jueces que van a venir, es gente de prestigio, son muy serios, pero la decisión la toma el Senado. Se han nominado dos jueces para cubrir vacantes, es normal, no significa que haya un cambio pendular. Antes con los cambios de Gobierno se suprimía toda la Corte, se cambiaba toda la jurisprudencia. Esta es la primera vez en la historia que la Corte continúa.

Pese al acuerdo entre Macri y Lorenzetti, las críticas al decreto de designación de los miembros de la Corte, llevó a postergar la asunción de los dos jueces, para dar intervención al Senado de la Nación. Finalmente el Senado aprobó las designaciones seis meses después, el 15 de junio de 2016, con el voto favorable de la mayor parte del bloque peronista mayoritario en dicha cámara. Entre las críticas de la minoría kirchnerista, se destacó que la designación de dos hombres para la Corte Suprema, afectaba la equidad de género, que era uno de los criterios establecidos por el Decreto 222/2003 para el nombramiento de los magistrados de la Corte, dejando al máximo tribunal con cuatro hombres y una sola mujer.

#### Crisis de la Corte Suprema
En el segundo semestre de 2018 la Presidencia de la Nación, con el apoyo de la diputada Elisa Carrió, una de las líderes de Cambiemos, promovieron el desplazamiento de Ricardo Lorenzetti como presidente de la Corte Suprema, y su reemplazo por Carlos Rosenkrantz, lo que finalmente sucedió el 11 de septiembre de 2018, en una votación sorpresiva, resuelta por mínima diferencia 3-2 (Rosenkrantz, Highton de Nolasco y Rosatti, contra Lorenzetti y Maqueda). La maniobra abrió una fuerte confrontación en el seno del Poder Judicial, porque Lorenzetti rápidamente se recompuso y logró el apoyo de Horacio Rosatti, sumado al de Maqueda, resolver por mayoría el 6 de noviembre de 2018 un caso en contra del Estado Nacional y a favor de la provincia de La Pampa en un juicio sobre impuestos. Ese mismo día, en un evento sin antecedentes en la historia argentina, Macri invitó a Rosenkrantz y Highton a almorzar en la Casa Rosada, mientras los otros tres miembros declinaron la invitación por considerarla inapropiada.
Pocos días después, Rosenkrantz no pudo impedir que los otros cuatro miembros dictaran un fallo clave sobre la nulidad de la reducción de las penas de los criminales condenados por delitos de lesa humanidad, dejando en soledad a Rosenkrantz.
A partir de ese momento Rosenkrantz no logró obtener una mayoría para tomar las decisiones de la Corte y Lorenzetti por el contrario impulsó un esquema de voto personalista que impuso un cronograma de casos que el Poder Ejecutivo quería demorar. En diciembre de 2018 la Corte dejó trascender que resolvería un caso de gran importancia para el Poder Ejecutivo Nacional, sobre el índice de actualización que debía utilizarse en cientos de miles de reclamos de jubilados. El periodista del diario La Nación Carlos Pagni reveló que el ministro Garavano fue hasta el despacho de la jueza Highton de Nolasco para presionarla y que el propio Macri habló con Lorenzetti por el caso:

Lo importante es que el gobierno mira a la Corte con inquietud. De hecho hubo una comunicación del presidente, Mauricio Macri, con Ricardo Lorenzetti, una comunicación bastante dura. Aparentemente por lo que trascendió de esa conversación Macri le dijo a Lorenzetti que esta era el «pasa o no pasa» en la relación entre ambos.
Carlos Pagni

Pese a las gestiones del Poder Ejecutivo sobre los miembros de la Corte, el 18 de diciembre de 2018 el máximo tribunal falló en contra del Estado Nacional, dándole la razón a los jubilados que habían iniciado juicio contra la reforma previsional realizada por Cambiemos.
Al día siguiente, 19 de diciembre, Lorenzetti, Maqueda y Rosatti, aprobaron una acordada quitándole todo el poder real a la presidencia de Rosenkrantz, dejándole solamente algunas funciones protocolares, y disponiendo que todas las decisiones de la Corte debían en adelante tomarse por mayoría, decisión que fue rechazada por Rosenkrantz por considerarla ilegal. Highton por su parte, no apoyó a ninguna de las dos partes.

#### Causa AMIA
El 12 de diciembre de 2015 el presidente Macri creó una Secretaría de Estado para el seguimiento de las causas AMIA y Nisman y designó para dirigirla al exsenador de Chubut, Mario Cimadevilla, de la Unión Cívica Radical. Menos de dos años después, el gobierno consideraba que la Unidad AMIA ya había cumplido su ciclo y que no logró los resultados esperados, evaluando el cierre de la misma. En febrero de 2017 la gestión de la Unidad AMIA fue cuestionada por la asociación de familiares de víctimas de la AMIA Memoria Activa, y por la diputada de Cambiemos Elisa Carrió, imputándole al ministro Germán Garavano haber dejado caer la acusación contra dos exfuncionarios acusados de encubrir el atentado terrorista de 1994 en el juicio AMIA 2.
El 5 de marzo de 2018, Macri eliminó la Secretaría de Estado para el seguimiento de las causas AMIA y Alberto Nisman, que había creado dos años antes. Al disolverse la Unidad, fue cesado también el funcionario que estaba a cargo de la misma, el radical Mario Cimadevilla.
Dos semanas después de dejar su cargo, el 22 de marzo de 2018 Cimadevilla denunció por encubrimiento del atentado de la AMIA al ministro Garavano, al secretario de Justicia Santiago Otamendi, al exjefe de gabinete del Ministerio de Justicia, Esteban Conte Grand, y otros funcionarios por los delitos de encubrimiento del atentado a la AMIA, cohecho, abuso de autoridad, y violación de deberes de funcionario público. Cimadevilla afirmó en su denuncia que «el ministro Garavano fue el que pidió absolver a los fiscales de la causa AMIA», imputados por encubrir el atentado.

#### Oficina Anticorrupción
Al asumir como presidente, Macri designó a cargo de la Oficina Anticorrupción del Poder Ejecutivo a una militante del PRO, Laura Alonso. Debido a que Alonso no era abogada, requisito necesario para ocupar dicho cargo, Macri dictó el Decreto N.º 226/2015 eliminando la obligatoriedad de que el titular de la Oficina fuera un abogado.
El 14 de marzo de 2018 la Oficina Anticorrupción dictaminó que el ministro de Agroindustria y expresidente de la Sociedad Rural Argentina, Luis Etchevehere, había incumplido las leyes contra la corrupción política al recibir medio millón de pesos de la Sociedad Rural Argentina.
Laura Alonso declaró públicamente en 2019, que la Oficina Anticorrupción había tomado la decisión de no investigar eventuales delitos de corrupción cometidos por el gobierno del presidente Macri, con el fin de «no ser acusada de encubridora». Por esa decisión y otros actos, Laura Alonso fue objeto de varias denuncias penales.

### Política de seguridad
La primera medida de importancia tomada por la ministra de Seguridad Patricia Bullrich fue la declaración de la «emergencia nacional en seguridad», tomada el 17 de diciembre de 2015. El 25 de diciembre la ministra Bullrich se opuso al fallo dictado por la Corte Suprema de Justicia de Mendoza, que establece que cuando se detiene a un ciudadano, los fiscales deben informar dicha detención a un juez de garantías dentro de las 24 horas y en el mismo plazo, el juez debe resolver sobre la detención.
El 17 de febrero de 2016, la ministra de seguridad anunció un «protocolo antipiquetes», por el cual se planeó terminar con los piquetes como forma de protesta. Por el mismo, se instruyó a las fuerzas de seguridad a negociar con los manifestantes y otorgarles un plazo de solamente cinco minutos para liberar el tránsito en la vía pública. Si pasado ese lapso no se hubiera producido el levantamiento del piquete, se procedería al uso de la fuerza. Como elemento punitivo, a los manifestantes se les advertirá que ante un corte se les aplicará las penas del artículo 194 del Código Penal o las contravenciones previstas en cada jurisdicción. Otro punto de la resolución es la cobertura de los medios de comunicación durante la protesta. Según el protocolo, los periodistas deberán ubicarse en una «zona determinada» por las fuerzas de seguridad, impidiendo la cobertura de los hechos.
Según diferentes sectores, el protocolo, además de limitar la cobertura periodística, permite la utilización de armas de fuego y balas de gomas para dispersar cualquier protesta o reclamo. Adicionalmente, se dispuso que las fuerzas de seguridad podían limitar el accionar del periodismo que informase sobre los hechos, supuestamente como medida de seguridad de los periodistas. Las limitaciones al accionar de la prensa, que limitaría el derecho de la ciudadanía a estar informada, como la falta de limitaciones al accionar policial —al cual no se le prohíbe el uso de armas de fuego ni se le obliga a usar uniforme identificatorio— recibieron numerosas críticas por parte de distintas organizaciones sociales, sindicales y profesionales, así como la censura de parte de Amnistía Internacional, que interpretó que el mismo habilita a reprimir «a quienes ejercieran su derecho de reunión pacífica y el sistema de justicia los enjuiciaría por la vía penal.» Diferentes diputados señalaron que «lo que buscan es disciplinar a la sociedad ante la creciente protesta social». Referentes de distintos sectores de la oposición cuestionaron el protocolo al advertir que criminaliza la protesta social.
A finales de octubre de 2017, con la firma de Patricia Bullrich, se publicó en el Boletín Oficial el «Protocolo General para la detención de personas LGBT». La Federación Argentina LGBT manifestó su preocupación y malestar por lo que interpretan es un protocolo discriminatorio que viola el reconocimiento a la diversidad y los derechos individuales consagrados. En un comunicado, SUTEBA expresó su solidaridad y acompañamiento en el rechazo manifestado por las organizaciones que defienden los derechos del colectivo LGBT.
Un estudio del Centro de Estudios de Economía Política (CEPA) afirma que entre enero de 2016 y noviembre de 2017 se registraron en el país 111 hechos de represión a manifestaciones por conflictos sociolaborales. En el curso de los mismos —llevados adelante tanto por fuerzas de seguridad nacionales como provinciales— fueron detenidos 354 personas y resultaron heridos 328 manifestantes. Se denunciaron hechos de represión por parte de las fuerzas nacionales durante protestas de empleados del frigorífico Cresta Roja (diciembre de 2015), de ciudadanos contra el aumento de tarifas (agosto de 2016), de jubilados por el aumento de sus haberes (agosto de 2016), durante el paro nacional (abril de 2017), durante una huelga docente (abril de 2017), durante protestas contra la cumbre de la OMC (diciembre 2017), y durante el tratamiento de la reforma previsional (diciembre 2017).
El 8 de diciembre de 2017, el policía Luis Chocobar persiguió y mató a un ladrón que había asaltado y herido a un turista estadounidense en el barrio de La Boca. Chocobar sostuvo que le disparó al delincuente cuando este intentó atacarlo con un cuchillo, pero un video del Gobierno de la Ciudad de Buenos Aires, aportado a la investigación judicial, mostró que Chocobar mató al delincuente disparándole por la espalda mientras huía y había caído al piso a causa de un disparo en la pierna. El juez de la causa consideró entonces que existían fuertes sospechas de que Chocobar había cometido un homicidio agravado y decretó el procesamiento del policía a fin de que el caso fuera sometido a juicio. Macri invitó a Chocobar a la Casa Rosada para expresarle públicamente su apoyo por la «valentía» con que había actuado, diciéndole «Estoy orgulloso de que haya un policía como vos, al servicio de los ciudadanos». Cuestionó también la decisión del juez de procesar a Chocobar. La conducta de Macri fue cuestionada por diversas organizaciones de derechos humanos y partidos de la oposición por impulsar una política de «gatillo fácil», y le valió varias denuncias por apología del delito e instigación al homicidio. Chocobar fue finalmente condenado por el delito de homicidio agravado en cumplimiento de su deber.

### Política de defensa

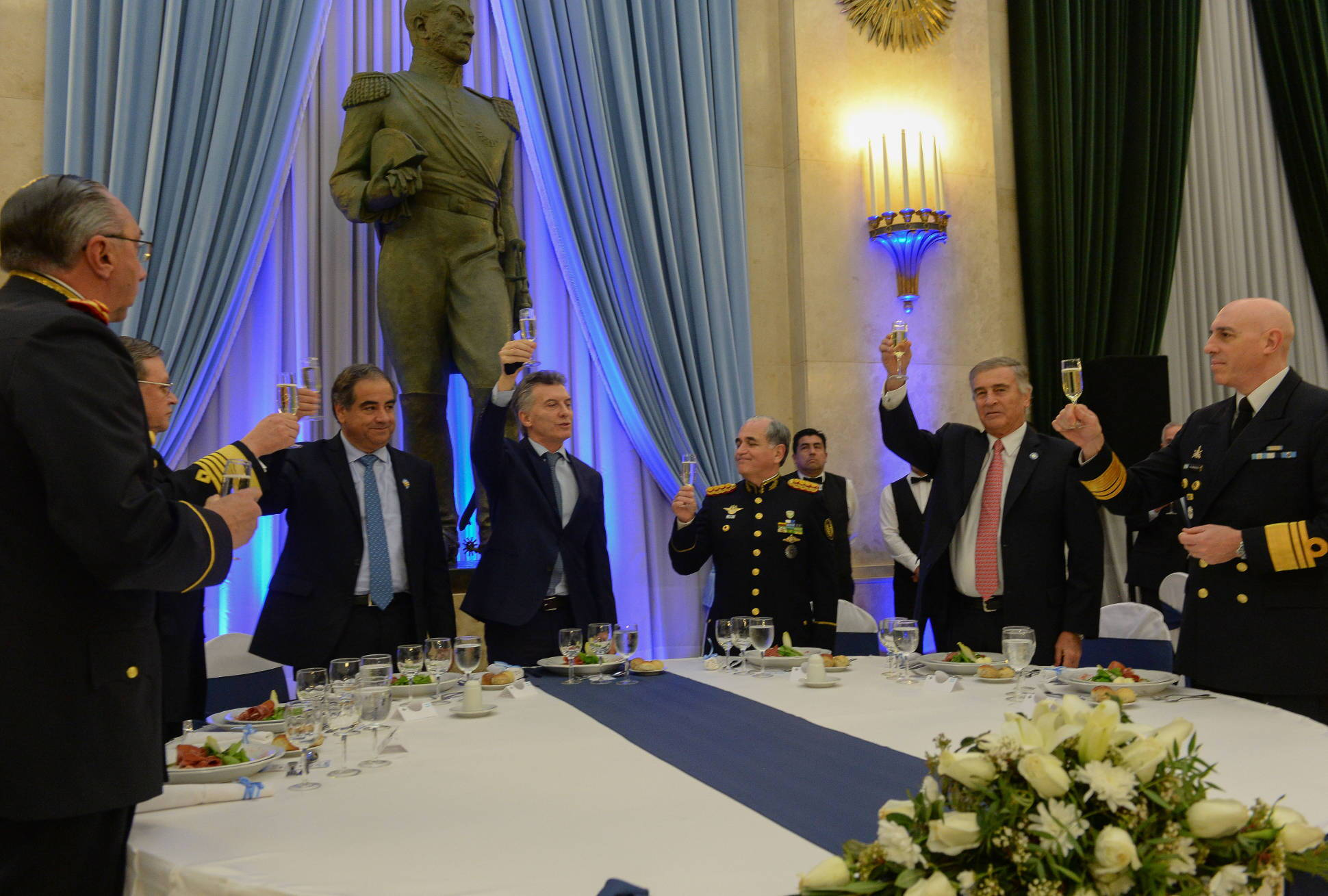
Cena de Camaradería de las Fuerzas Armadas de 2017. De izquierda a derecha: Diego Suñer, Enrique Amrein, Julio Martínez, Mauricio Macri, Bari del Valle Sosa, Oscar Aguad y Miguel Máscolo.

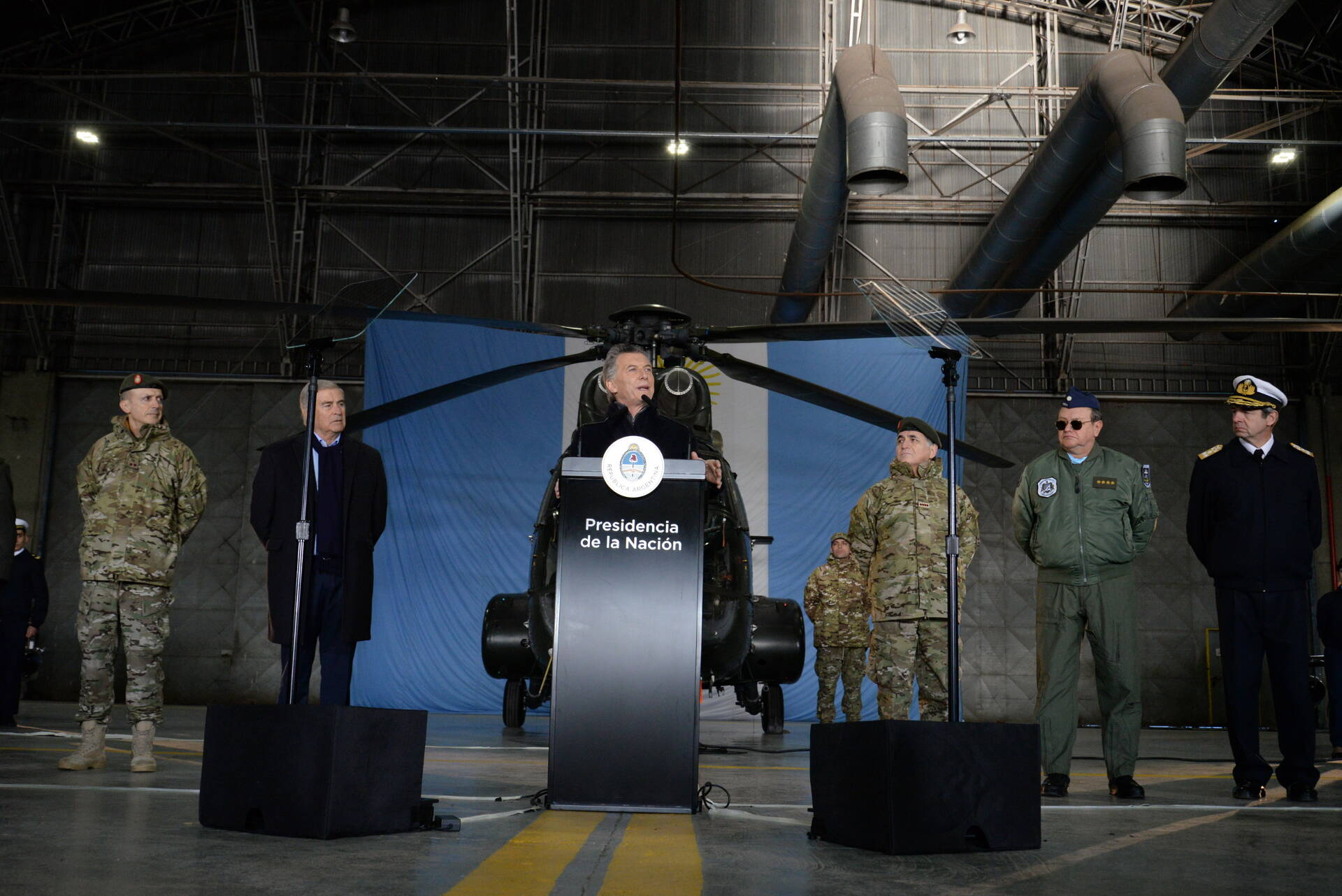
Macri anunciando una reforma en las Fuerzas Armadas en 2018.

#### Presupuesto
El gobierno de Macri mantuvo una actitud economicista en la defensa nacional. En 2017 el gobierno de Macri inició subastas públicas de diferentes terrenos propiedad del Ejército Argentino para recaudar dinero.

#### Adquisición de armamento
En marzo de 2017 algunos medios de comunicación informaron acerca de gestiones secretas realizadas para la compra de armamento a Estados Unidos por un monto superior a los dos mil millones de dólares. Esta información dio origen a una denuncia penal contra el presidente Mauricio Macri, el jefe de Gabinete Marcos Peña, el entonces embajador en Estados Unidos Martín Lousteau y otros funcionarios, por la posible violación de la normativa que la ley 22.520 establece para estas adquisiciones. En respuesta a un pedido de interpelación sobre este tema, funcionarios del gobierno negaron la existencia de operaciones de adquisición de armamento. El trámite judicial concluyó con la desestimación, en diferentes etapas, de la totalidad de las denuncias.
En 2017 el gobierno de Macri compró 12 aviones de entrenamiento Beechcraft T-6C Texan II para la Fuerza Aérea Argentina. El costo fue de 160 de millones de dólares.
En febrero de 2018 el presidente Macri estableció mediante el decreto 125/2018, el carácter secreto de la adquisición de material bélico por parte del Ministerio de Defensa. Esta decisión habilita la realización de compras directas, sin una licitación que permita conocer el detalle de los bienes a adquirir, sus precios y las condiciones de la adquisición. Meses después la sede argentina de Amnistía Internacional solicitaba información sobre esta operación.
En el marco de las acciones de seguridad en relación con la Cumbre del G-20, se adquirieron diversos elementos de logística y armas, a los que se sumaron vehículos y armamentos donados por algunos de los países participantes.
En 2018 se anunció que el Reino Unido levantaba las restricciones que desde 2012 impedían que Argentina adquiriera armas y otros elementos destinados a equipamiento de las Fuerzas Armadas.

#### Hundimiento del submarino ARASan Juan(S-42)

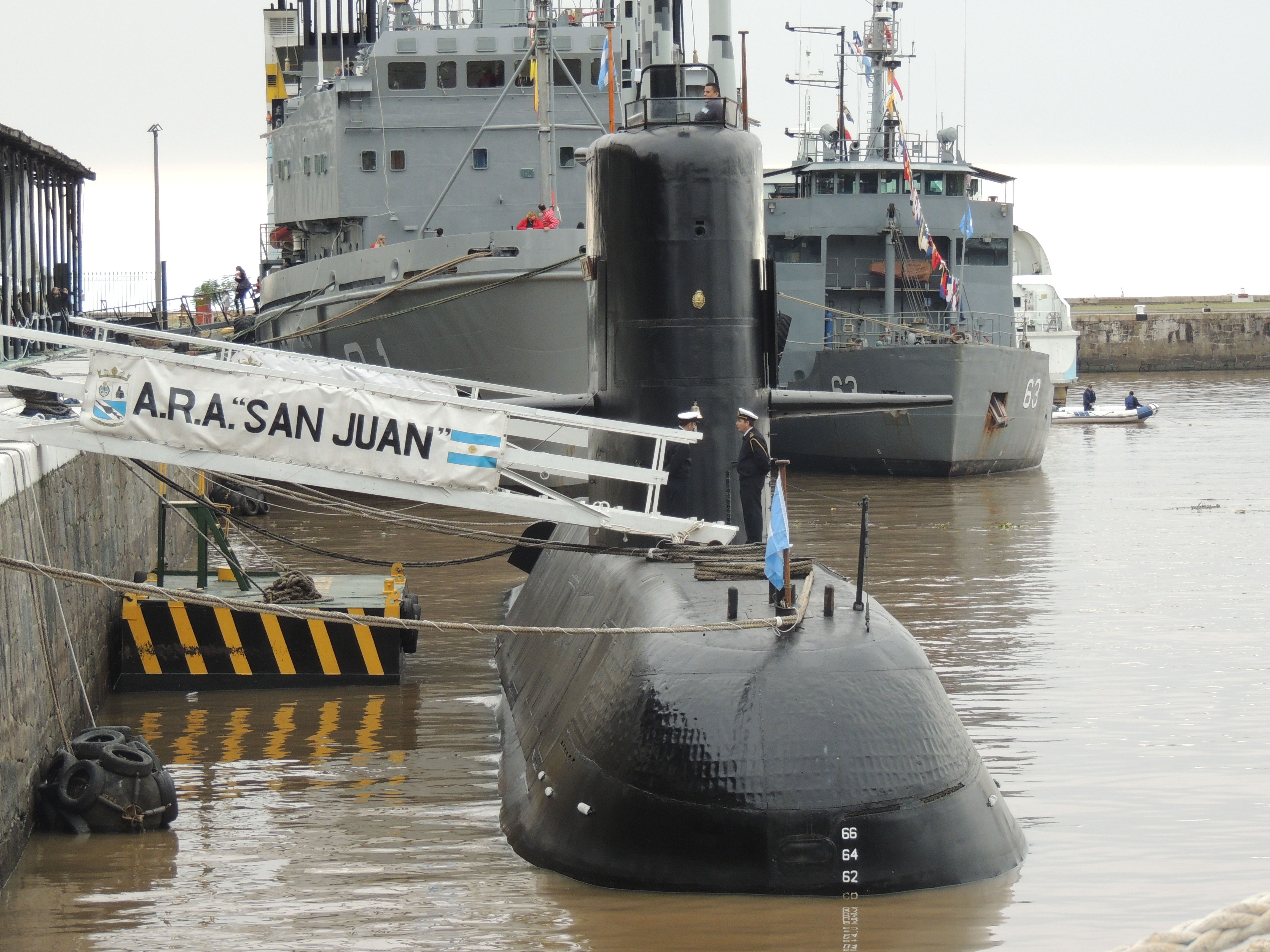
El 15 de noviembre de 2017 se hundió el submarino ARA San Juan (S-42), causando la muerte de sus 44 tripulantes. Las conclusiones de la Comisión Bicameral establecieron que el accidente fue causado por la negligencia de los funcionarios del gobierno y altos militares bajo su mando.

El 15 de noviembre de 2017 a las 7:30 (hora local) el submarino ARA San Juan (S-42) desapareció en aguas del mar argentino con 44 marinos a bordo en un viaje de regreso a su apostadero en la Base Naval Mar del Plata. Su última ubicación se reportó a 240 millas náuticas (432 kilómetros) de la costa, entre el golfo San Jorge y las islas Malvinas. El hecho trascendió a la prensa a la noche del día siguiente y fue informado oficialmente dos días después, mediante un comunicado oficial de la Armada Argentina.
Las autoridades políticas y la fuerza militar quedaron en el foco de las críticas por el manejo de la información, el estado en que se encontraba el submarino y las causas de su desaparición, produciéndose una crisis inédita en la Armada que causó la remoción de su cúpula.
El 18 de julio de 2019 la Comisión Bicameral Investigadora de la Desaparición del Submarino ARA San Juan presentó su informe final, concluyendo que «hubo una clara responsabilidad política y administrativa» del gobierno de Mauricio Macri, especialmente del ministro de Defensa Oscar Aguad y de sus funcionarios más cercanos, tanto en los aspectos operativos y presupuestarios, como en la ocultación de información y el «desamparo» a los familiares. Descarta asimismo que la reparación de media vida pudiera haber sido la causa de la pérdida del submarino o que el mismo pudiera haber sido atacado o embestido por otra nave.

#### Operativo Integración Norte
En agosto de 2018 Macri dio inicio al Operativo Integración Norte, donde las Fuerzas Armadas argentinas proveen apoyo a las Fuerzas de Seguridad y brindan mayor apoyo a la población en el norte de Argentina.

### Política de comunicaciones y medios
En diciembre de 2015, Macri designó ministro de Comunicaciones al dirigente radical cordobés Oscar Aguad. Al asumir su cargo Aguad declaró públicamente que el gobierno estaba contra la Ley de Medios aprobada durante el gobierno de Cristina Fernández de Kirchner, que regulaba la concentración de medios y disponía a las AFSCA como su autoridad de aplicación.

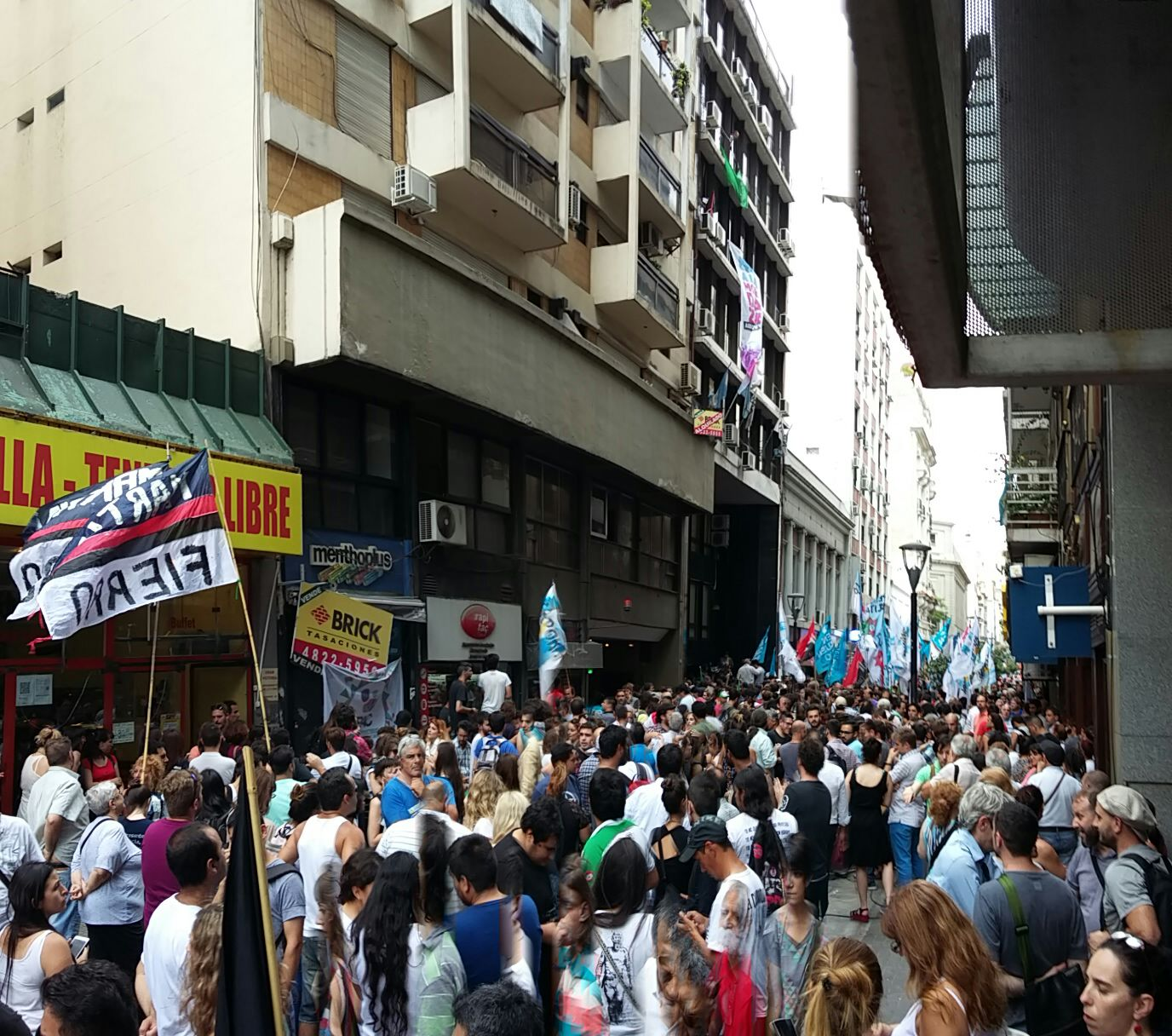
Manifestación ante la AFSCA oponiéndose a la intervención dispuesta por Macri ese mismo día.

El segundo día de su mandato, Macri firmó un decreto de necesidad y urgencia (DNU) disponiendo que la Autoridad Federal de Servicios de Comunicación Audiovisual (AFSCA) y la Autoridad Federal de Tecnologías de la Información y las Comunicaciones (AFTIC) pasaran a depender del Ministerio de Comunicación. El 23 de diciembre Macri dispuso intervenir ambos entes por decreto de necesidad y urgencia. Aguad justificó la medida diciendo que las autoridades de la AFSCA habían cometido un acto de «rebelión», que el presidente Martín Sabbatella era un «militante político» y que «la razón de la intervención es que ambos organismos y sus autoridades no responden a la nueva estructura orgánica de la Ley de Ministerios». Sabbatella presentó ante la justicia un recurso de amparo y un habeas corpus contra la decisión del gobierno. El 24 de diciembre el juez Julián Ercolini ordenó desalojar el AFSCA, luego de la decisión del fiscal Carlos Stornelli de imputar a su titular Martín Sabbatella.
En enero de 2016 se dispuso la fusión de AFSCA y AFTIC en un nuevo organismo que lleva el nombre de Ente Nacional de Comunicaciones (ENACOM), siendo designado Miguel de Godoy como presidente de directorio.
ENACOM impulsó el cierre de diversas emisoras radiales en todo el país y el inicio de acciones penales contra los responsables de las emisoras bajo el argumento de que las radios interferían las comunicaciones aéreas. En todos los casos se trataba de emisoras con una línea editorial crítica del gobierno nacional.
En 2016 se dio la autorización a Nextel, del Grupo Clarín, para prestar 4G sin licitación y sin pagar por las frecuencias.
El 12 de diciembre de 2015, se ordenó la suspensión inmediata de la señal del canal Senado TV, que transmitía en vivo las sesiones del Senado, los discursos y votaciones. A poco de asumir, los trabajadores de Infojus, —portal que recoge las noticias judiciales—, denunciaron que desaparecieron del portal unas diez mil notas e investigaciones periodísticas y judiciales, desapareciendo coberturas enteras sobre casos de corrupción que comprometían a funcionarios del nuevo gobierno.
El 7 de junio de 2016, el gobierno de Mauricio Macri anunció oficialmente que sacaba la señal Telesur de la televisión digital terrestre argentina, siendo dada de baja el día 29. La presidenta de la cadena multiestatal, Patricia Villegas, denunció censura por parte del presidente argentino. El 9 de junio de 2016, el Sistema Federal de Medios y Contenidos Públicos anunció la suspensión de la señal de RT en Español en la TDA. Victoria Vorontsova, directora de emisión del canal ruso, declaró que el gobierno argentino se había acercado a Estados Unidos y que no le sorprendería que «en esa frecuencia apareciera la CNN en vez de un canal regional». Tras varios meses la señal sería repuesta.
En diciembre de 2016 el Gobierno emitió una resolución en la cual estableció que los cableoperadores de alcance nacional debían incluir en su programación la señal del canal La Nación +, —creado un mes antes y perteneciente al Diario La Nación—, por calificarlo de «interés nacional». Dicho diario ha sido considerado afín a las políticas llevadas a cabo por el gobierno nacional, y se inauguró con una entrevista que Mauricio Macri concedió al ciclo.

### Política de derechos humanos
En los primeros meses de gestión, distintos medios de comunicación criticaron que las políticas de Derechos Humanos, y los Procesos de Memoria, Verdad y Justicia «están sufriendo un deterioro por decisiones de parte del Poder Ejecutivo y del Poder Judicial».
A fines de 2016 la Coordinadora contra la Represión Policial e Institucional (Correpi) publicó su informe anual, señalando que habían aumentado casi un 10 % las muertes causadas por las fuerzas de seguridad con respecto al año anterior, llegando a un muerto cada veinticinco horas, el más alto desde que esa organización comenzó a realizar el informe en 2003. La Correpi informó que el 39 % de esas muertes ocurrieron en lugares de detención y consideró que el 47 % fue por «gatillo fácil». Informó también que en un 60 % (291) de los 481 femicidios que se cometieron, estuvieron involucrados miembros de las fuerzas de seguridad.
En diciembre de 2017 el informe anual presentado por Correpi arrojó que, durante ese año, 258 habían sido asesinadas por las fuerzas de seguridad estatales. El número se suma a los veintiocho de 2015 y 441 de 2016; lo que totaliza 725 muertes en 721 días de gobierno de Cambiemos. Esta media de más de un asesinato cada veintitrés horas, representa el mayor pico represivo desde 1983 con el agravante de que el 47 % de los casos corresponden a hechos de gatillo fácil.
El informe anual de Human Rights Watch correspondiente a 2016 sintetizó la situación de los derechos humanos en Argentina del siguiente modo:

La situación de los derechos humanos en Argentina sigue siendo dispar. Si bien se garantizan numerosas libertades fundamentales, subsisten problemas como amenazas a la libertad de expresión, ausencia de legislación exhaustiva sobre libertad de información, abuso policial, condiciones carcelarias deficientes, obstáculos al acceso a productos y servicios de salud reproductiva, y desprotección de derechos indígenas. Argentina continúa logrando avances significativos en materia de derechos de personas LGBT y en el juzgamiento de abusos cometidos por funcionarios durante el «terrorismo de estado» (1976-1983), si bien hubo demoras en algunos de los procesos.
Human Rights Watch, 2017

#### Última dictadura militar
En agosto de 2016 un informe de los primeros seis meses del año realizado por la Procuraduría de Crímenes contra la Humanidad advirtió que durante el primer semestre del año los juicios por delitos de lesa humanidad fueron demorados. En el informe también se critica la baja en el ritmo de las investigaciones, la menor cantidad de sentencias dictadas, estancamiento vinculado a la baja cantidad de juicios celebrados, estancamiento relacionado con la falta de juicios en agenda y demoras en la etapa de instrucción y de revisión.
Asimismo fueron criticadas las decisiones judiciales que otorgaron a 50 militares condenados por cometer delitos de lesa humanidad durante la última dictadura militar el beneficio de poder realizar su condena con prisión domiciliaria. En consonancia, en agosto de 2016 el Ministerio de Justicia, adelantó que no apelará las estas decisiones judiciales. El mismo mes ministerio de Justicia desistió de ser querellante en la causa por delitos de lesa humanidad por el caso de Eduardo Saiegh. Donde se juzga su secuestro en 1980 por un grupo de tareas de la Policía Federal.
En una entrevista dijo que no tenía idea de si los desaparecidos por terrorismo de Estado eran nueve mil o treinta mil y que era una discusión que no tenía sentido. También ha sido criticado, y tildado de «negacionista», por la utilización de la frase «guerra sucia» para referirse al terrorismo de Estado. Esto fue realizado tanto en declaraciones de la Secretaría de Derechos Humanos, a cargo de Claudio Avruj, en comunicaciones oficiales de la propia secretaría, como en declaraciones del propio presidente Macri.
Mediante el DNU N.º 52/2017 el gobierno la movilidad del Día Nacional de la Memoria por la Verdad y la Justicia (24 de marzo), del Día del Veterano y de los Caídos en la Guerra de Malvinas (2 de abril) y el Día de la Bandera (20 de junio). Esto generó críticas en diversos sectores de la sociedad, especialmente entre las organizaciones de derechos humanos. El ministro de Justicia Germán Garavano admitió que «Probablemente haya sido un error haber tocado los feriados que tienen mayor sensibilidad, es bueno poder enmendarlo». Finalmente Macri dictó un nuevo DNU el 31 de enero de 2017, dejando sin efecto la movilidad de los tres feriados afectados.
El 10 de mayo de 2017, un fallo de la Corte Suprema permitió que los criminales condenados por delitos de lesa humanidad puedan computar doble el tiempo que estuvieron detenidos antes de ser condenados (Ley del Dos por Uno), a partir de los dos años de prisión preventiva. Macri declaró que estaba «en contra de cualquier herramienta que facilite la impunidad», aclarando que estaba «muy contento» de que el país tuviera «una Corte independiente y prestigiosa». También cuestionó a dirigentes opositores que «no hicieron nada cuando esta ley se aprobó» y «hoy se muestran muy enojados con el 2×1».

#### Políticas contra la violencia de género
Macri anunció un plan integral contra la violencia de género el 26 de julio de 2016, la directora del Consejo Nacional de las Mujeres Fabiana Tuñez, quien abrió el acto que se desarrolló en el Salón Blanco de la Casa Rosada dijo al respecto:

Quién hubiese dicho que este plan, que tanto tiempo habíamos pedido desde la sociedad civil por las calles, iba a llegar. Y que yo, quien después de tanto gritar con mis compañeras, iba a ser, junto con la ministra y los equipos de todos los ministerios, quien tuviera que anunciar este plan una deuda que teníamos desde el año 2010 y que hoy va a ser una realidad para cada una de las mujeres de todo el país.
Fabiana Tuñez.

Paralelamente Tuñez ha sido criticada en dicho puesto por ignorar las denuncias contra el colectivo transexual y por aprietes contra activistas que denunciaron la situación del colectivo transexual ante la ONU. La gestión de Tuñez cerró varios programas como el de Ayuda a Víctimas de Violencia Sexual.
El plan contempla 69 medidas y 137 acciones detalladas para prevenir y ayudar a mujeres víctimas de violencia de género, setecientos cincuenta mil pesos de presupuesto, se prevé construir una red nacional de hogares de protección para mujeres, niñas y niños, también se anunciaron planes de «reeducación», tales como la incorporación de la perspectiva de género en las currículas escolares y campañas de concientización. Durante su primer año de gobierno crecieron 8 % los casos de femicidios, según datos de la Corte Suprema murieron 254 mujeres, una cada treinta y cinco horas y 244 chicos quedaron huérfanos. Pese al plan anunciado, en 2017 el Gobierno de Macri decidió reducir sesenta y siete millones de pesos el presupuesto para combatir la violencia machista, a pesar de tener una de las tasas más altas de feminicidio de América Latina.

#### Relación con los pueblos originarios

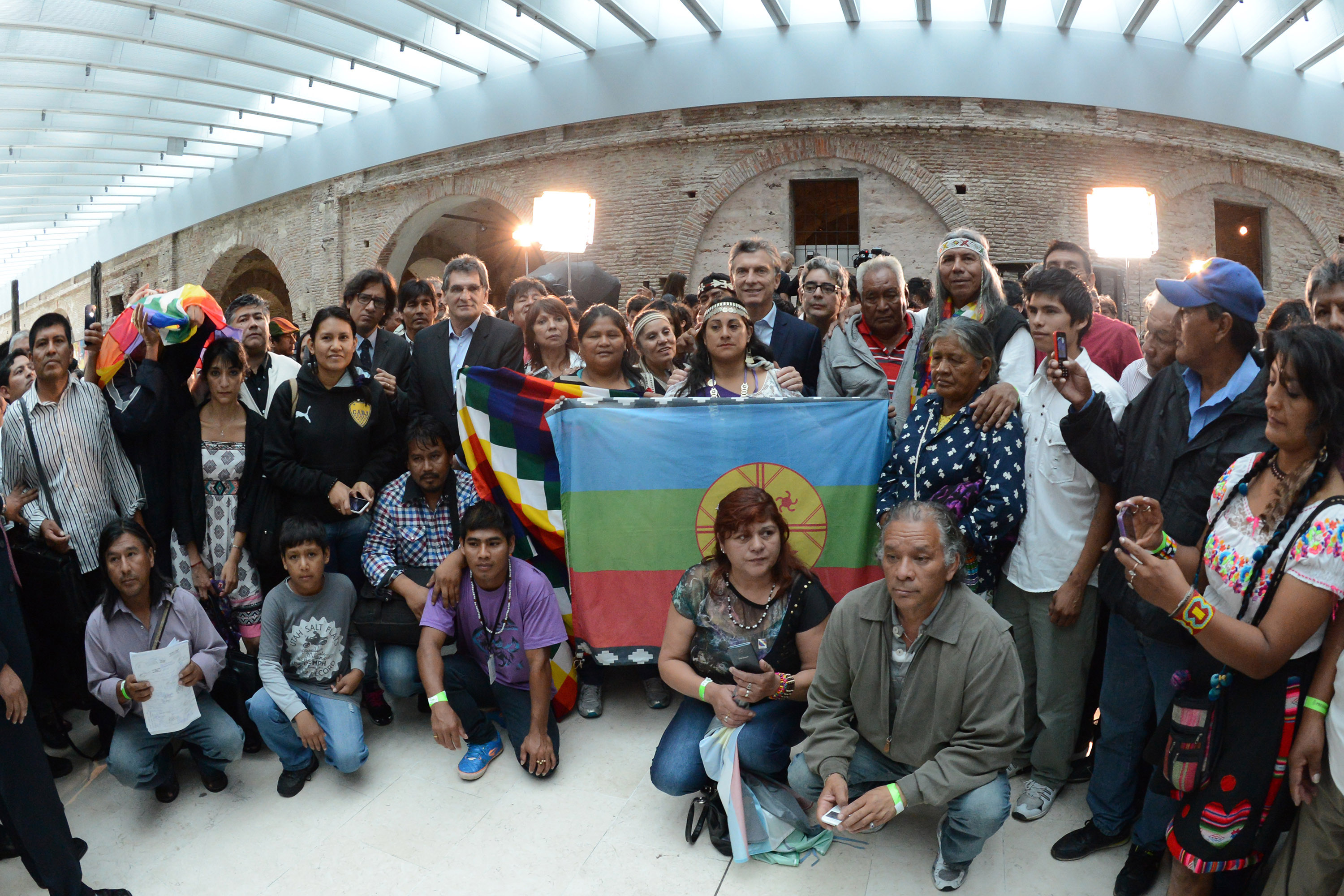
Macri recibiendo en el Museo del Bicentenario a representantes de los pueblos originarios de Argentina.

El 16 de diciembre Macri se reunió nuevamente con miembros de la comunidad qom y de otras 30 etnias de los pueblos originarios. La reunión se llevó a cabo en el Museo del Bicentenario de la Casa de Gobierno y la delegación fue encabezada por el líder de la comunidad qom, Félix Díaz. El diario La Nación informó en esa ocasión que Macri había tenido ese encuentro con Díaz «para diferenciarse de Cristina Kirchner, que siempre se negó a recibir al líder de esa comunidad indígena».
El 15 de julio de 2016 se creó el Consejo Consultivo y Participativo de los Pueblos Indígenas. El consejo del nuevo organismo designó a Relmu Ñamku como secretaria general, mientras que Félix Díaz fue nombrado presidente, además se nombraron cuatro vicepresidentes por cada región: Faustino Lencina por la zona Centro, Jorge Palomo por el NEA, Margarita Mamani y Rolando Flores por el NOA, y Rubén Huanque, por la zona Sur.
Los conflictos con algunas comunidades mapuches estuvieron presentes durante la presidencia de Mauricio Macri. Durante su gobierno existió un aumento en la conflictividad con distintas comunidades mapuches que habitan en el sur del territorio, principalmente en la provincias de Neuquén y Río Negro, quienes ocupan terrenos que reclamaban como ancestrales que en la actualidad son propiedad de magnates como Bennetton, Joe Lewis y Ted Turner.
En enero de 2017 un grupo de 200 gendarmes reprimió una protesta mapuche que cortaba las vías del tren La Trochita. El caso fue denunciando por la organización Amnistía Internacional que consideró desproporcionado el uso de la fuerza estatal en relación con el conflicto existente.
En los meses siguientes, varios medios de comunicación informaron que estos grupos mapuches fueron autores de numerosas acciones violentas, entre las cuales se pueden nombrar vandalismo, incendios intencionales, ataques a civiles, amenazas y ocupación ilegal de terrenos.
El 1 de agosto de 2017, en cercanías de la localidad chubutense de Cushamen, efectivos de la Gendarmería Nacional entraron sin orden judicial a una estancia propiedad del Grupo Benetton donde la comunidad Lof en Resistencia de Cushamen estaba ocupando tierras a modo de protesta por la recuperación de territorios ancestrales. Como resultado de esa represión, se produce la desaparición de Santiago Maldonado, cuyo cadáver apareció casi tres meses más tarde. Las pericias posteriores a su muerte determinaron que el fallecimiento se produjo por ahogamiento por sumersión en las aguas del río Chubut, coadyuvado por hipotermia. También se determinó que Santiago Maldonado no fue torturado.
Amnistía Internacional repudió la represión, a su vez que condenó la «falta de control judicial eficaz sobre los alcances y exabruptos que fueron cometidos en su territorio». Díaz condenó la represión de los mapuches en Chubut, culpó de ello al Presidente y al gobernador provincial diciendo: «el gobierno provincial de (Mario) Das Neves y el nacional de (Mauricio) Macri son responsables». Unos días después se volvieron a repetir hechos violentos cuando Gendarmería ingresó al predio en disputa y reprimió a disparos, habiendo un indeterminado número de heridos y un mapuche detenido.
El 26 de noviembre, efectivos del Grupo Albatros de la Prefectura Naval Argentina reprimen con disparos de arma de fuego una ocupación en el parque nacional Nahuel Huapi, en las proximidades del Lago Mascardi. Como resultado de ello fue muerto de un disparo por la espalda el joven Rafael Nahuel.

#### Informe 2017-2018 de Amnistía Internacional
En febrero de 2018 Amnistía Internacional publicó su informe anual sobre la La situación de los derechos humanos en el mundo correspondiente al período 2017/2018. Entre los principales aspectos negativos se señalaron las dificultades para acceder a un aborto legal, la criminalización y discriminación a los pueblos indígenas y la falta de reconocimiento de sus derechos constitucionales sobre las tierras ancestrales, los «importantes retrocesos» en perjuicio de las personas migrantes, la insuficiencia de recursos destinados a prevenir la violencia de género, el fallo de la Corte Suprema aplicando el beneficio del dos por uno en crímenes de lesa humanidad, la decisión del gobierno de sacar del ámbito de la fiscalía las pruebas del atentado a la AMIA poniendo en peligro la independencia de la investigación, el uso excesivo de la fuerza policial para reprimir diversas manifestaciones en las que se produjeron detenciones, lesiones e incluso la muerte de Santiago Maldonado, la detención líder indígena del pueblo wichi Agustín Santillán, y el incumplimiento de las decisiones del Grupo de Trabajo sobre Detención Arbitraria de las Naciones Unidas y la Comisión Interamericana de Derechos Humanos, respecto de la detención de la dirigente indígena y social Milagro Sala.
Entre los principales aspectos positivos se señalaron la aprobación de la Ley de Paridad de Género en Ámbitos de Representación Política, la continuidad de los juicios orales por crímenes de lesa humanidad cometidos por la última dictadura y la sentencia histórica de la Cámara Federal de Mendoza condenando a prisión perpetua a cuatro exmiembros del Poder Judicial por complicidad en crímenes de lesa humanidad durante la última dictadura.

### Política exterior

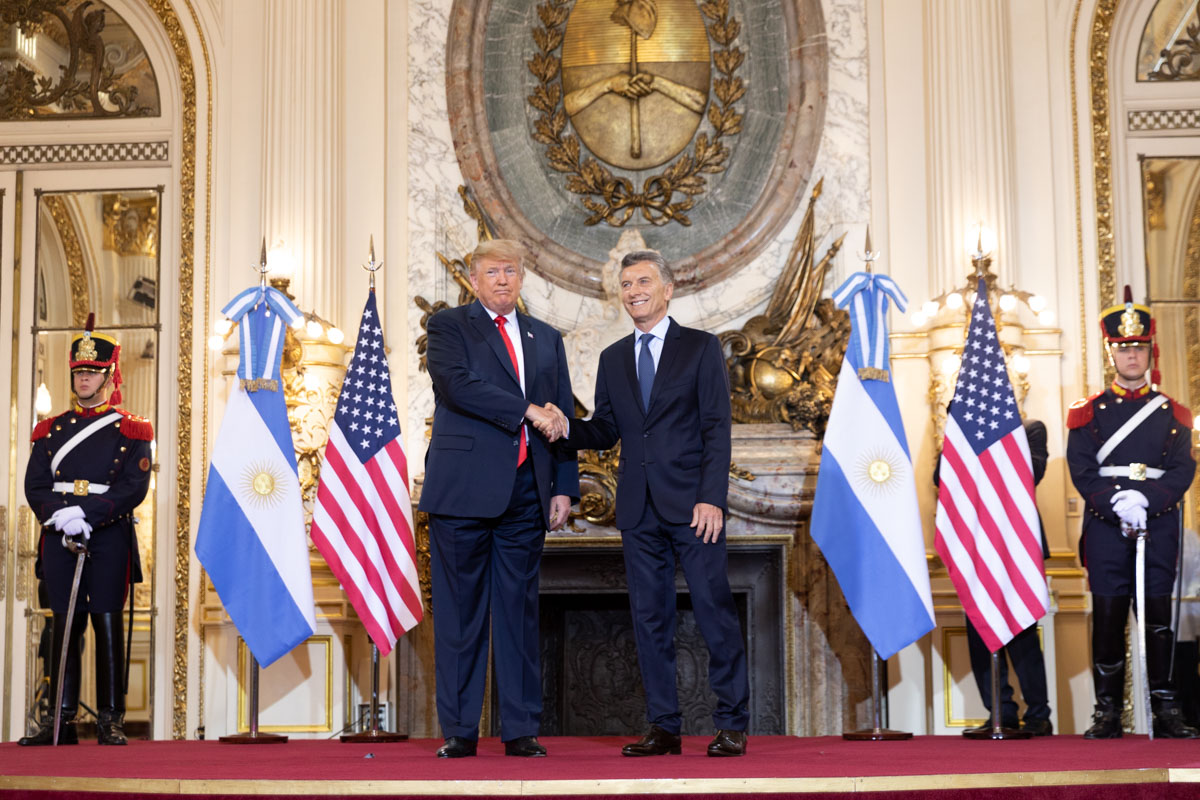
Macri en una reunión con Donald Trump

La política exterior de Mauricio Macri fue caracterizada como «pragmática» durante la gestión de Susana Malcorra y a partir de la asunción de Jorge Faurie, hacia mediados de 2017, como «unilateralismo periférico concesivo». En ambos casos, se trata de una clara orientación hacia el alineamiento con Estados Unidos y organismos supranacionales como la OMC, en detrimento de alianzas regionales como la UNASUR.
En cuanto a las Naciones Unidas, el gobierno de Macri impulsó la candidatura de la ministra de Relaciones Exteriores y Culto Susana Malcorra a la Secretaría General de Naciones Unidas, para suceder a Ban Ki-moon al frente del organismo. La candidatura tuvo un costo de más de un millón de pesos, provenientes de fondos del estado. La canciller dedicó gran parte de su tiempo sólo a impulsar su candidatura, viajando por varios países y teniendo a su disposición trece funcionarios.
Respecto a la Cuestión Malvinas se firmó una serie de acuerdos ratificados con el canciller británico Boris Johnson, en la reunión del G20; que dejaba en manos de los kelpers y el gobierno británico el manejo de más de 3 millones de kilómetros de plataforma marítima argentina. En el acuerdo se transfirió al gobierno colonial de las islas Malvinas la propiedad y el control de los recursos desde el paralelo 48.3 al paralelo 60, junto con el control pesquero, el manejo las licencias. El Consejo Asesor el Observatorio Cuestión Malvinas de Tierra del Fuego, pidió a la gobernadora fueguina Rosana Bertone que inicie acciones penales contra el Ejecutivo Nacional encabezado por Mauricio Macri y el canciller Faurie «por el delito de desintegración territorial y por la cesión territorial de la jurisdicción de Tierra del Fuego y de la Argentina».
La política exterior enfocada casi exclusivamente en el mercado estadounidense ha sido calificada como «exitosa "en el juego corto"» por el ex vicecanciller Andés Cisneros (1992-1996), quien señaló que «Hay un riesgo: el de hipotecar toda la política exterior en nombre de una facturación hipotéticamente un poco mayor. Parecemos demasiado enfocados en el mercado norteamericano».
Durante sus primeros meses de mandato produjo un giro de la política exterior caracterizado por el acercamiento a Estados Unidos. Pese a ello se desató un conflicto con la importación de limones a principio de 2017 y más tarde EE. UU. anunciaba la aplicación de un arancel del 57 % a la importación del biodiésel argentino, el producto más exportado de Argentina hacia EE. UU. En 2018 Estados Unidos impuso nuevos aranceles a la industria argentina, y anunció aranceles del 25 % al acero y el 10 % al aluminio.

### Movilizaciones y protestas contra su gobierno
El 23 de febrero de 2016 se produjo la primera movilización masiva «contra el ajuste», reclamando contra las cesantías, el techo a las paritarias y el protocolo para regular la protesta social. La movilización ocupó parte de la Plaza de Mayo con columnas de sindicalistas de la Asociación Trabajadores del Estado (ATE), docentes, universitarios, Judiciales y otros. También participaron organizaciones kirchneristas como La Cámpora, Kolina, el Movimiento Evita, la Organización Barrial Túpac Amaru, y otras de izquierda, como la Corriente Clasista y Combativa y el MST. También hubo marchas en las provincias.
El 5 de abril se produjo un cacerolazo en Buenos Aires y varias otras ciudades del país; los manifestantes exigieron la renuncia del presidente Mauricio Macri tras la gran cantidad de despidos, los abruptos aumentos del índice de precios, ajustes económicos, tarifazos y la vinculación e imputación por el caso Panamá Papers. En Mar del Plata, en la plaza frente a la Catedral, también hubo una masiva movilización denominada #7A en repudio al ajuste y la corrupción. También hubo protestas en otras plazas del interior del país, como Rosario. Convocados espontáneamente al grito de «procesado», miles de manifestantes se concentraron en Plaza de Mayo.
El 29 de abril se produjo una gran concentración de todas las ramas de las dos principales centrales sindicales, la CGT y la CTA —en la primera oportunidad en que ambas confluyeron en el mismo acto— en protesta por la devaluación, la inflación y la escasa respuesta en los aumentos de salarios, contra los despidos y en defensa de una «ley antidespidos», y por «la plena vigencia del derecho de huelga sin ningún protocolo de seguridad». Los organizadores calcularon la asistencia en trescientas cincuenta mil personas.
El 14 de julio del mismo año se produjo un «ruidazo» en protesta por los aumentos en la tarifa del gas, que en muchos casos había superado el 1000 % —llegando en casos puntuales al 2000 %— y que una resolución del gobierno de Macri limitaba a un máximo de 400 %. Contribuyeron al malestar de la población las expresiones vertidas por miembros del gabinete de ministros y el propio presidente de la Nación, haciéndose hincapié en las críticas a la gestión del ministro de Energía y Minería, Juan José Aranguren, de quien se pidió la renuncia a su cargo. Se repitió el método de movilización, al que se le dieron nombres alternativos para despegarlo de las protestas anteriores y se usaron términos como «veredazo», «bocinazo», «ruidazo» y otros. La protesta se generalizó por varias zonas de la Capital y del Gran Buenos Aires pese al mal tiempo imperante, y se replicó en muchas ciudades del interior del país, como Córdoba, Rosario, Mendoza, La Plata, San Miguel de Tucumán y Neuquén. Si bien los sectores de izquierda fueron los más notorios en su portación de carteles identificatorios, muchos de los manifestantes aclaraban que habían votado a favor de Macri.
El 7 de marzo de 2017 se produjo una segunda y más importante movilización de la CGT en la Plaza de Mayo y en varios lugares del resto del país «en defensa de la industria nacional, de las PyMEs, de todos los trabajadores» y en protesta por la «la pérdida de poder adquisitivo» de los salarios; el siguiente 6 de abril se realizó el primer paro nacional de la CGT, al que adhirieron también las distintas fracciones de la CTA, con un alto grado de paralización de las actividades en todo el país.
Desde el mes de marzo de 2017 hubo varias huelgas de los sindicatos docentes, especialmente notables en el caso de la provincia de Buenos Aires, en rechazo de la oferta de aumento de salarios realizada por la gobernadora Vidal, que los sindicalistas consideraron insuficiente frente a la inflación. La huelga terminó por nacionalizarse a fines de ese mes, debido a que durante el gobierno de Cristina Fernández se había hecho obligatoria la convocatoria a una paritaria docente nacional, que servía de referencia a las paritarias provinciales, y que el gobierno nacional se negó a convocar. El conflicto continuó durante el mes de abril, cuando tuvo lugar un paro nacional docente debido a la represión de una manifestación docente frente al Congreso de la Nación dos días antes.
El 10 de mayo de 2017 bajo la consigna «Nunca más privilegios a los criminales de lesa humanidad», cientos de miles de personas se movilizaron en la ciudad de Buenos Aires y en varias ciudades de todo el país para expresar su rechazo a la decisión de la Corte Suprema de Justicia de la Nación conocida como el fallo del dos por uno en crímenes de lesa humanidad.

#### Manifestación del 21F
El 21 de febrero de 2018 se llevó a cabo una masiva manifestación contra las políticas del gobierno de Mauricio Macri. La marcha organizada por la CGT tuvo como punto central de concentración la Avenida 9 de Julio en la ciudad de Buenos Aires y se replicó en las principales ciudades del país. El acto central reunió entre cuatrocientas y quinientas mil personas. La marcha fue organizada bajo la premisa de proteger el trabajo argentino y como una forma de protesta generalizada contra las medidas de ajuste económico adoptadas por las autoridades.

### Movilizaciones a favor de su gobierno
El 24 de agosto de 2019, dos semanas después de la derrota de Cambiemos en las elecciones internas para elegir candidatos presidenciales, se organizaron manifestaciones de apoyo al presidente Macri en todo el país, realizándose la principal en la Plaza de Mayo. Las manifestaciones fueron convocadas por el actor y político radical Luis Brandoni y el director de cine Juan José Campanella, quienes se encontraban juntos en España, presentando una obra de teatro. En su convocatoria Brandoni llamó a movilizarse para no perder la república («Perdimos la república muchas veces, otra vez no»). Las principales consignas de la movilización fueron «Sí, se puede» (en referencia a la posibilidad de revertir el voto de la ciudadanía en las PASO) y «No vuelven más» (en referencia a un posible triunfo del peronismo en las elecciones de octubre). También se registraron algunas escenas de violencia cuando algunos manifestantes agredieron a periodistas del canal de cable C5N, de perfil opositor, sin que ninguna fuerza de seguridad interviniera para protegerlos, hecho que fue repudiado por el gobierno y diversos medios de prensa; así como cánticos de la multitud contra los periodistas que habían defendido al gobierno de Macri y comenzaron a criticarlo luego de las elecciones primarias.
El acto tuvo su punto culminante a media tarde, cuando Macri y su esposa salieron al balcón de la Casa Rosada a saludar a los manifestantes: «Si bien no brindó un discurso, se vio cómo Macri, emocionado, gritaba y le agradecía a las personas que lo apoyaron».

### Encuestas e imagen

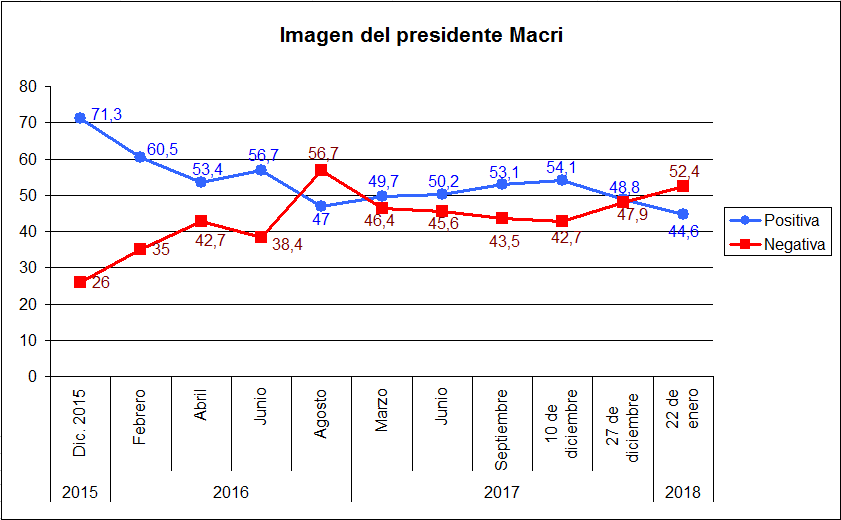
Evolución de la imagen del presidente Macri. Fuente Ricardo Rouvier & Asociados.

El presidente Macri inició su presidencia con una imagen positiva del 71.3 % de la población encuestada, que cuatro meses después había descendido al 53.4 %, manteniéndose en ese nivel con leves oscilaciones durante el resto de 2016 y 2017. La excepción fue el mes de agosto de 2016, en el que la imagen positiva del presidente cayó al 47 %, mientras que la imagen negativa la superó en casi diez puntos (56.7 %). Una nueva caída se produjo en la imagen de Macri en la segunda mitad de 2017, que cayó del 54.1 % el 10 de diciembre al 48.8 % el 27 de diciembre y siguió cayendo hasta el 44.6 % el 22 de enero de 2018, el porcentaje más bajo desde que asumió.

## Elecciones de 2019 y nueva crisis económica

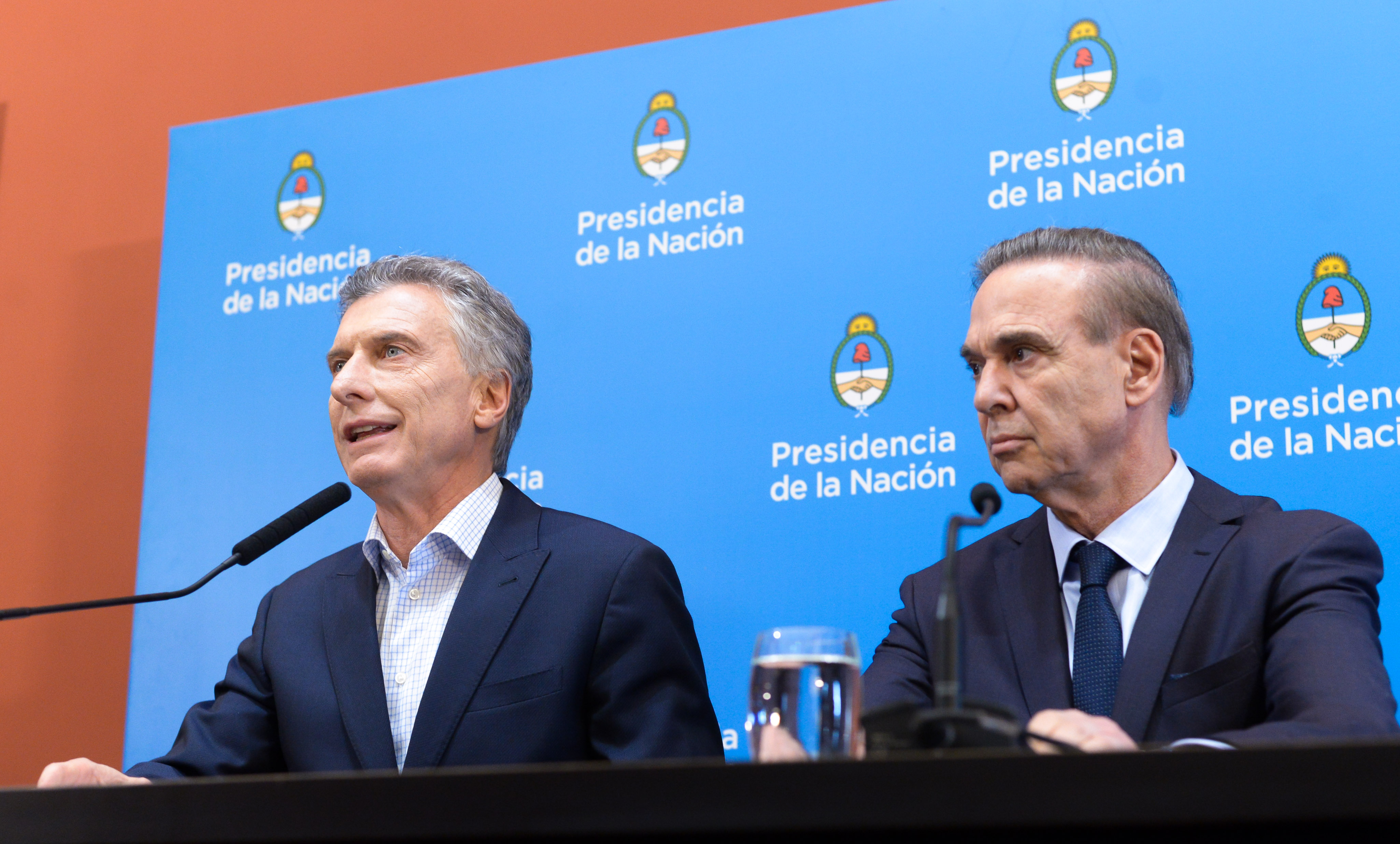
«Esta elección no sucedió», declaró el presidente Mauricio Macri, acompañado del candidato a vicepresidente de la alianza Juntos por el Cambio, el senador Miguel Ángel Pichetto, en conferencia de prensa realizada en la Presidencia de la Nación, al día siguiente de las PASO.

El 11 de agosto de 2019 se realizaron las elecciones primarias abiertas y simultáneas (PASO) para que cada alianza elija los candidatos. La elección mostró que un 47 % de la población concurrió a convalidar la fórmula presidencial Alberto Fernández-Cristina Fernández de Kirchner que presentaba el Frente para Todos, superando por 15 % a la cantidad de personas que participaron en la interna oficialista representada por la alianza Juntos por el Cambio, que proponía la reelección de Mauricio Macri, acompañado por el senador peronista Miguel Pichetto, quien había sido jefe de la bancada kirchnerista durante sus doce años de gobierno.
El resultado negativo de las elecciones para el oficialismo generó una sucesión de declaraciones del presidente Macri que se combinaron con una reacción muy negativa de los mercados financieros y grandes grupos económicos nacionales e internacionales.
La noche misma de las elecciones, el presidente Macri anunció públicamente que el resultado había sido «muy malo» para el oficialismo —«Aceptamos que hemos hecho una muy mala elección»— y recomendó a sus seguidores a «irse a dormir», cuando aún el escrutinio oficial no había hecho público ningún resultado, circunstancia que generó diversas críticas.
Al día siguiente comenzó en la Argentina y Wall Street, una corrida cambiaria y bursátil (esta última la segunda más grave de la historia de la humanidad, con una caída del 48 %), que devaluó el peso en un 40 % en pocas horas (de 42 ARS a 66 ARS el dólar), que luego el Banco Central logró atenuar un poco, cerrando el día con una devaluación del 25 % (57 ARS) y un riesgo país que duplicó su valor para alcanzar mil setecientos puntos básicos. Dos días después, el expresidente del Banco Central Martín Redrado afirmó que fue el propio presidente Macri quien dio la orden de «dejar correr el tipo de cambio sin tener techo» y que eso «generó la maxidevaluación que después se trasformó en esta corrida… para que los argentinos aprendan a votar».
Por la tarde el presidente dio un mensaje al país, respaldado por el logo oficial de la Presidencia de la Nación y acompañado por su candidato a vicepresidente, el senador peronista Miguel Ángel Pichetto, atribuyéndole la responsabilidad de la corrida cambiaria y bursátil al voto de la población a favor de la principal alianza opositora y afirmando que «esta elección no sucedió». Por su parte el candidato a vicepresidente agregó que «el presidente está en control, esto no terminó». Columnistas destacados de los dos principales grupos de prensa del país (La Nación y Clarín), cercanos al oficialismo, criticaron la postura del presidente y hablaron del «peligro de un Macri alienado», o afectado de una patología del poder llamada «mal de hubris».
El martes 13 de agosto por la mañana, Macri volvió a dirigirse a la población, esta vez sin estar acompañado por nadie, para pedir perdón por su mensaje del día anterior, en el que había culpabilizado a la población por haber concurrido a votar mayoritariamente en las internas del opositor Frente de Todos, liderado por Alberto Fernández. Modificando su postura del día anterior, Macri admitió que sería positivo mantener una conversación con Fernández, para garantizar la gobernabilidad. Luego del discurso de Macri continuó la corrida cambiaria y bursátil, con una nueva devaluación del peso de un 9 %.
Esa misma tarde Macri y Fernández conversaron telefónicamente por primera vez. Ambos declararon a la prensa que estaban satisfechos con el encuentro y los acuerdos básicos alcanzados con el objetivo de preservar la institucionalidad, respetar la voluntad democrática de la población y tranquilizar a los mercados.

## Después de la presidencia (desde 2019)
En marzo de 2021 Macri presentó su primer libro Primer tiempo, donde cuenta cómo vivió y fue su gobierno entre 2015-2019.
En octubre de 2022 presentó su segundo libro Para qué, donde cuenta parte de su vida como empresario y político.
A principios de 2023 hizo saber que no sería candidato a presidente en las elecciones presidenciales de ese año. En cambio apoyó a su exministra de seguridad, Patricia Bullrich. Al ver que Bullrich no logró pasar al balotaje, tanto Macri como ella apoyaron al candidato libertario, Javier Milei quien ganó finalmente.

### Presidente del PRO (2024)
El 19 de marzo de 2024 Macri asumió la presidencia del PRO con la intendenta de Vicente López,Soledad Martínez, como su vicepresidenta, tras un acuerdo con Patricia Bullrich quien asumió la conducción de la asamblea del partido. El 16 de mayo, asumió formalmente la presidencia del PRO.

## Historial electoral
|  | 37.55 % |

|  | 46.52 % |

|  | 34.09 % |

|  | 45.76 % |

|  | 60.94 % |

|  | 47.07 % |

|  | 64.27 % |

|  | 24.50 % |

|  | 34.15 % |

|  | 51.34 % |

|  | 31.80 % |

|  | 40.28 % |

## Causas judiciales terminadas respecto de Macri
En la época en que desempeñó el cargo de jefe de Gobierno de la ciudad de Buenos Aires (2007-2015) acumuló más de 214 causas judiciales como «estafa y asociación ilícita», «abuso de autoridad y violación de deberes de funcionario público», «enriquecimiento ilícito», «falsificación de documentos públicos», «amenazas y abandono de personas», entre otras. En diciembre de 2015, Macri se convirtió en el primer presidente de la historia argentina en asumir el cargo mientras estaba procesado por la Justicia.
Fue procesado junto a su padre Franco Macri en una causa que se seguía por presunto contrabando por operaciones de importación realizadas por la empresa Sevel cuando ellos la presidían; ambos fueron sobreseídos por la Cámara Nacional de Casación Penal, que determinó que no había existido delito alguno, fallo confirmado por la Corte Suprema. En octubre de 2002, el juez Juan José Mahdjoubian decidió procesar a Mauricio Macri, por entonces presidente de Boca, y a Julio Grondona, presidente de la AFA, por administración fraudulenta en la compra de los sistemas de video para controlar la seguridad en los estadios y luego fue absuelto.
Fue imputado por el fiscal Alberto Nisman y procesado en una causa por espionaje telefónico en la Capital Federal. Días después de asumir como presidente, Macri fue sobreseído en primera instancia por falta de pruebas, decisión que fue apelada. El sobreseimiento fue confirmado unos meses después por la Cámara Federal, continuando la causa contra sus subordinados.
En 2016 el periodista Carlos Pagni afirmó que Daniel Angelici, supuesto operador judicial de Mauricio Macri, le dio dinero a un juez en forma de coimas para beneficiar a Macri. Angelici se habría reunidp Eduardo Freiler, juez de la Cámara Nacional de Apelaciones en lo Criminal y Correccional Federal, por una presunta maniobra para favorecer a Mauricio Macri en la causa por las escuchas ilegales.
En noviembre de 2016 el diputado Julo Raffo presentó una denuncia contra Daniel Angelici y Eduardo Freiler por el supuesto pago de dinero para beneficiar al actual Presidente para sobreseerlo en la causa por las escuchas ilegales, por supuesto delito de cohecho o prevaricato. Freiler pidió dinero a Angelici para favorecer a Macri en la causa de las escuchas ilegales. El empresario del juego se lo dio. Pero Macri le aclaró: «Si querés recuperar la plata, pedile que te la devuelva porque yo no pongo una moneda». Freiler no habría sido el único camarista, y que uno de los dos devolvieron el dinero y los otro no. Tanto Freiler; Ballesteros y Farah votaron a favor de Macri. Posteriormente Pagni ratificaria ante la justicia sus dichos. Pocos días después la jueza federal María Romilda Servini de Cubría citó a declarar como testigo de la causa a Carlos Pagni.

## Causas penales en investigación
A lo largo de su vida Macri fue enjuiciado en diversas causas penales. Durante los cuatro años de su presidencia fue denunciado en 144 causas por delitos penales.

### Panamá Papers
Macri figura entre los políticos incluidos en la investigación internacional sobre paraísos fiscales denominada «Panama Papers», publicada el 3 de abril de 2016 por el Consorcio Internacional de Periodistas de Investigación. Según la investigación, integró junto a su padre Franco y su hermano Mariano el directorio de la sociedad offshore Fleg Trading Ltd, registrada en las Bahamas entre 1998 y 2009. Al ser electo jefe de Gobierno porteño en 2007, el expresidente no incluyó en sus declaraciones juradas su conexión con la firma. El portavoz oficial de Macri, Iván Pavlovsky, dijo que el presidente argentino no declaró su participación en esa empresa offshore como un activo porque no tenía ninguna participación de capital en ella. El periodista Joaquín Morales Solá consideró improbable que el caso llegara a judicializarse Franco Macri declaró la cuenta ante la AFIP, el movimiento de dinero fue insignificante, y fue cerrada un año después de que Mauricio Macri fuera electo jefe de Gobierno. El 7 de abril, a pocos días de conocerse el escándalo, Mauricio Macri fue formalmente imputado por el fiscal Federico Delgado.
Al declarar ante el juez Sebastián Casanello que investiga el caso, el periodista argentino Hugo Alconada Mon, que participó de la investigación, dijo que no surgía la existencia de cuentas bancarias a nombre de Fleg Trading, ni negocios con Brasil; respecto de la sociedad off-shore creada en Panamá en la década de 1980, denominada Kagemusha, dijo que no surgía de su investigación que Macri hubiera tenido participación; finalmente aportó el dato sobre la existencia de otra sociedad denominada «Macri Group» pero aseguró que «no surge ningún vínculo con el presidente ni ningún otro Macri ni persona vinculada». Por su parte, la abogada experta en sociedades, Silvana Martínez, colaboradora de Margarita Stolbizer y exfuncionaria de la Inspección General de Justicia (IGJ), atestiguó ante el juez que «la IGJ no inscribe desde el año 2003 sociedades off-shore» y que solo deben inscribirse en Argentina si van a desarrollar negocios en el país. Agregó que los accionistas «deberían declararlas en la AFIP en la medida que reciban dividendos» y, en el caso de los directores, función en la que aparecía Macri, solo deberían ser declaradas en el caso de que «reciban remuneraciones por los servicios prestados». No obstante, la Unidad de Información Financiera (UIF) entregó al juez federal Sebastián Casanello un despacho de inteligencia, a través del cual se confirma que Macri forma parte del directorio de Kagemusha.
El 20 de septiembre de 2017 el juez en lo Civil Andrés Fraga quién más tarde sería denunciado por dicho fallo, e investigado por su posible actuación irregular, convalidó la versión propuesta por Macri. A raíz de múltiples irregularidades el juez Fraga fue denunciado por las maniobras para desvincular a Macri. La jueza Marcela Pérez Pardo, que integra la Cámara Nacional de Apelaciones en lo Civil, pidió que se investigue una posible actuación irregular del juez Fraga dado que es un juez civil pero aceptó intervenir en una causa que corresponde al fuero comercial.

### Soterramiento del Sarmiento
En noviembre de 2016 los fiscales Gerardo Pollicita e Ignacio Mahiques denunciaron ante la justicia la comisión por parte de Macri de actos de corrupción al disponer un incremento presupuestario a una obra previamente licitada, a favor de la empresa Iecsa, que fuera de propiedad de su familia hasta 2007 y que luego fuera transferida a su primo Ángelo Calcaterra: mediante el decreto 797/2016, Macri asignó al soterramiento del Ferrocarril Sarmiento cuarenta y cinco mil millones de pesos (aproximadamente tres mil millones de dólares).

### Correo Argentino
El 14 de febrero de 2017 el fiscal Juan Pedro Zoni imputó a Mauricio Macri y Oscar Aguad, —ministro de Telecomunicaciones—, por el acuerdo entre el Estado y el Grupo Macri en relación con la deuda del Correo Argentino. En ese acuerdo el Estado aceptó una quita del 98.82 % de la deuda, en beneficio de Correo Argentino S.A., propiedad de Mauricio Macri y otros miembros de su familia.
Asimismo se conoció que la Enacom, desistió de cobrarle ese mismo mes una multa por casi trescientos mil pesos a la empresa propiedad del grupo Macri que ya tenía sentencia de segunda instancia en favor del Estado.
A pesar de que el Estado le había ganado el juicio a la empresa, la Enacom decidió no cobrarle la deuda. Debido a esta acción, se inició una causa penal investigada por el Juzgado Federal n.º 4 a cargo del Dr. Ariel Lijo, por una maniobra que intentó utilizar el gobierno de Mauricio Macri para condonar una multa del Correo Argentino S.A, a través del Ente Nacional de Comunicaciones, advirtiendo según el denunciante una deliberada estrategia de «resolver» de inmediato los conflictos judiciales vinculados a las empresas de la familia presidencial. La deuda original asciende a 296.2 millones de pesos. Finalmente fue imputado por los delitos de administración fraudulenta, tráfico de influencias y negociaciones incompatibles con la función pública luego de que se conociera que el Estado le condonó una deuda millonaria a una empresa del grupo Macri, que administraba el Correo Argentino. Según calculó la fiscal Gabriela Boquín la deuda implicaría un perjuicio de más de setenta mil millones de pesos para el Estado.

### Acuerdo con holdouts
En otra causa penal, la Justicia argentina investiga a Macri por el acuerdo para pagar una multimillonaria deuda con los fondos «buitre» (especuladores) y por la que es acusado de posible estafa y fraude contra el Estado. El acuerdo es investigado por irregularidades tales como falta de informes que sustenten los montos demandados, acuerdos firmados a mano alzada, la no individualización de los títulos incorporados, que en la mayoría de los casos se pagó más de lo acordado en las sentencias y que no haya documental que avale qué títulos se abonaron, para el cual el país emitió la mayor suma de deuda para cualquier nación en desarrollo desde 1996, siendo el país que más se endeudó en el mundo desde 1996 según el Financial Times. En noviembre de 2016 un nuevo fondo volvió a denunciar a la Argentina. El 26 de abril de 2016 Argentina le realizó un primer pago de 9300 millones de dólares -el cual fue calificado por el fiscal Federico Delgado como una «gigantesca» estafa al Estado nacional. Tras meses de investigaciones, el fiscal del caso declaró que «el endeudamiento por 16 500 millones de dólares que encaró la gestión macrista para luego cancelar en efectivo 12 500 millones de la misma moneda a los bonistas en default, fue el broche de oro de una gigantesca estafa al Estado nacional».

### Avianca
En 2016 a pocas semanas de asumir Mauricio Macri la presidencia del país, dio de baja la flota oficial al tiempo que descartó viajar en la empresa Aerolíneas Argentinas, eligiendo vuelos privados de la empresa Macair Jet perteneciente al Grupo Macri, que de este modo sería la empresa directamente beneficiada con contrataciones del Estado. El 27 de diciembre, el periodista Nicolás Pizzi reveló la creciente influencia de la firma aérea ligada al Grupo Macri y vinculó esto a las «decisiones que tomó el gobierno de Mauricio Macri sobre el manejo de la flota oficial». De este modo el Estado contrataría aviones del Grupo Macri para viajes oficiales a partir de enero de 2016. La medida fue calificada como verdadero negociado millonario con el Estado que involucra a una de las empresas familiares del presidente. El secretario General de APLA, denunció la implementación de una política de apertura del mercado aéreo a capitales privados que terminan mezclándose con intereses privados de la familia presidencial. Posteriormente en mayo se vinculó a la firma Mc Air Jet, de la familia Macri con la quiebra de la Aerolínea Sol. Finalmente fue imputado por el fiscal federal Jorge Di Lello junto a su padre Franco, al secretario general de la Presidencia, Fernando De Andreis, y a funcionarios de Avianca por asociación ilícita, negociaciones incompatibles, defraudación contra la administración pública y tráfico de influencias. En su requerimiento de instrucción, describió una serie de maniobras -entre ellas el otorgamiento de rutas aéreas- presuntamente destinadas a beneficiar a Avianca, empresa que en 2016 adquirió la firma Macair Jet, propiedad del grupo económico liderado por Franco Macri.
La denuncia señala que «la privatización del servicio de traslado de funcionarios, la búsqueda de aviones nuevos por cifras millonarias y las denuncias por el uso de aviones de la empresa familiar, se produce a principios de 2016 con la venta de "Macair Jet" a la compañía de origen colombiano Avianca».

### Memorándum con Catar
Fue imputado penalmente en la causa conocida como Memorándum Argentina-Catar, a raíz de la firma de un memorándum secreto de entendimiento con Catar por un acuerdo por 1300 millones de dólares. La causa estuvo a cargo del juez Rafecas y de la fiscal Paloma Ochoa. En la causa también fueron imputados la vicrepresidenta Gabriela Michetti, el extitular del Fondo de Garantía de Sustentabilidad de la Anses, Luis María Blaquier; la canciller Susana Malcorra; el titular de la Anses, Emilio Basavilbaso; el secretario de Presidencia Mario Quintana; el presidente de YPF, Miguel Gutiérrez; el director general de Relaciones Internacionales del Senado, José Ortiz Amaya; la embajadora argentina en Doha, Rossana Cecilia Surballey; y el extenista Gastón Gaudio. Fueron imputados por los delitos de estafas y defraudaciones, administración fraudulenta y negociaciones incompatibles con el ejercicio de funciones públicas.
El 30 de diciembre de 2016 Mauricio Macri, la vicepresidenta Gabriela Michetti, así como otros funcionarios del gobierno argentino, fueron imputados por la fiscal Paloma Ochoa por la eventual comisión de los delitos de otorgamiento de actos irregulares o indebidos, estafas y defraudaciones (artículo 174 inciso 5 del Código Penal), administración fraudulenta (artículo 173 inciso 7.º del Código Penal) y negociaciones incompatibles con el ejercicio de funciones públicas (artículo 265 del Código Penal) en perjuicio al erario público, como partícipes de la firma del Memorándum con Catar de noviembre de 2016, creando un fondo de inversión por 1300 millones de dólares estadounidenses, con una «estructura offshore», para la administración del Fondo de Garantía de Sustentabilidad de la ANSES. El juez que dirigió la investigación fue Daniel Rafecas.
Mientras se negociaba el acuerdo, el asesor presidencial Horacio Reyser compartió información confidencial del Estado a un empresario amigo, Nicolás Rosendi. Según consta en la causa desde el 28 de julio, cuando Mauricio Macri recibió al emir de ese país, Sheik Tamin bin Hamad Al Thani, hasta el domingo 6 de noviembre, momento en el que se firmó el acuerdo, hubo correos de Estado que se compartieron a empresarios privados. Y estos con la información privilegiada, habrían firmado contratos millonarios con Qatar Investment Authority (QIA) para ser «consejeros locales» del fondo de mil millones de dólares que se acordó con el Fondo de Garantía de Sustentabilidad (FGS)
Según la investigación judicial el intermediario entre el Gobierno y Catar, Diego Nicolás Rosendi mantenía vínculos comerciales con Juliana Awada, esposa de Mauricio Macri y primera dama argentina. El empresario participó en las negociaciones por el fondo de inversión catarí. Rosendi mantiene 7.6 millones de dólares en paraísos fiscales y al mismo tiempo pagaba expensas de la primera dama Juliana Awada en la residencia de un country propiedad de esta. Finalmente se requirió que la investigación involucrase también a Rosendi —socio de Awada— por las figuras de abuso de autoridad, malversación de caudales públicos, cohecho y tráfico de influencias, y violación de secretos.
La causa fue cerrada por el juez Rafecas el 28 de marzo de 2017 por inexistencia de delito y, tras la apelación de la fiscal Ochoa, desestimada definitivamente por la Sala I de la Cámara Federal.

### Supuestas coimas al juez Freiler en la causa por espionaje de 2009
En 2016 el periodista Carlos Pagni afirmó que Daniel Angelici, supuesto operador judicial de Mauricio Macri, le dio dinero a un juez en forma de coima para beneficiar a Macri en la causa por espionaje en la ciudad de Buenos Aires (2009), Angelici se habría reunido con Eduardo Freiler, juez de la Cámara Nacional de Apelaciones en lo Criminal y Correccional Federal, por una presunta maniobra para favorecer a Mauricio Macri en la causa por las escuchas ilegales. Finalmente fue imputado junto al juez Freiler y Daniel Angelici.
En noviembre de 2016 el diputado Julo Raffo presentó una denuncia contra Daniel Angelici y Eduardo Freiler por el supuesto pago de dinero para beneficiar al actual presidente. Es que el 14 de junio de este año, la Sala I de la cual Freiler forma parte, confirmó el sobresimiento de Macri en la causa por las escuchas ilegales. por supuesto delito de cohecho o prevaricato. Luego del sorteo, la denuncia se tramita en el Juzgado Federal N.º 1, a cargo de la jueza María Servini de Cubría. Freiler habría pedido dinero a Angelici para favorecer a Macri en la causa de las escuchas ilegales y sobreseerlo. El 12 de diciembre la jueza federal María Romilda Servini de Cubría citó a declarar como testigo de la causa a Carlos Pagni. Posteriormente Pagni ratificaría ante la justicia sus dichos.

### Acuerdo con el Fondo Monetario Internacional (1)
El fiscal Jorge Di Lello inició una investigación penal a raíz de una denuncia contra el presidente y gran parte de su gabinete por haber pasado por alto el Congreso Nacional antes de rubricar el acuerdo con el Fondo Monetario Internacional.
La denuncia fue efectuada por el economista Claudio Lozano y por el Movimiento Popular La Dignidad y por el Observatorio del Derecho a la Ciudad quien había denunciado al presidente y a los integrantes de su Gabinete de ministros vinculados con el área de Finanzas.
Tramita en el expediente n.º 13777/2018 caratulado «Macri, Mauricio s/ abuso de autoridad y violación de los deberes de funcionario público».
El fiscal federal dejó a criterio del juez federal Julián Ercolini el dictado de una medida cautelar que suspenda la ejecución del acuerdo con el FMI que deberá ser resuelto en los próximos días. Así también solicitó la producción de varias pruebas

### Acuerdo con el Fondo Monetario Internacional (2)
En junio de 2018 los exdirectores del Banco Central Pedro Biscay y Eduardo Codianni, y el presidente del Movimiento Nacional de Empresas Recuperadas, Eduardo Manuel Murúa, presentaron un recurso de amparo por denegación del derecho de acceso a la información pública, ante el Juzgado Federal en lo contencioso administrativo a cargo del juez Esteban Furnari, a fin de solicitarle que intimara al presidente de la Nación, Mauricio Macri, para que haga conocer el expediente administrativo por el que tramitó el préstamo de cincuenta y siete mil millones de dólares, que el Fondo Monetario Internacional le concedió a la Argentina, a pedido suyo. Los demandantes estaban sorprendidos por el hecho de que un préstamo de semejante magnitud pudiera haber cumplido con el procedimiento legal obligatorio en un lapso tan corto de tiempo (aproximadamente un mes) y habían solicitado examinar el expediente, solicitud rechazada por el gobierno de Macri.
El juez Furnari rechazó el pedido de Biscay, Codianni y Murúa, razón por la cual apelaron. El 12 de agosto de 2019 la sala III de la Cámara Federal de Apelaciones en lo Contencioso-Administrativo ordenó al presidente Macri y al Banco Central que suministraran toda la información necesaria para que los ciudadanos pudieran controlar la regularidad del procedimiento. El Ministerio de Hacienda entregó dos expedientes, iniciados con posterioridad a las concesión el préstamo, en los que no constan los dictámenes técnicos previos a la decisión que lo aconsejaban, ni algún decreto del presidente Macri peticionando y aceptando el préstamo, ni el texto del acuerdo stand-by que se informó públicamente haber firmado. El Banco Central por su parte, no entregó la información exigida y se limitó a manifestar que «evaluó el impacto macroeconómico del crédito en conjunto con el Ministerio de Hacienda y con el propio Fondo Monetario Internacional».
El periodista y abogado Horacio Verbitsky, presidente del Centro de Estudios Legales y Sociales, sostuvo que «La responsabilidad penal de los funcionarios que no cumplieron con los requisitos de las leyes de procedimiento administrativo y de administración financiera es insoslayable y comprendería a Macrì, Sturzenegger, Caputo, Guido Sandleris y Nicolás Dujovne».

#### FMIgate
El FMIgate es una investigación judicial iniciada en Argentina en marzo de 2021, sobre un presunto acto de corrupción cometido mediante el acuerdo que el entonces presidente Mauricio Macri realizó con el Fondo Monetario Internacional el 7 de junio de 2018, por el cual el organismo internacional prestó a ese país una suma de 50 000 millones de dólares (luego ampliado a 57 000 millones), el más grande en la historia de esa organización, de la cual entregó los 44 500 millones originales. El acuerdo ha sido señalado como un acto criminal, tanto por el modo en que fue tramitado sin cumplir los pasos legales, el uso que la administración de Macri dio al dinero, no contemplado en el acuerdo y prohibido por el Estatuto del FMI, y por la omisión de analizar las condiciones de sustentabilidad y repago. Fueron imputados el expresidente Mauricio Macri, el exministro de Hacienda Nicolás Dujovne y los expresidentes del Banco Central, Federico Sturzenegger, Luis Caputo y Guido Sandleris.Es indudable que no hay forma de que sean sobreseídos, por la gravedad y falta de atenuantes de esta maniobra.
Durante el gobierno de Macri, la deuda externa pasó de 63 580 millones de dólares en diciembre de 2015 (14 % del PBI) a 167 514 millones de dólares en junio de 2019 (40 % del PBI), un aumento del 163 % en términos nominales y del 185 % en relación con el PBI. Cerca de la mitad del incremento de la deuda externa (103 934 UDS) fue causado por el préstamo entregado por el FMI (44 500 USD).
La causa fue iniciada por la Oficina Anticorrupción y quedó radicada en el Juzgado Nacional en lo Criminal y Correccional Federal N.º 5, bajo el número 3561/2019 y carátula «Macri, Mauricio y otros s/ defraudación por administración fraudulenta y defraudación contra la administración pública». Las irregularidades del caso también son investigadas desde marzo de 2021, en forma independiente, por el Fondo Monetario Internacional.

### Peajes I
La causa fue abierta en junio de 2017 por el fiscal Guillermo Marijuán, por denuncia de la diputada Margarita Stolbizer, ante el Juzgado Federal N.º 3, a cargo de Daniel Rafecas. Stolbizer imputaba a Macri haber impulsado un aumento del 400 % de los peajes, que causaron el aumento extraordinario del valor de la empresa Autopistas del Sol (Ausol), de la cual el Grupo Macri era parcialmente propietario, que le permitieron venderla a la empresa Natal Inversiones, propiedad del presidente del Real Madrid, Florentino Pérez, por un valor cuatro veces mayor al que tenía antes de asumir la Presidencia de la Nación. Seis meses después la causa fue archivada debido a que, según el juez, «era posible descartar la hipótesis delictiva».

### Peajes II
La causa fue abierta en julio de 2019 por el fiscal Carlos Stornelli, ante el Juzgado Federal N.º 6, a cargo de Rodolfo Canicoba Corral, por denuncia inicial del Sindicato de Trabajadores Viales y Afines de la República Argentina (Stvyara). Macri está imputado de haber participado de una maniobra en perjuicio del Estado argentino, mediante la cual la empresa Autopistas del Sol (Ausol), uno de cuyos propietarios fue Macri hasta 2017, «simuló una demanda contra el Estado Nacional por más de 1.100 millones de dólares por supuestos atrasos tarifarios, que solo buscaba la justificación para disparar la renegociación del contrato de concesión, cuya finalización operaba en 2020». En 2018, el gobierno de Macri, sin ningún dictamen económico, dispuso pagar por dicho concepto la suma de 499 millones de dólares a la empresa Ausol, por entonces propiedad del presidente del Real Madrid, Florentino Pérez.

### Presunta extorsión a Daniel Vila
En septiembre de 2019 Daniel Vila, cabeza del Grupo América, uno de los más importantes del sistema de medios de comunicación de Argentina, denunció en un programa de América Televisión, que el presidente Macri en persona, lo extorsionó para que el grupo se desprendiera de algunas frecuencias del espectro de telecomunicaciones. Como consecuencia de la denuncia, el fiscal federal Guillermo Marijuan abrió una causa para investigar los hechos, bajo el control de la jueza electoral María Servini.

### Presunta extorsión a Cristóbal López y Fabián de Sousa
En septiembre de 2019, el empresario Fabián de Sousa, cabeza del grupo Indalo, denunció ante el Tribunal Oral N.º 3, en el curso de su declaración por la causa que se sigue en su contra por la quiebra de Oil Combustibles, que en marzo de 2016, el presidente Macri lo extorsionó a él y a su socio Cristóbal López, con el fin de que pusieran el Canal C5N al servicio de lograr el encarcelamiento de la expresidenta Cristina Fernández de Kirchner. De Sousa denunció que debido a su negativa, Macri inició una persecución política y económica contra el Grupo Indalo, que lo llevó a la quiebra. La causa quedó radicada ante la jueza María Servini, bajo la conducción del fiscal Guillermo Marijuán. En la causa se encuentran imputados también el asesor presidencial José Torello, el exvicejefe de Gabinete Mario Quintana, el extitular de la AFIP Alberto Abad y su sucesor Leandro Cuccioli, el director de YPF Fabián «Pepín» Rodríguez Simón, el empresario Nicolás Caputo, el corredor de automóviles Orlando «Orly» Terranova e Ignacio Rosner.

### Parques eólicos
A raíz de una investigación de la periodista Emilia Delfino, en enero de 2018 los diputados nacionales Rodolfo Tailhade y Claudio Martin Doñate, denunciaron a Macri por cometer presuntamente los delitos de negociaciones incompatibles con la función pública, tráfico de influencias y uso de información privilegiada, en la transferencia de una serie de parques eólicos que le habrían significado una ganancia de 48 millones de dólares. La causa la investiga el fiscal Eduardo Taiano, bajo la supervisión del Juzgado Criminal y Correccional Federal Nro. a cargo del juez Marcelo Martínez de Giorgi.
Los denunciantes sostuvieron que el histórico contador de la familia Macri, Mariano Payaslían, armó varias sociedades que podrían ser propiedad de Macri, a través de una sociedad offshore radicada en Luxemburgo llamada Rainbow Finance, para comprar ilícitamente, por 26 millones de dólares, seis concesiones (Loma Blanca I, II, II, IV y VI, y Miramar) para construir parques eólicos en la provincia patagónica de Chubut, que se encontraban a nombre de la empresa española Isolux Corsan, socia del Grupo Macri. Isolux Corsan estaba involucrada en varios delitos de corrupción en España y no había cumplido con las inversiones a que se había obligado. Inmediatamente después el contador Payaslían vendió Loma Blanca I, II y III en 33 millones de dólares, Loma Blanca IV en 40 millones de dólares, así como las dos restantes, con autorización de gobierno de Macri. Las adjudicaciones fueron cuestionada por el entonces ministro de Macri Juan José Aranguren. Adicionalmente, una de las empresas que compraron los parques eólicos, la empresa Usir, creada el 29 de diciembre de 2015, apenas Cambiemos había asumido el Gobierno por el contador Payaslián, le prestó 5 millones de dólares Gianfranco Macri, hermano del entonces presidente Macri, en una maniobra que ha sido considerada como pago de un soborno.

### Espionaje a familiares del ARA San Juan
En 2020 fueron hallados en las oficinas de la Agencia Federal de Inteligencia (AFI) tres discos duros con documentación referida al espionaje y seguimiento por parte de agentes de esa repartición, sobre familiares de las víctimas del ARA San Juan, realizados entre diciembre de 2017 y finales de 2018. La AFI no encontró constancias de que tales operaciones hubieran sido autorizadas legalmente, razón por la cual denunció el hecho a fines de septiembre de 2020. Los hechos han sido considerados a priori como delito por la justicia argentina, que procedió a abrir la investigación bajo la dirección del juez Martín Bava de la ciudad de Dolores. En la causa se hallan imputadas altas autoridades del Estado argentino, entre ellas el entonces presidente Mauricio Macri, los entonces jefes de la AFI Gustavo Arribas y Silvia Majdalani y el exjefe de la Base Naval Mar del Plata, de la cual dependía el submarino hundido.
El 1 de diciembre de 2021 Macri fue procesado en esta causa por estimar el juez que existe semiplena prueba de su culpabilidad. La resolución judicial establece que «la responsabilidad por todos los hechos descriptos supera a la conducción de los procesados Gustavo Arribas y Silvia Majdalani. Fue Mauricio Macri quien no solo permitió la realización de esas tareas ilegales, sino utilizó esa información para tomar decisiones. En algunos casos esas decisiones tuvieron que ver con tener información adelantada sobre los reclamos que recibiría o las manifestaciones organizadas por las víctimas ante la visita del entonces presidente a Mar del Plata; y en otras ocasiones, a mantener el seguimiento constante y sistemático de las medidas reivindicativas del colectivo de familiares que resulta víctima de estas tareas ilegales.»

### Otras imputaciones
También se encuentra imputado en otras causas penales, entre ellas en la causa por el decreto de blanqueo de capitales a familiares, por la que resultó imputado por el fiscal Guillermo Marijuan ante una denuncia de la diputada Victoria Donda.
En abril de 2017 sumó una nueva imputación cuando el fiscal federal Franco Picardi pidió investigarlo junto al ministro de energía Aranguren, ante la sospecha de que el incremento de tarifas fue con la intención de favorecer a empresarios que incursionaron en el rubro energético como Nicolás Caputo, John Lewis y Marcelo Mindlin, todos ellos cercanos a Macri.
El 7 de septiembre de 2017, el fiscal Delgado imputó a Macri por encubrimiento sobre el caso Santiago Maldonado e impulsó una investigación para determinar si desde el gobierno de Mauricio Macri se encubrió la desaparición de Santiago Maldonado.

## Controversias y polémicas

### Participación en siniestro vial fatal en la Autopista Acceso Oeste
En la madrugada del 5 de marzo de 1999, Mauricio Macri, en ese entonces empresario y presidente del Club Atlético Boca Juniors, se vio involucrado en un accidente de tránsito en la Autopista del Oeste, a la altura del kilómetro 32, cerca de la confluencia de la avenida Gaona y la calle Solís en la localidad de Moreno, provincia de Buenos Aires. Macri viajaba en un vehículo Peugeot 406 registrado a nombre de la empresa SOCMA, acompañado por su chofer, Carlos Alberto Alberdi, y los futbolistas Martín Palermo y Diego Cagna.
El incidente ocurrió cuando el vehículo atropelló a dos adolescentes que cruzaban la autopista en bicicleta. De acuerdo con los primeros peritajes realizados en el lugar del hecho, se determinó que las jóvenes intentaron atravesar la autopista de forma transversal a la altura de la calle Solís, en un tramo donde no existía cruce peatonal, según indicó La Nación. Las jóvenes, Paula Elizabeth González de 14 años y Susana Marta Grunewald de 16 años, fueron trasladadas al Hospital Mariano de la Vega en Moreno con heridas graves. Paula sufrió un traumatismo de cráneo severo y entró en coma profundo, falleciendo pocos días después debido a un paro cardíaco relacionado con sus heridas. Susana, aunque también gravemente herida, logró recuperarse y fue dada de alta.
Tras el accidente, hubo testimonios contradictorios sobre quién conducía el automóvil en el momento del hecho. Mientras que Macri afirmó que el conductor era su chofer, un testigo aseguró que era el propio Macri quien manejaba el vehículo. Sin embargo, ese testigo posteriormente se desdijo, y la causa, inicialmente caratulada como "lesiones culposas" y luego modificada a "homicidio y lesiones culposas" tras la muerte de Paula, fue finalmente archivada sin acusaciones formales.
La empresa SOCMA emitió un comunicado en el que expresaba su pesar por lo sucedido y ofrecía asistencia económica a las familias de las víctimas a través de la Fundación Macri. Además, Macri visitó a las familias de las adolescentes en el hospital, comprometiéndose a brindarles apoyo.

### Revocación de mandato
A comienzos del 2014 un grupo de vecinos que fue autorizado por el Tribunal Superior de Justicia de la Ciudad de Buenos Aires para recolectar firmas para revocar los mandatos de Macri y la vicejefa, María Eugenia Vidal, por supuestas anomalías en la gestión no obtuvo la adhesión del 20 % de los electores porteños requeridos en el plazo legal de un año.

### Posición ante la inmigración en Argentina
Fue denunciado por discriminación cuando sostuvo que una de las causas de la toma del Parque Indoamericano, donde murieron tres personas, entre ellas dos bolivianos, se debió a «esta inmigración descontrolada y el gobierno ausente».

### Vinculación con Caputo
En diciembre de 2015 la prensa dio a conocer que el valor de las acciones de la empresa Caputo Construcciones acumuló una ganancia de 481.6 % desde el 22 de octubre de 2015, «cuando el macrismo se quedó con la Nación y la provincia de Buenos Aires, además de la Ciudad». La empresa es propiedad de Nicolás Caputo, vicepresidente del PRO, exsocio, íntimo amigo desde la infancia de Macri y deudor de un préstamo a su favor por parte del presidente de 18.5 millones de pesos, equivalente al 35 % del patrimonio total de Macri. «La expectativa de que la compañía de Nicolás Caputo acceda a nuevos contratos no sólo ya en la Ciudad, sino extendida a la posibilidad de participar en obras en territorio bonaerense y nacional fueron el principal puntal para colocar a este papel como esta alza récord».

### Aumento de su patrimonio y paraísos fiscales
A raíz de las sospechas sobre los Panama Papers, Macri anunció que todos sus bienes serían administrados por un fideicomiso ciego, de forma que estos fueran administrados por personas que no tendrían contacto con el presidente mientras durara su mandato. El fideicomiso fue finalmente creado el día 12 de abril.
En mayo de 2016, Macri presentó su declaración jurada correspondiente al último día del año 2015; la misma llamó la atención por un súbito aumento del capital, ya que para diciembre de 2014 había declarado bienes por poco menos de cincuenta y tres millones de pesos, y en la nueva declaración jurada afirmaba poseer un patrimonio de poco más de ciento diez millones de pesos. La mayor parte de la diferencia —aunque no la totalidad— se debe a que en la declaración de 2015 incluyó la valuación de sus acciones en sociedades anónimas, que en anteriores declaraciones había imputado con un valor simbólico de un centavo. Otros datos llamativos fueron la declaración de que entre su amigo, el empresario Nicolás Caputo, y el actual intendente de Lanús, Néstor Grindetti, le adeudan veintitrés millones de pesos; el intendente Grindetti, exfuncionario del gobierno porteño de Macri, ha sido incluido también dentro de la denuncia de los Panama Papers. Por otro lado, en anteriores declaraciones juradas, Macri había afirmado poseer unos dieciocho millones de pesos en Estados Unidos y Suiza; en la nueva declaración, incluyó 18 719 094 pesos depositados —sin aclarar el tipo de cuenta— en Bahamas, un país reconocido como un paraíso fiscal. Consultado sobre el depósito en un paraíso fiscal, respondió: «La verdad es que ni me di cuenta».
Tras las críticas suscitadas por su declaración jurada, Macri ordenó al fideicomiso ciego que administra sus bienes que incluyera los fondos de Bahamas en la administración; esto despertó nuevas críticas, ya que esto significaría entrar en contacto con los administradores con quienes dijo que no tendría ninguna relación. A pesar de su promesa, a fines de junio solamente el 40 % de su capital estaba siendo administrado por el fideicomiso.

### Utilización de bases de datos y redes sociales
Macri ha sido relacionado con la utilización de bases de datos y redes sociales con fines electorales. El Grupo Messina (TMG), dirigido por Jim Messina, famoso por haber utilizado big data tomada de los datos personales de Facebook en la campaña de Barack Obama y el escándalo de las elecciones británicas de 2015, menciona en su página institucional, que Macri fue uno de los ocho jefes de Estado que contrataron sus servicios. El diario Página 12 informó que fuentes de la Casa Rosada desmintieron que Macri hubiera contratado al Grupo Messina, pero reconocieron haberse reunido con el vicepresidente de la corporación, Brennan Billberry, el 30 de marzo de 2016.
El 25 de julio de 2016 la Jefatura de Gabinete dictó la Resolución N.º 166/2016, disponiendo que la ANSES (agencia oficial de pensiones) comparta sus bases de datos con la Secretaría de Comunicación Pública para diseñar mejor sus estrategias de comunicación. Entre los datos que la ANSES debe enviar al gobierno se encuentran nombre y apellido, DNI, CUIT o CUIL, domicilio, teléfonos, correo electrónico, fecha de nacimiento, estado civil y estudios. Varios legisladores opositores iniciaron acciones para anular la Resolución, considerando que la misma violaba la legislación vigente sobre protección de datos, y el fiscal Federico Delgado abrió una causa penal para investigar si los datos podían ser usados con fines electorales.
El 8 de marzo de 2016 el periódico digital La Política Online (LPO) denunció que el ministro de Transporte Guillermo Dietrich, usó el helicóptero presidencial para ir a su country, lo que desencadenó ese mismo día un ataque masivo con troles y cuentas falsas contra el medio de prensa y su director. LPO denunció que el ciberataque fue dirigido por el influencer Octavio Paulise, un activista del PRO empleado por el gobierno de la Ciudad de Buenos Aires, aunque el gobierno declaró que no tenía relación con su accionar en las redes.
El 26 de marzo de 2016 el diario Perfil publicó un artículo sobre la forma de operar del gobierno de Macri en las redes sociales, mediante un equipo de unos cuarenta operadores, bajo el mando del jefe de Gabinete Marcos Peña y el la subsecretario de Vínculo Ciudadano, por Guillermo Riera, jefe de la campaña digital de Macri durante las elecciones de 2015. Las fuentes del gobierno utilizadas por Perfil reconocieron haber usado trolls y fakes (cuentas falsas) durante la campaña electoral, pero que luego de la misma decidieron no seguir haciéndolo.
Pocos días después, un nuevo artículo de Perfil titulado «Trolls y fondos públicos: así se gesta el relato 2.0 en la era Cambiemos», difundió que el presupuesto asignado a estas actividades por el gobierno de Macri era de 163 289 111 pesos (equivalentes a unos 10 millones de dólares), de los cuales Google y Facebook recibieron la mitad.
En julio de 2016 el conductor televisivo Marcelo Tinelli denunció un masivo ataque de trolls por haber criticado el aumento de tarifas realizado por el presidente Macri, expresando su indignación con la frase «creí que eran diferentes». El gobierno negó tener algo que ver con los ataques. En ese momento la periodista Brenda Struminger del diario La Nación reflejó la generalización de los ciberataques luego de las elecciones de 2015:

Aunque se terminaron las elecciones, los «trolls» llegaron para quedarse. Lejos de circunscribirse a la pelea K-antiK, afectan con agresiones y mensajes a un amplio espectro del arco político. Y las víctimas no son sólo figuras reconocidas, sino usuarios corrientes. Su objetivo final es influir en la opinión pública, de la forma que sea.
Brenda Struminger (La Nación)

En su artículo Struminger volvió a mencionar las versiones de que el gobierno tenía un equipo dedicado a manejar troles y bots, dirigidos por Guillermo Riera, jefe de la campaña digital de Macri durante las elecciones de 2015. Riera declaró que junto con Marcos Peña habían tomado la decisión de no utilizar troles, pero que "Puede haber gente que sea adepta al Pro que tenga trolls, no lo sé ni tengo posibilidades de controlarlo".
En marzo de 2018 Amnistía Internacional publicó una investigación titulada "Trolling y agresiones a la expresión de periodistas y defensores de DDHH en Twitter Argentina", en el que se analizan más de trescientos cincuenta mil ciberataques sufridos por siete periodistas: Hugo Alconada Mon, Reynaldo Sietecase, Eduardo Feinmann, Marcelo Longobardi, María O'Donnell, Jorge Héctor Santos y Ernesto Tenembaum. El estudio comprobó que cibertropas, con altos niveles de organización profesional y tecnológica, atacaban sistemáticamente a las personas que emitían opiniones críticas al gobierno de Macri, utilizando discursos de odio, de persecución, de xenofobia o buscando desacreditar a los periodistas y activistas, para cercenar el debate público y disciplinar las voces críticas, disidentes u opositoras. Al ser consultado por una radio, el ministro del Interior Rogelio Frigerio del presidente Macri, negó que el gobierno estuviera detrás de los ciberataques y trolls.

### Descansos y licencias
Macri ha sido cuestionado por la cantidad de descansos y licencias. Como diputado nacional, en 2006, estuvo ausente en 277 votaciones de las 321 que se realizaron en ese año, es decir un 86 % de ausencia. Como jefe de Gobierno de la Ciudad de Buenos Aires estuvo de viaje 261 días desde diciembre de 2007, hasta diciembre de 2012 —cinco años—, con un promedio de cincuenta y dos días por año. Como presidente de la Nación, se tomó 90 días de vacaciones en los primeros dos años, resultando un promedio de 45 días por año. Para febrero de 2019, acumulaba más de cuatro meses de vacaciones.

### Lawfare, detención de opositores y protección mediática
Macri ha sido acusado de llevar adelante una lawafare (guerra judicial) contra los opositores, tanto dentro como fuera de su partido, manipulando y haciendo uso ilegal del Poder Judicial, los servicios de inteligencia, los medios de comunicación y las denuncias por corrupción. La acusación de lawfare contra Macri, lo ubica como parte de una tendencia aparecida recientemente en América Latina, impulsada por Estados Unidos, de persecución de fuerzas políticas y dirigentes de centro izquierda progresistas, a veces referidos también como «populistas» de izquierda, como Lula y Dilma en Brasil, Rafael Correa en Ecuador, Manuel Zelaya en Honduras, Daniel Ortega en Nicaragua, etc. En 2019, el Papa Francisco le manifestó su preocupación por el lawfare a jueces del continente americano, al sostener que «el lawfare, además de poner en serio riesgo la democracia de los países, generalmente es utilizado para minar los procesos políticos emergentes y propender a la violación sistemática de los Derechos sociales».
Durante el gobierno de Macri fueron detenidos al menos 40 dirigentes opositores y procesados penalmente más de 1800, resultando muertos en operativos de tipo policial, al menos dos opositores, Santiago Maldonado y Rafael Nahuel. El gobierno de Macri ha sostenido que en todos los casos el Poder Judicial ha actuado en forma independiente y las fuerzas de seguridad en cumplimiento de la ley, mientras que diversas organizaciones políticas, de derechos humanos, sindicatos, periodistas y abogados han sostenido que se tratan de acciones ilegales que violan el Estado de derecho y los consideran «presos políticos».

### «Macri gato»

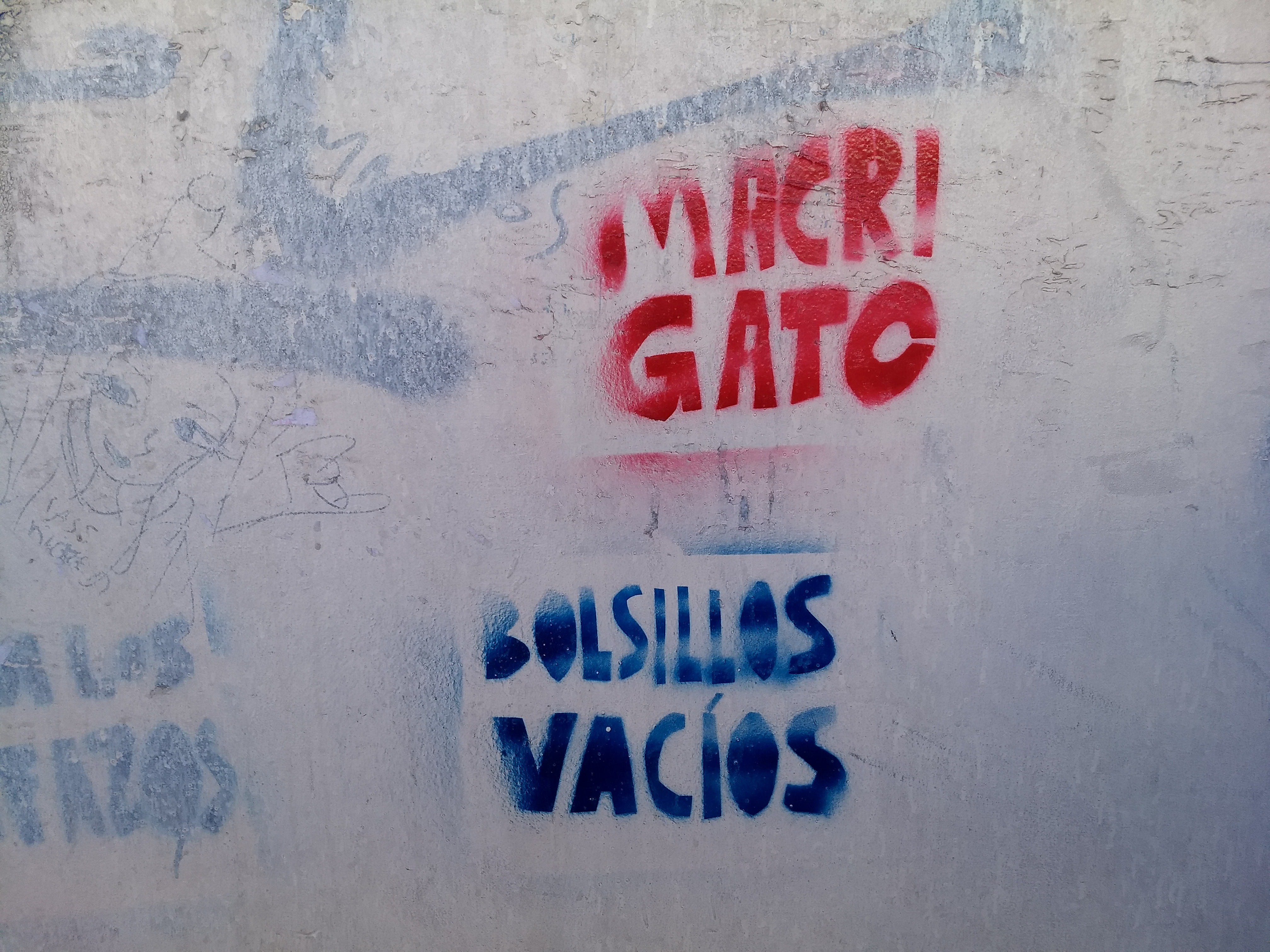
Pintada «Macri gato».

Existe cierta tradición en Argentina de utilizar apodos para referirse a ciertas figuras políticas; bien pueden ser elogiosos, elaborados por los partidarios, o peyorativos, creados por opositores. A menudo, proceden del mundo animal.
A poco tiempo de asumir, se popularizó el apodo «gato» para el presidente Mauricio Macri. La expresión sintetizada: «Macri gato» comenzó a difundirse en el lenguaje cotidiano. En el argot carcelario en Argentina, «gato» deriva de «gatillar», que significa pagar. Se refiere al preso que recauda para el jefe del pabellón: «El gato, por sobre todas las cosas, desprecia al que está en inferioridad de condiciones y admira a quien lo utiliza». También se relaciona con el mundo de la prostitución, donde «gato» (en masculino) es una prostituta cara. Sin embargo, el uso más común en el norte argentino, donde según algunas fuentes surgió el epíteto, hace de «gato» un sinónimo de ladrón.
El 17 de mayo de 2016, Macri visitó la ciudad de Ledesma, provincia de Jujuy, para inaugurar «la casa número mil» construida en su gestión. En aquel momento la provincia vivía un clima de hostilidad y división entre quienes apoyaban al gobierno y sus opositores. Además, la diputada al Parlasur, Milagro Sala, opositora de Macri y del gobernador de Jujuy, se encontraba detenida desde hacía meses. Ese día Luis Llanos, joven oriundo de la capital de la provincia, increpó públicamente al presidente bajo el rótulo de «Macri gato». Este hecho le valió a Llanos la detención por parte de la policía provincial y a partir de la difusión de la noticia sobre ese hecho se generó una viralización del sintagma «Macri gato» en todo el país.
En 2018, el locutor Mario Pergolini consideró que la expresión «Macri gato» es «una gran pintada» que expresa adecuadamente el sentimiento de la juventud que debe ser contestataria.
Durante la campaña electoral para la reelección en 2019, simpatizantes y militantes de la candidatura de Macri se reapropiaron del apodo otrora peyorativo coreando «Hay gato para rato». Al final de la campaña el propio Macri, refiriéndose a su propia continuidad en la política dijo: «el gato aguanta», y mencionó el cántico.

## Publicaciones
- Primer tiempo. Planeta. 2021. ISBN 9789504973379. Con colaboración de Pablo Avelluto y Hernán Iglesias Illa[675]